# 鋏角類
鋏角類（きょうかくるい、英語: Chelicerate、学名: Chelicerata）は、節足動物を大まかに分ける分類群のひとつである。分類学上では鋏角亜門とされ、クモ・サソリ・ダニなどのクモガタ類・およびカブトガニ・ウミサソリ・ウミグモなどを含む。1対の鋏角と、複数対の歩脚型の肢を体の前方にもつ。
11万種以上が知られ、現生節足動物の4つの亜門の中では2番目に種を富んだ分類群である。系統関係については、多足類・甲殻類・六脚類という3つの亜門を含んだ大顎類と姉妹群になり、現生節足動物を大きく分けた2つの系統群の一角になる。
学名「Chelicerata」およびその由来になった鋏角の英語名「chelicera」はギリシア語の「khēlē」（鋏）と「keras」（角）の合成語である。

## 形態

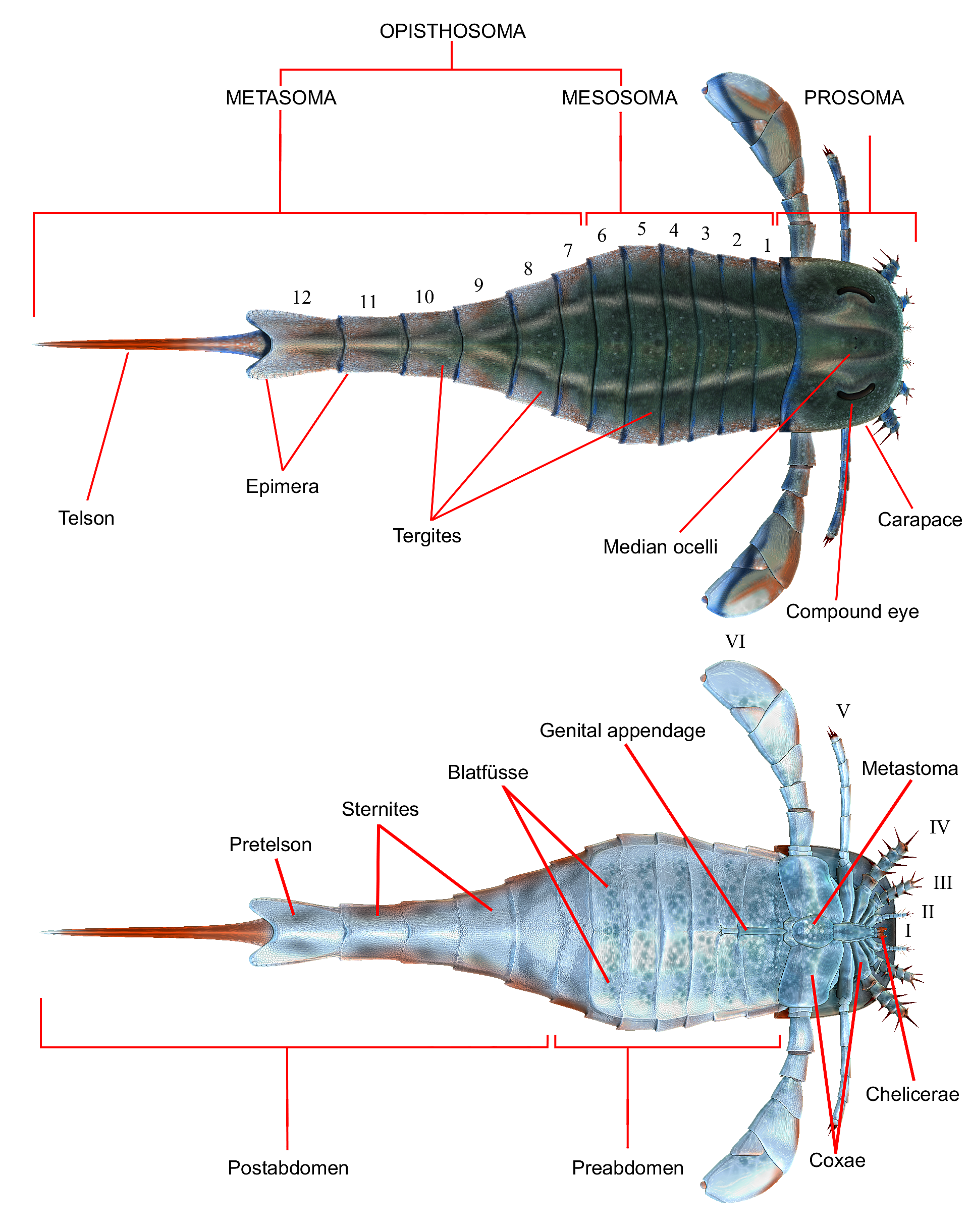
ウミサソリの構造

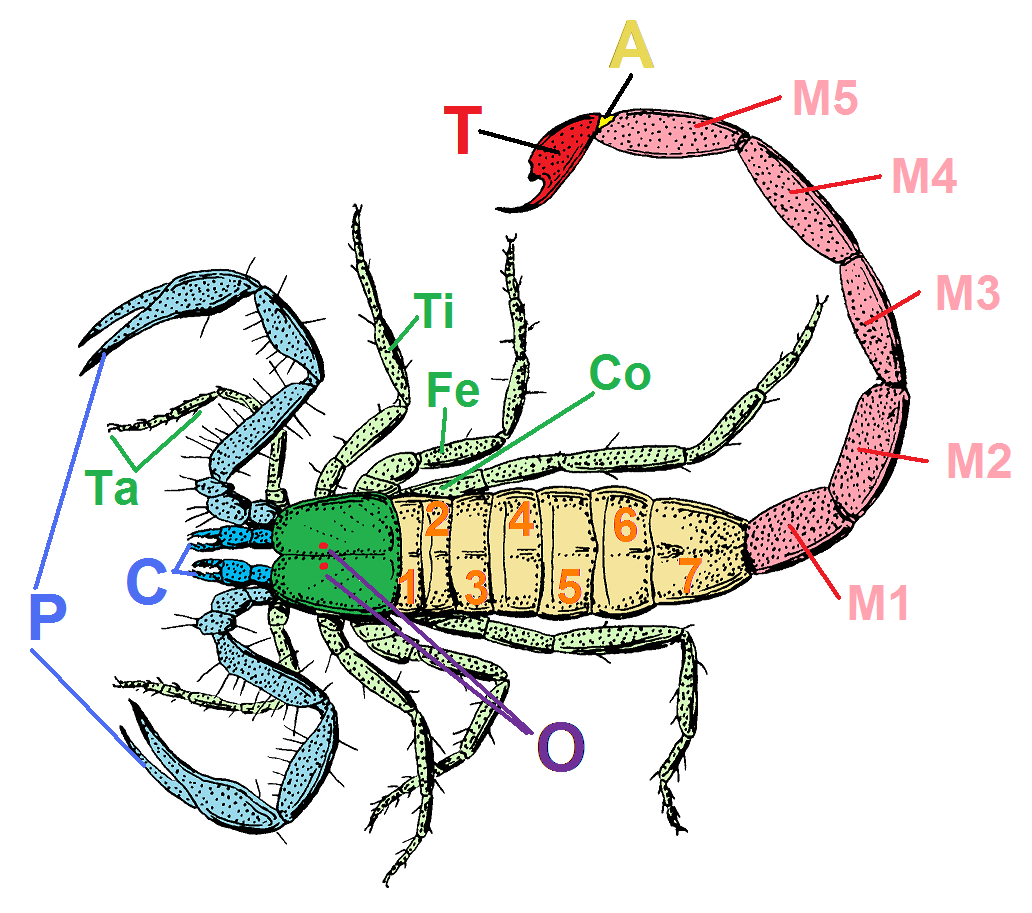
サソリの構造 各項説明：[注釈 2]
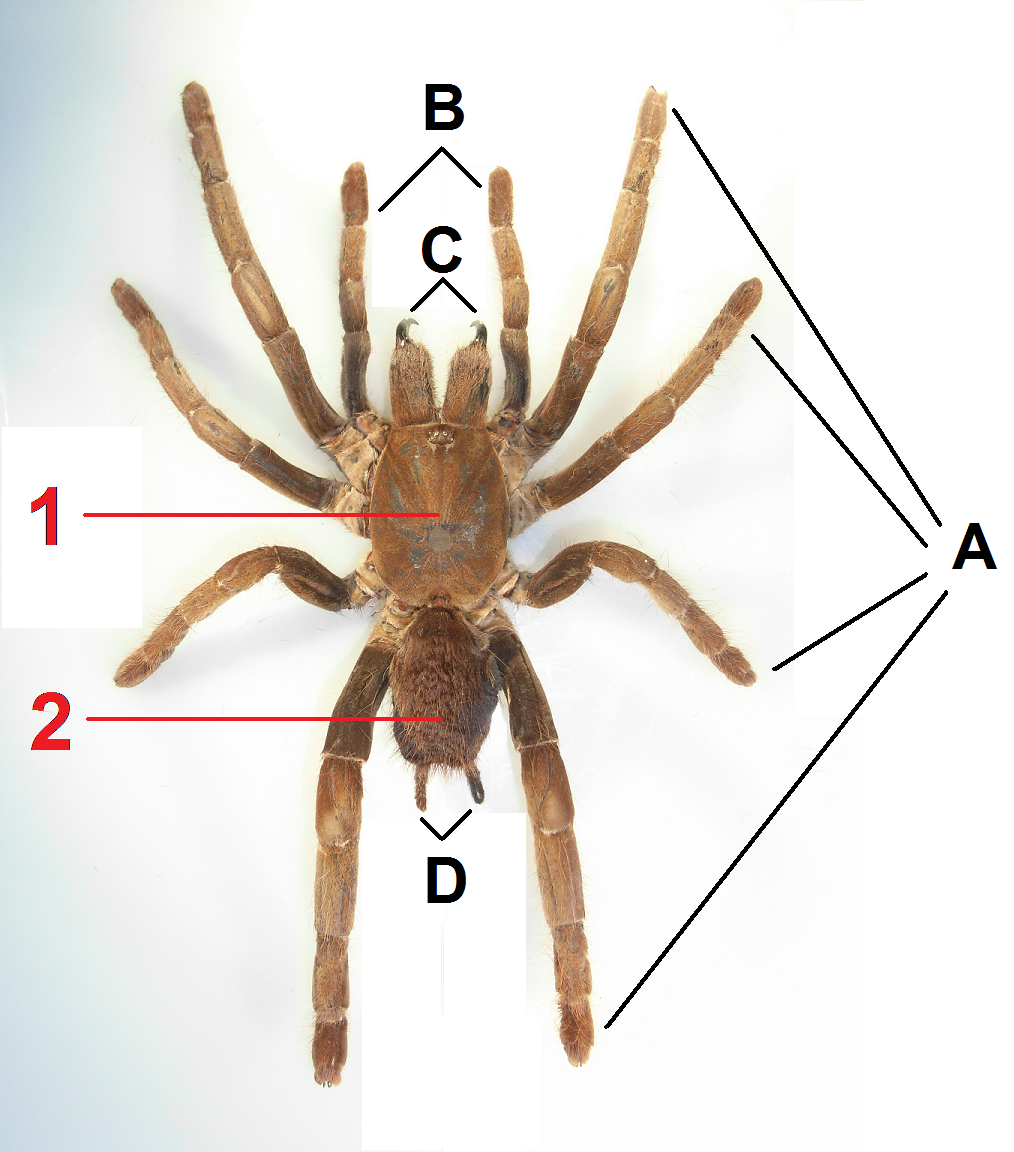
クモの構造 1：前体、2：後体、A：歩脚、B：触肢、C：鋏角
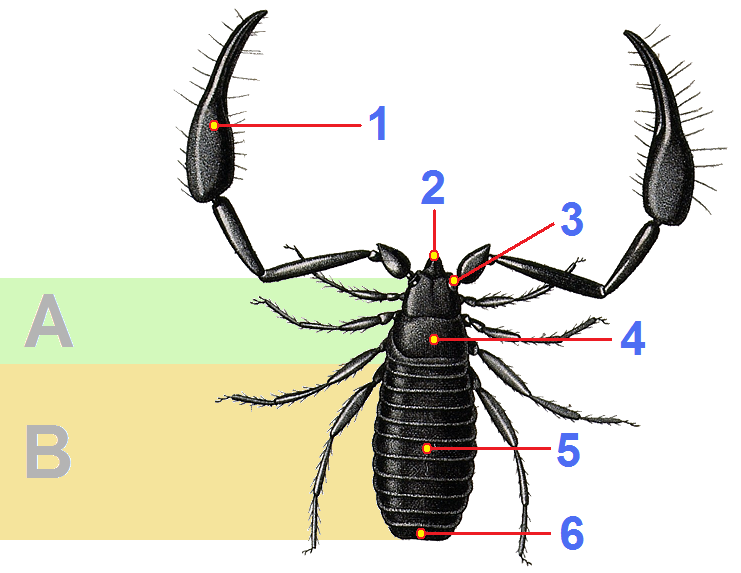
カニムシの構造 A：前体、B：後体、2：鋏角、1：触肢

鋏角類に含まれる節足動物は次の基本的体制の違いによって、それ以外の節足動物（大顎類・三葉虫など）から区別できる。
1. 体の合体節（tagma）は原則として前後で前体と後体の2部のみである[注釈 3][3]。
2. 第1体節由来の付属肢は鋏角である[3]（大顎類と三葉虫の場合は触角である）[9]。
3. 先頭の合体節（頭部融合節）における鋏角以外の付属肢は原則として歩脚型である[3]（大顎類の場合は触角と顎に特化している）[9]。
4. 触角と顎は存在しない（似た機能に収斂した相似の付属肢もしくはその一部をもつ例のみ存在する[注釈 4]）[3][10]。

### 前体

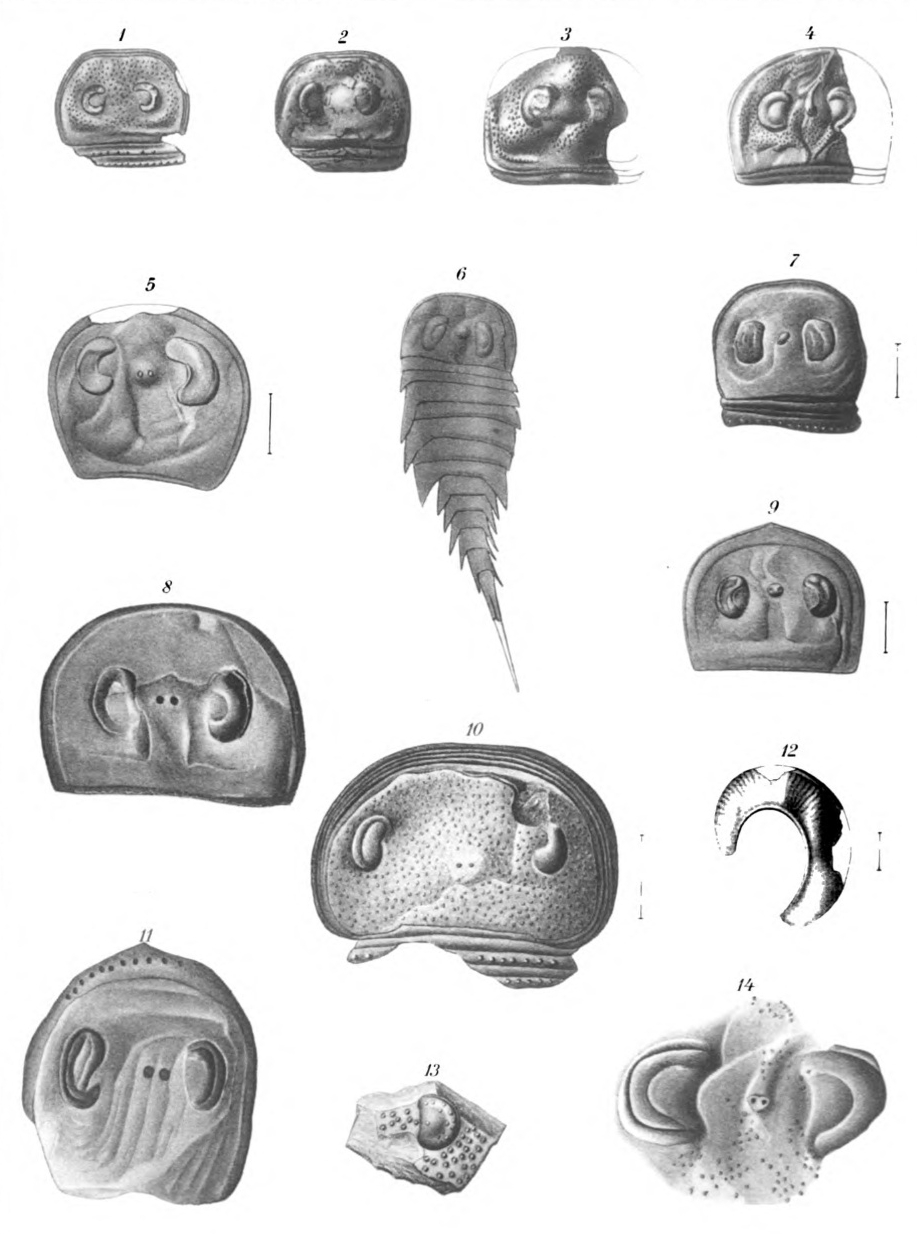
ウミサソリの 属の背甲。左右1対の大きな側眼と中央1対の小さな中眼をもつ。

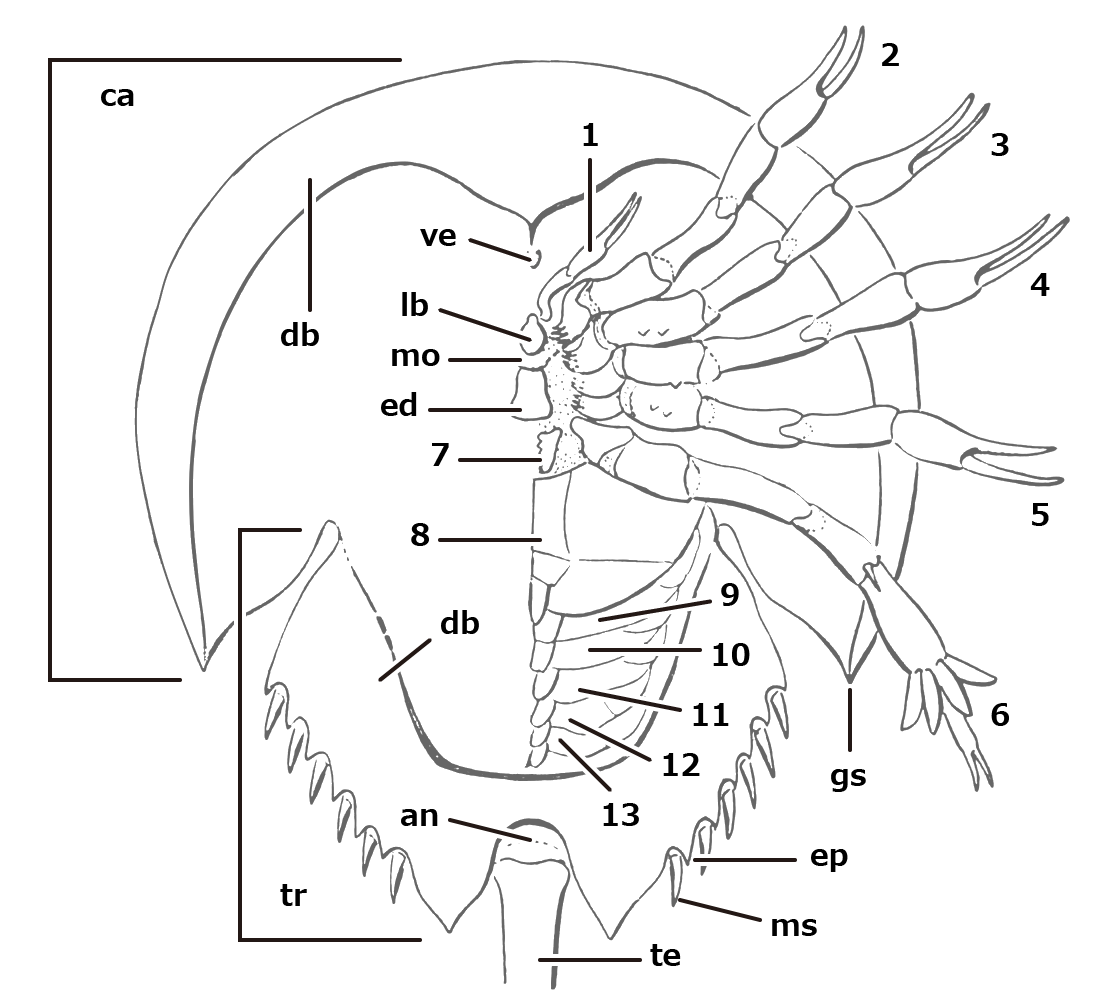
カブトガニ類の腹側。幅広い背甲（ca）に覆われた前体は1対の短い鋏角（1）と5対の歩脚型付属肢がある。後者のうち最初の1対（2）は触肢だが、直後の歩脚（3）とほぼ同形である。
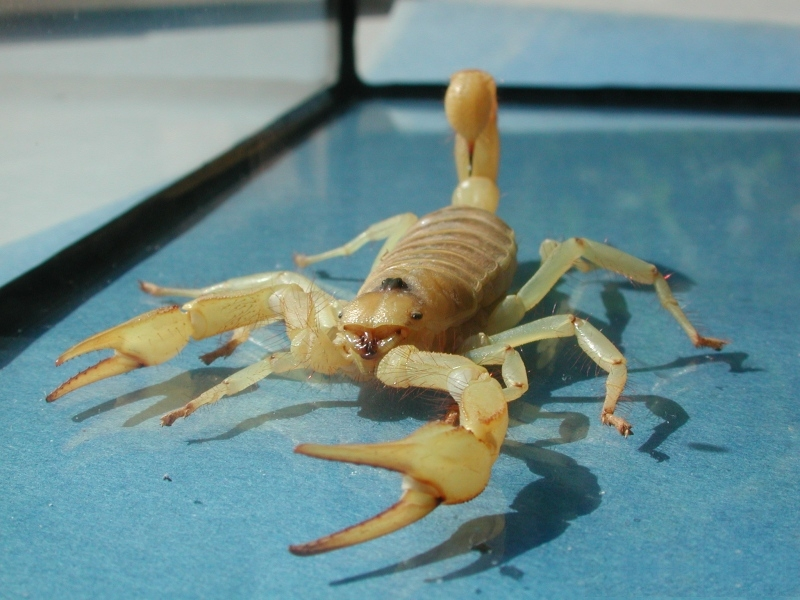
サソリ。触肢ははさみ型に特化し、口元に短い鋏角があり、中眼と側眼はそれぞれ背甲の背面中央と両前端にもつ。
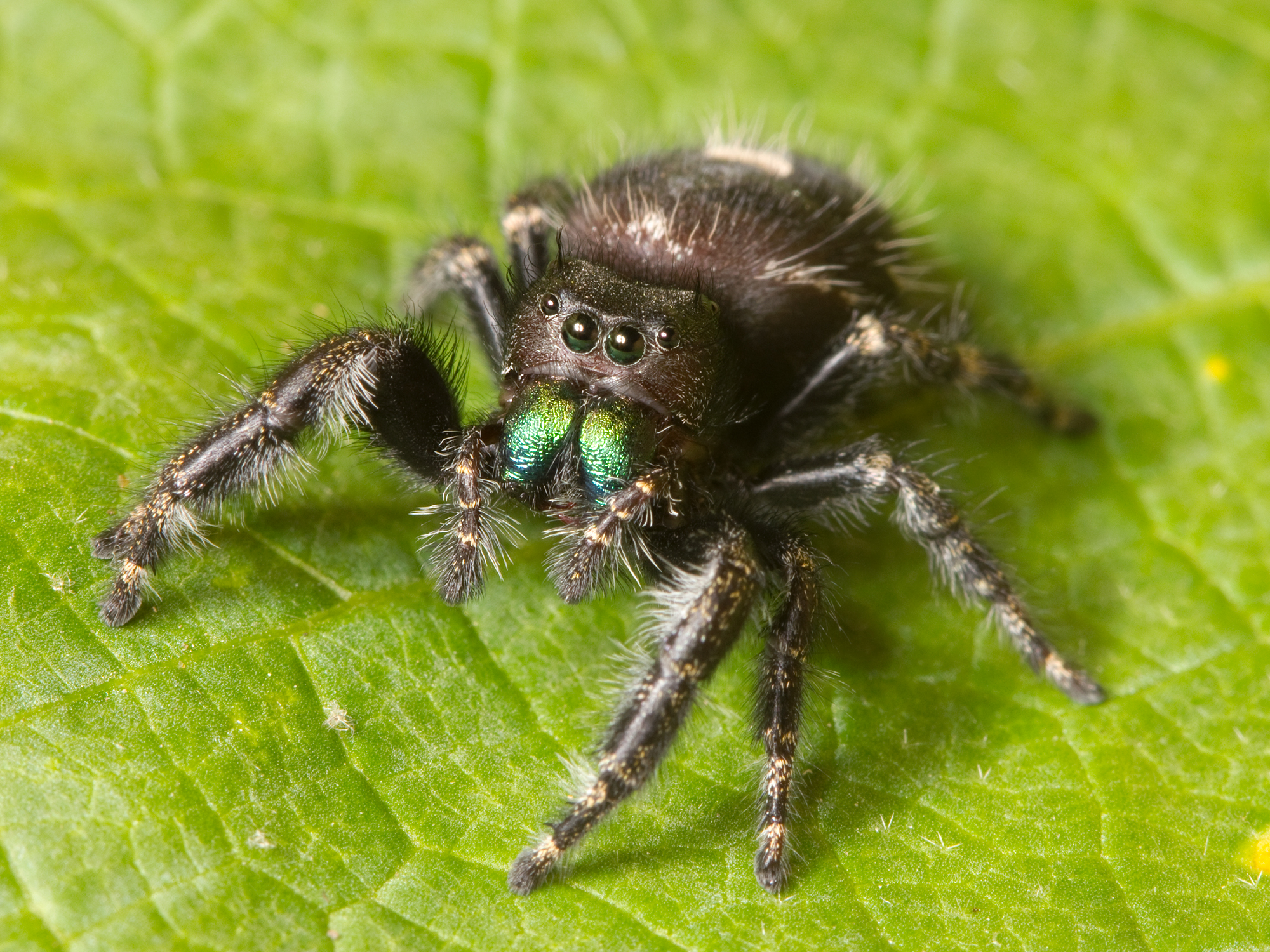
ハエトリグモ。側眼と中眼由来の単眼が背甲正面と両上方に並び、その下は金属光沢を帯びる鋏角、短い触肢と4対の発達した歩脚をもつ。

前体（prosoma）は眼と口をもつ先節と直後の第1-6体節からなる合体節である。通常、前体は全ての体節が融合して背面は1枚の背甲（carapace、甲殻類の背甲から区別するために prosomal dorsal shield や peltidium とも呼ぶ）に覆われるが、第5と第6体節が独自に分節した例も存在する。腹面中央に配置される腹板（sternum、または胸板、節口類の場合は endostoma）は分類群によってあったり欠けたりする。大顎類に見当たる触角と顎は存在しないが、それらに類する感覚用と摂食用の相似器官をもつ例が多く挙げられる。

#### 他の節足動物の頭胸部との違い
この部分は「頭胸部」（cephathorax）とも呼ばれていたが、鋏角類の前体は1つの合体節として認められ、体節制や遺伝子発現的にも頭部そのものに該当する頭部融合節であり、他の節足動物（例えば甲殻類）の頭胸部のように頭部と胸部という2つの合体節を含んだ部分ではない。節足動物全般の頭部構成に関する議論、特に他の節足動物の頭部と比較する場合、鋏角類の前体は常に「頭部」扱いとされる。すなわち、大顎類において顎に特化した付属肢は、鋏角類の場合ではそのほとんどが脚として用いられ、「頭で歩いている」とも比喩される（後述の対応関係および節足動物#系統関係と体節の相同性も参照）。

#### 眼
鋏角類の前体背面は、原則として左右に側眼（lateral eye）、中央に中眼（median eye）を有し、それぞれ祖先形質として複眼と単眼である。ウミグモの場合は側眼はなく、原則として2対中眼のみをもつ。それ以外の鋏角類の中眼は通常1対で、カブトガニ類とウミサソリ類の側眼はれっきとした複眼である。基盤的なサソリ類と一部のワレイタムシもそれに近い側眼をもつが、現生のクモガタ類はそれが退化し、複眼の個眼に由来する数対以下の単眼となる。なお、コヨリムシのように、全ての眼を退化消失した鋏角類もある。

#### 前体の付属肢

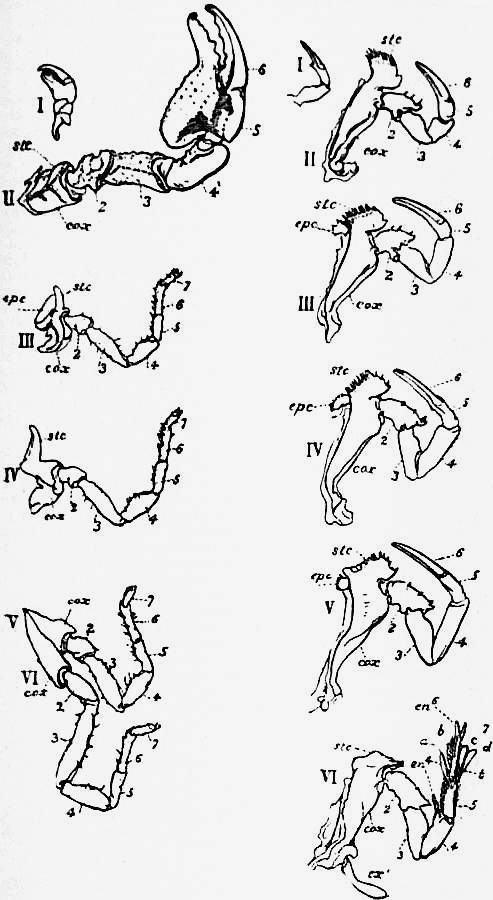
サソリ（左）とカブトガニ類（右）の前体付属肢
I：鋏角
II：触肢
III-VI：脚

クモ（A）、ヒヨケムシ（B）、およびコヨリムシ（C）の鋏角。

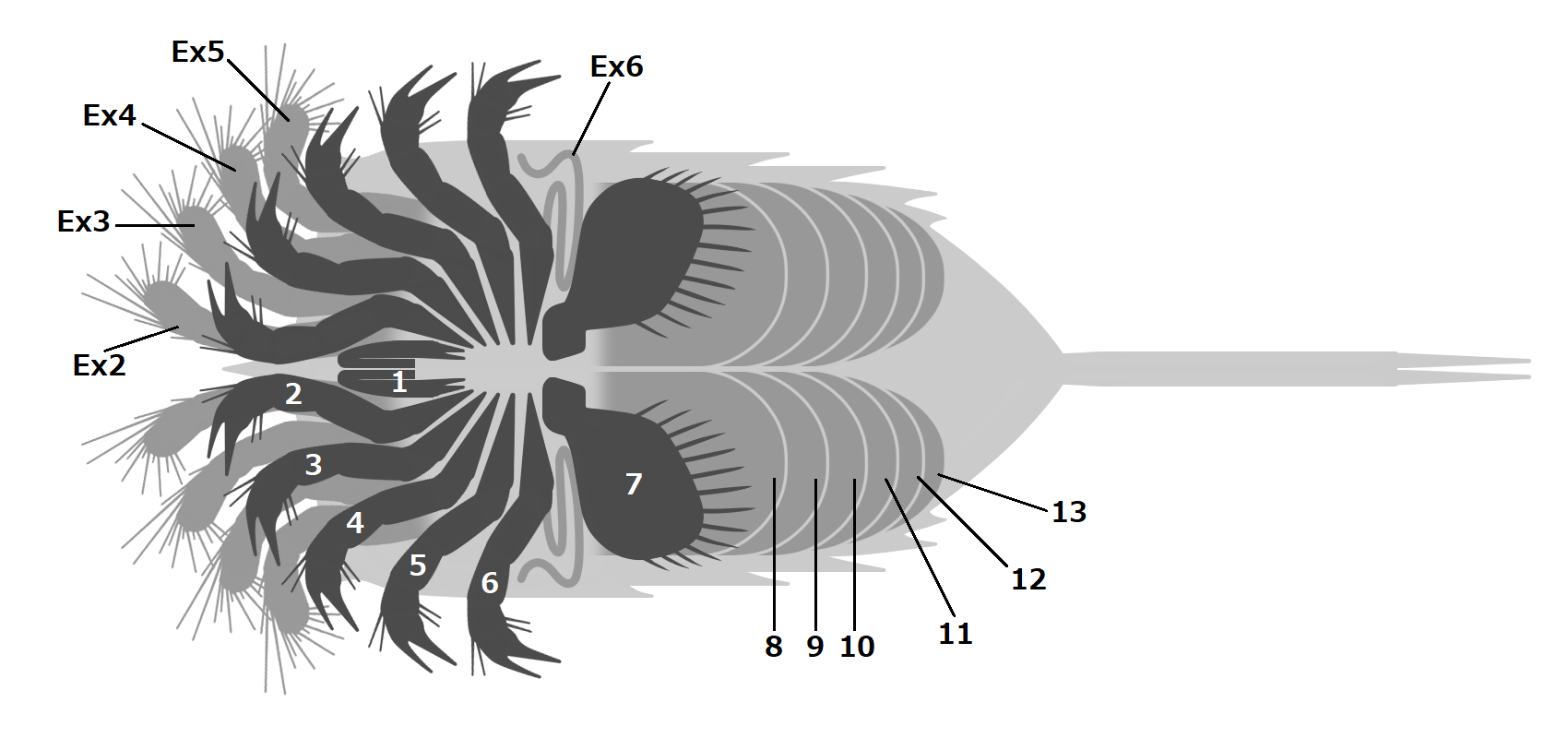
化石鋏角類のオファコルス。前体の腹側ははさみのある5対の歩脚型付属肢（2-6）の他にも、その前4対に由来と思われる外肢（Ex）をもつ。

体節数に応じて、前体は原則として6対の付属肢（関節肢）がある。第1体節は本群の最も重要な共有派生形質である1対の鋏角（きょうかく、chelicera, 複数形: chelicerae, ウミグモの場合は鋏肢 chelifore という）をもつ。通常は目立たない鋏型の付属肢であるが、分類群によっては巨大化したり牙のような形になったりする場合もある。鋏角は原則として3節の肢節（第1肢節は柄部、第2肢節は掌部と不動指、第3肢節は可動指）に分かれるが、柄部を欠けて2節になる分類群はクモガタ類に多く見られ、イトダニ科のダニと一部のウミグモ類はその柄部が2節以上に分かれ、計4節以上に分かれた鋏角をもつ。
次の第2-6体節は、7節前後の肢節に分かれた5対の歩脚型付属肢がある。そのうち最初の1対は触肢（しょくし、pedipalp、ウミグモの場合は palp）といい、クモガタ類とウミグモ類の場合ではこの付属肢の特化が進んでおり、明確に脚から区別される。この5対の付属肢はほとんどの場合は内肢のみをもつ単枝型であるが、ごく一部の化石群においては外肢が見られる二叉型で、特にオファコルスやダイバステリウムなど基盤的な群では、最初の4対は内肢に劣らないほど発達した外肢をもつ。これらの化石種の特徴に基づいて、鋏角類のこの5対の付属肢はかつて外肢があり、現生群に至る系統でそれがほぼ完全に退化消失していたと考えられる。
通常、鋏角類の前体付属肢は全てが機能的であるが、そのいずれが二次的に退化消失した例もごく稀にある。
鋏角はクモの場合では「上顎」とも呼ばれ、触肢や脚の基部に備わる突起物は分類群によって「顎基」「顎葉」「下顎」などと呼ばれるが、いずれも大顎類の節足動物の顎（大顎と小顎）とは別起源で、機能が相似するに過ぎない。

#### 口と周辺の構造
口は鋏角と触肢の間に開き、目立たない上唇（labrum、または rostrum）に覆われている。カブトガニ類の口は後方に向くが、クモガタ類の場合は前方に向く。ウミグモ類の場合は上唇らしき構造をもたず、代わりに発達した円筒状の吻（proboscis）が先頭に突出し、口はその先端に開く。

### 後体

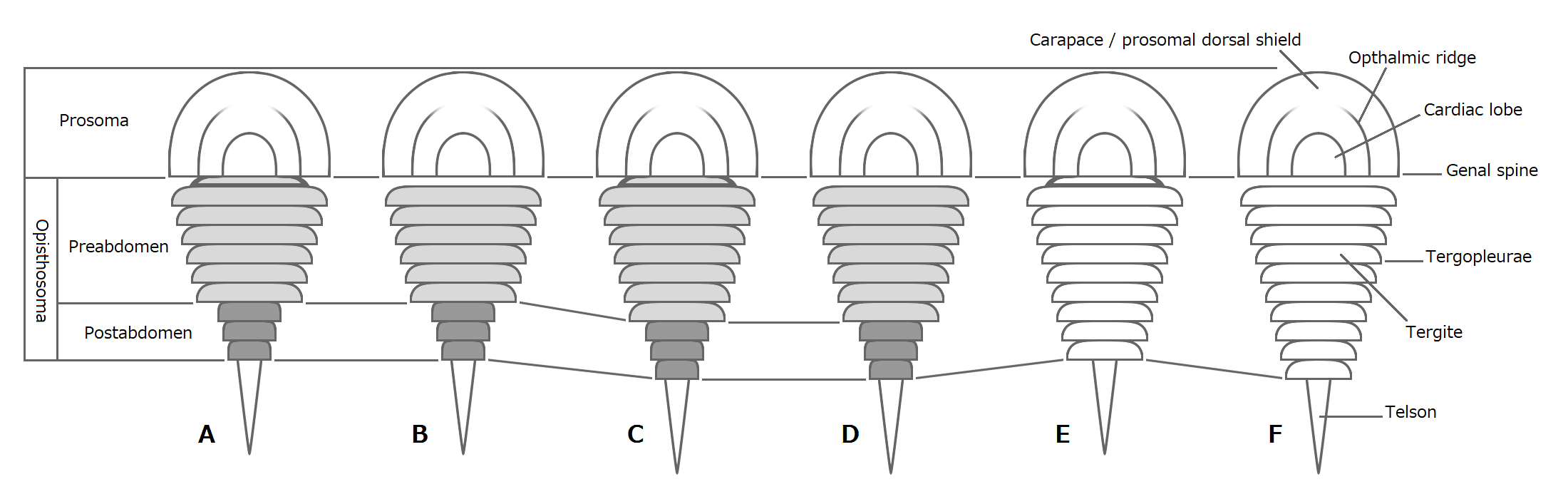
ハラフシカブトガニ類の後体は様々な特化様式（A-F）が見られる。

後体（opisthosoma）は腹部（abdomen）とも呼ばれるが、合体節的には胴部である。第7体節を起点として、最多13節からなる（第19体節まで及ぶ）。通常は単一の合体節とされるが、前後で幅広い前部と細い後部に特化し、いわゆる中体（mesosoma）と終体（metasoma）もしくは前腹部（preabdomen）と後腹部（postabdomen）という、さらに2つの合体節として明瞭に区別できた分類群もある。また、クモガタ類の中には尾部（pygidium）と呼ばれる、短く集約した末端2-3節をもつ分類群もある。

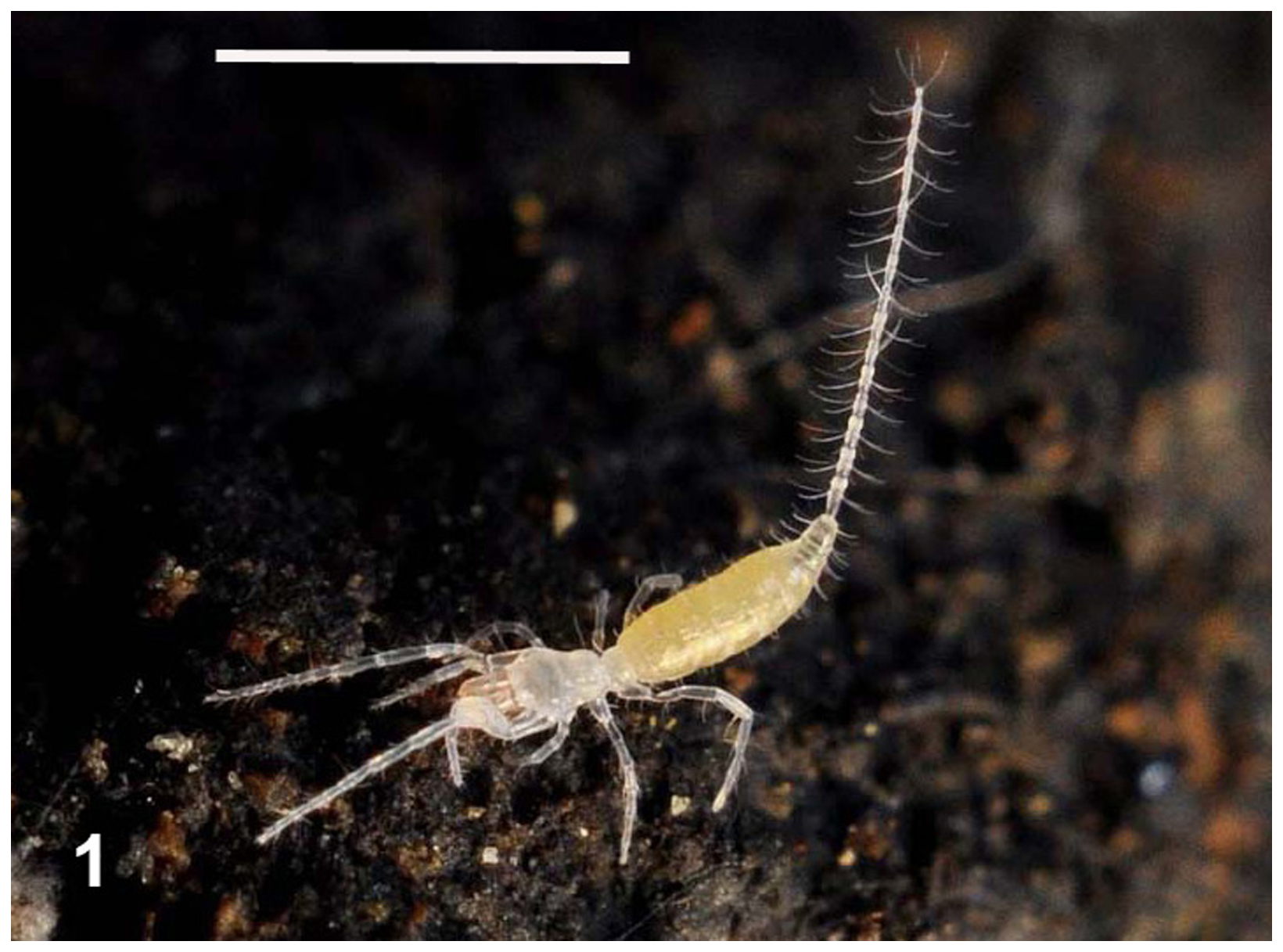
鞭状の尾節をもつコヨリムシ

最終体節の肛門の直後に尾節（telson）をもつ例が多く、その形は分類群によって剣状（棘状）・へら状・鞭状（数珠状、鞭状体 flagellum）など様々である。
一部の文献では「中体・後体」と「前腹部・後腹部」は違う定義で区別され、中体と後体は（特化の有無にかかわらず）それぞれ後体第1-7節（第7-13体節）と後体第8節（第14体節）以降の体節を専門に示し、前腹部と後腹部はそれぞれ単に後体の幅広い前部と細い後部を示す用語（体節の番目にこだわらないため、それが必ずしも前述の中体と後体の範囲に対応するとは限らない）として用いられていた。しかし、これは後述の後体付属肢の配置や「中体と終体に特化した後体は真鋏角類の祖先形質」という仮説に基づいた区別方法であり、全ての文献に採用されるとは限らない。

#### 後体の付属肢

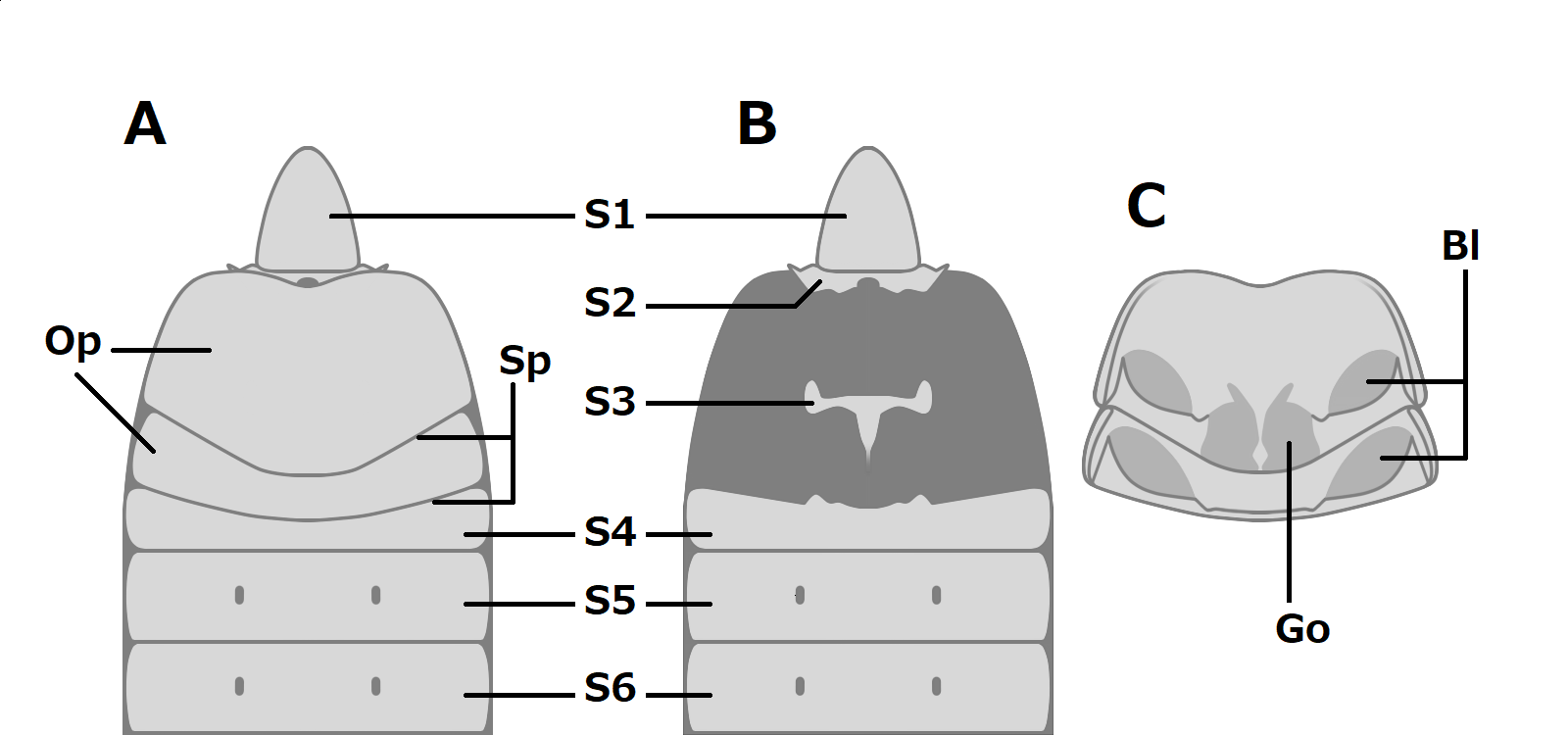
サソリモドキの後体第1-6節の腹面。図Bでは第2-3節の蓋板（Op）が除去され、退化的な腹板（S2-3）が見られる。蓋板（Op）の内側（C）には書肺（Bl）と生殖肢（Go）が付属している。

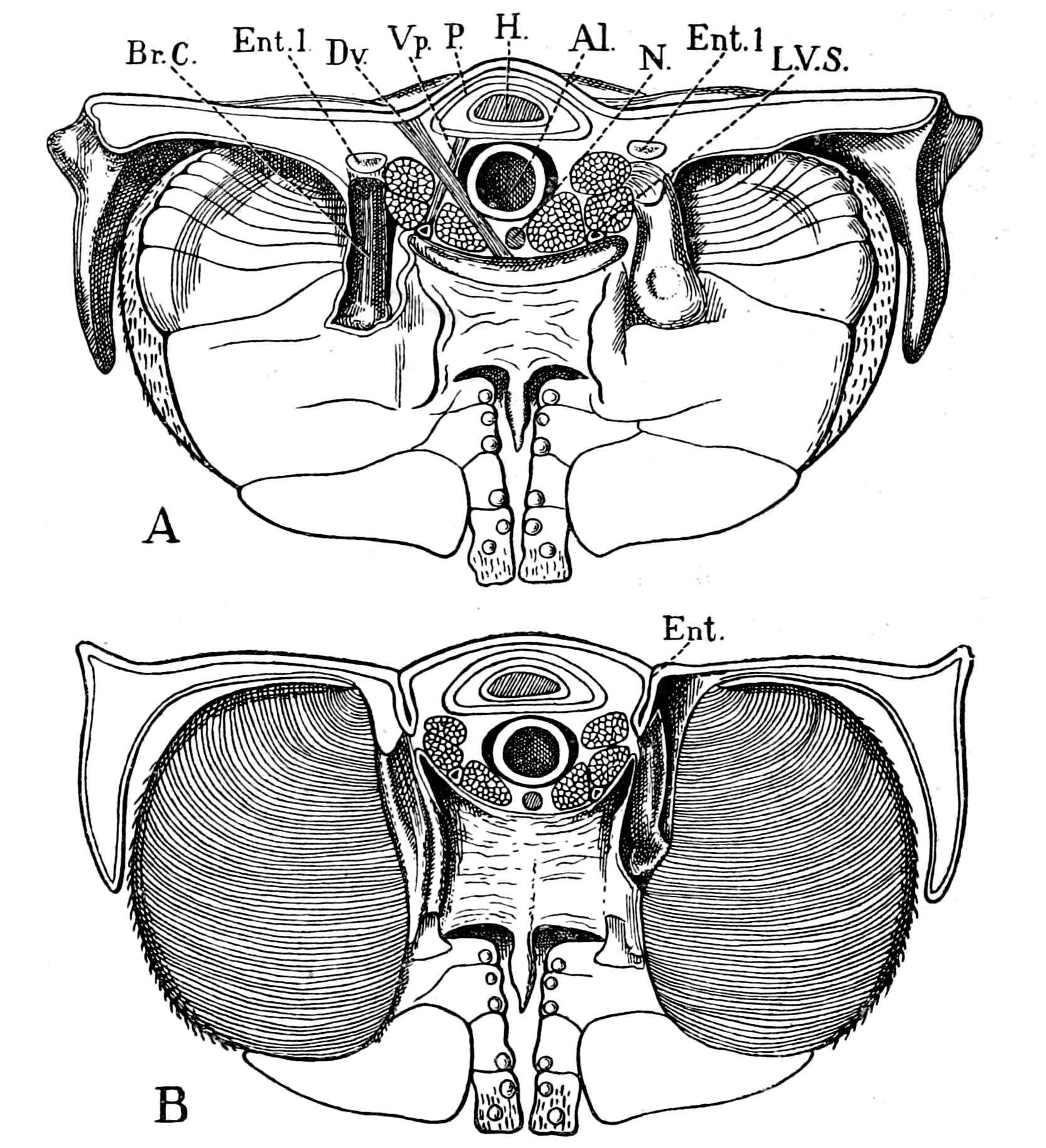
カブトガニ類の後体断面図と蓋板の構造。各蓋板の内側（B）に書鰓が付属している。
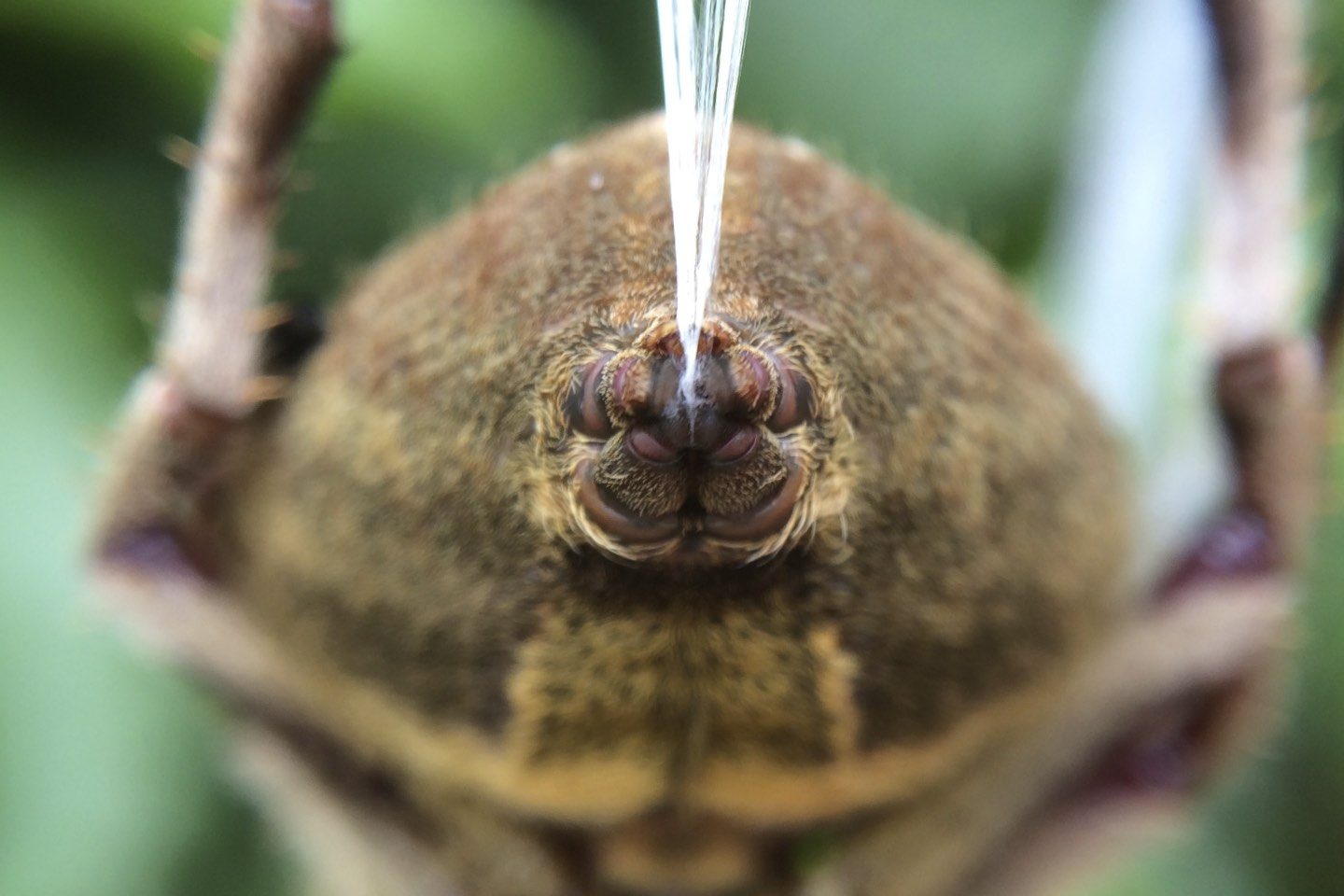
糸を出している最中のクモの糸疣
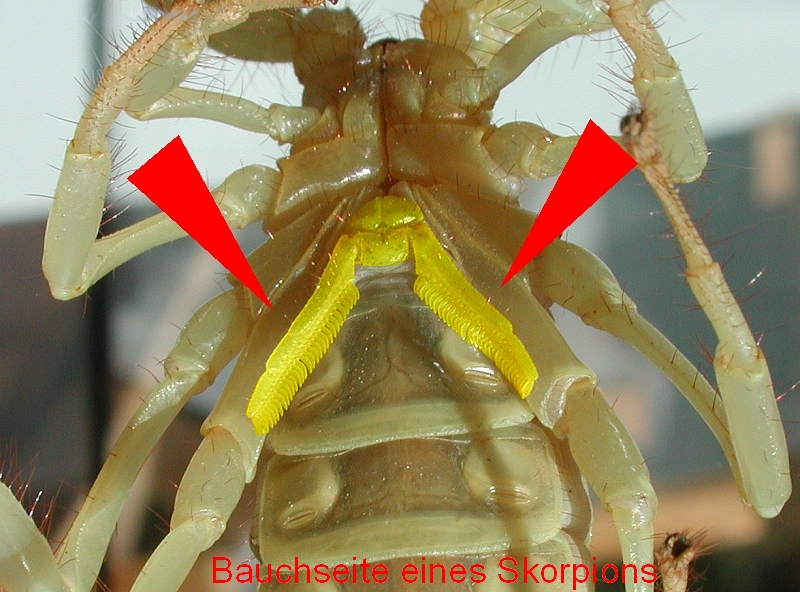
サソリの櫛状板（赤印先の黄色部分）

通常、後体の付属肢はほとんどが退化的で、あっても原則として後体第1-7節（第7-13体節）の範囲内のみに生えて、前体の付属肢からかけ離れた形態をもつ。節口類と蛛肺類の生殖器や呼吸器（書鰓と書肺）を腹面から覆いかぶさった板状構造体は蓋板（がいばん、operculum, 複数形: opercula, 鰓蓋（えらぶた）とも）という付属肢であり・クモの糸疣・サソリの櫛状板・ウミサソリ、ウデムシとサソリモドキの生殖肢などの器官も、付属肢由来の器官だと考えられる。また、蓋板をもつ体節は腹板が退化的な場合が多く、これは四肺類で特に進んでおり、元の腹板は外から観察できず、代わりに蓋板がまるで腹板のように体と密着していた。

#### 第7体節

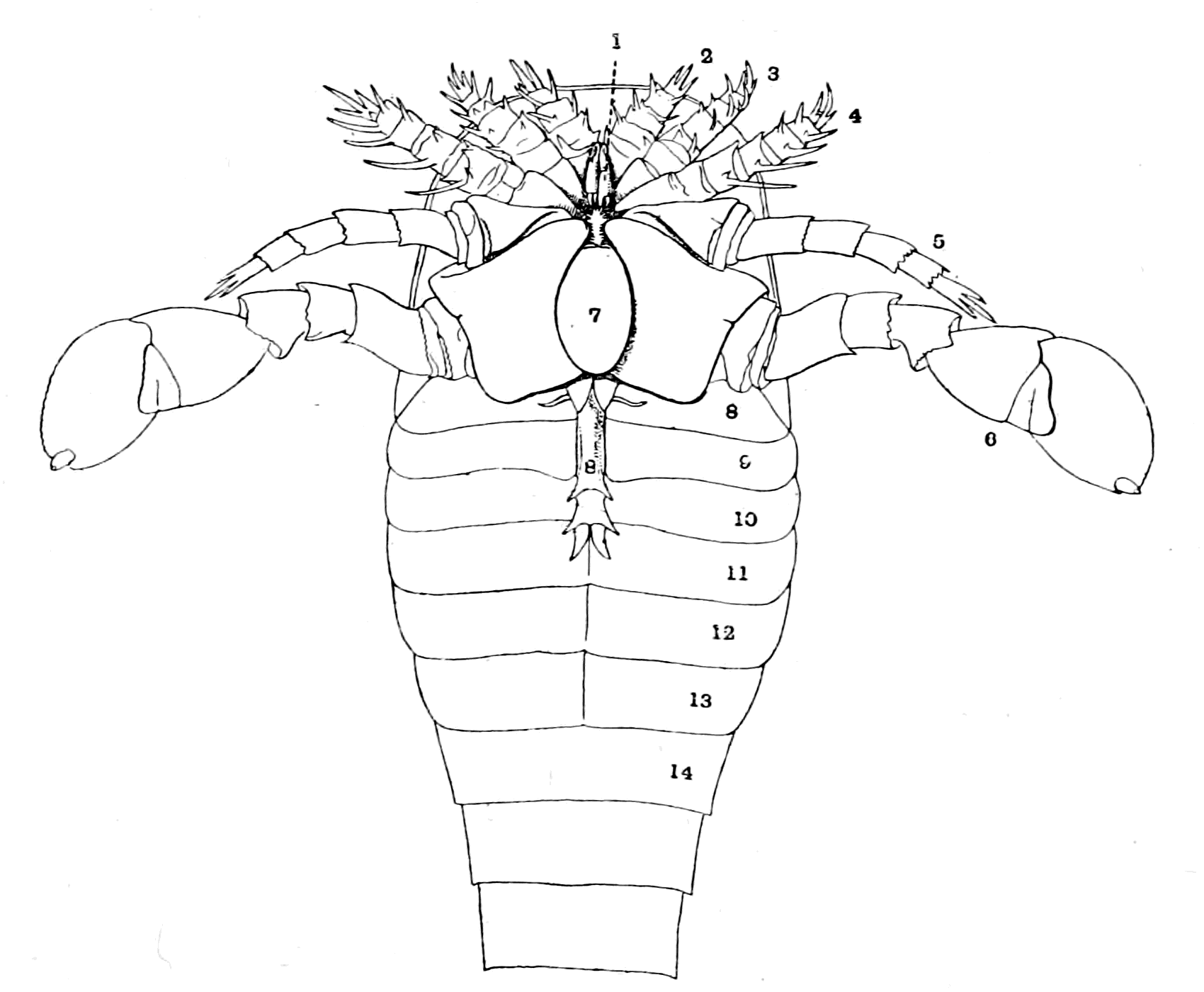
ウミサソリの腹面。第7体節由来とされる下層板（7）は後脚（6）の間に配置される。

後体の中で、前体との境目に当たる最初の1節、いわゆる「第7体節」はその性質によって後体的本質が疑問視される場合がある。クモガタ類の場合、この体節は付属肢をもたず、一部の群ではくびれて腹柄（pedicle）に特化したが、その腹板が前体の範囲に食い込んだ例も見られる。カブトガニ類の場合、この体節は前体と融合して背甲に覆われ、1対の唇様肢（chilaria）という前体の付属肢とセットに機能した付属肢をもつ。ウミサソリ類もそれに似て、左右融合した第7体節付属肢と思われる1枚の下層板（metastoma）を有し、前体に食い込むように最終の脚の間に配置される。ウミグモ類の場合はさらに異様で、この体節は前体と同形の脚が生えて、ハラフシカブトガニ類のウェインベルギナもこの特徴をもつかもしれない。基盤的な鋏角類とされる化石節足動物（ハベリア、モリソニアなど）のこの体節も、前体の一部として機能する傾向がある。これらの特徴を基に、第7体節の多くの性質は前体的で、むしろ前体の一部と扱うべきではないかという提唱もある。一方、ホメオティック遺伝子発現では、この体節は前体と後体の境目的である。

### 呼吸器

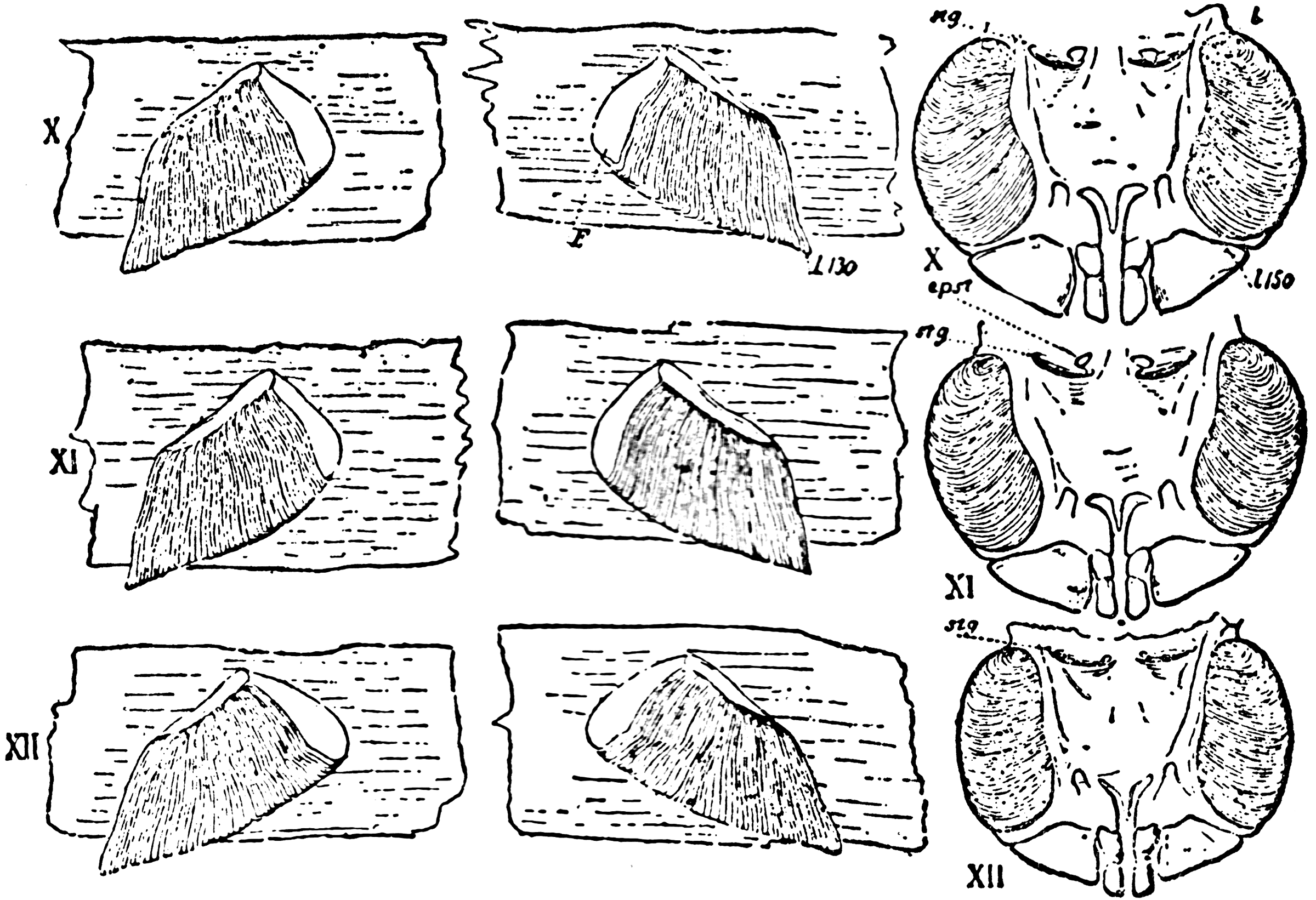
サソリの書肺（左、中）とカブトガニ類の蓋板（右、書鰓付き）

鋏角類は全般的に多様な呼吸様式が見られる。水生鋏角類であるカブトガニ類とウミサソリ類の後5対の蓋板は、後側に書鰓（しょさい、book gills）という本のページのように畳んだラメラ（lamellae、薄葉、薄板）で構成される呼吸器をもつ。ウミサソリの場合はさらに特化が進み、「kiemenplatten」という本群に特有の呼吸器は蓋板と書鰓にあわせて精密な鰓室（gill chamber）を構成し、その書鰓から空気呼吸に適した構造体も発見される。クモガタ類の中で蛛肺類は書鰓由来と思われる書肺（しょはい、book lungs）をもち、それ以外の群は多くが気管（trachea）で、コヨリムシ、一部のダニ、およびウミグモ類は皮膚呼吸のみを通じて酸素を取り込む。小型の鋏角類ほど、呼吸の様式は書肺より気管や皮膚呼吸に偏って単純化する傾向がある。
書鰓と書肺は蓋板の器官であるため後体のみに備わるが、気管は分類群によって後体のみ（ザトウムシ、カニムシ、アシナガダニ）、前体のみ（クツコムシ、一部のダニ）、もしくは後体と前体両方（ヒヨケムシ）に備わるものがある。書肺と気管の開口部は気門（spiracle）といい、一部の例外を除いてこれは常に体の腹面で対になって開口する。

### 生殖器

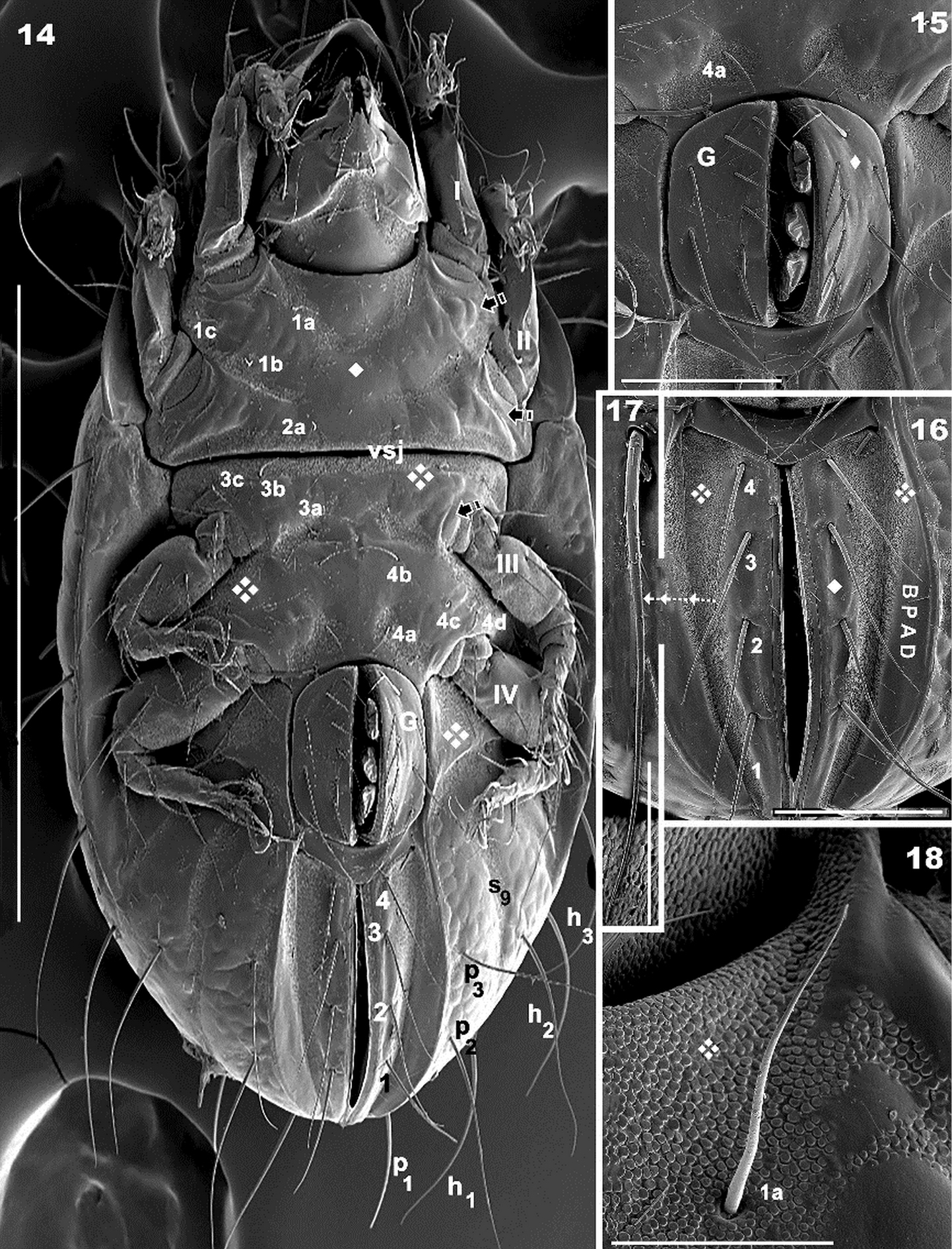
ササラダニの生殖孔（G、右上）

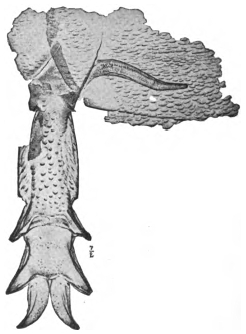
ウミサソリ類の1属ユーリプテルスの生殖肢
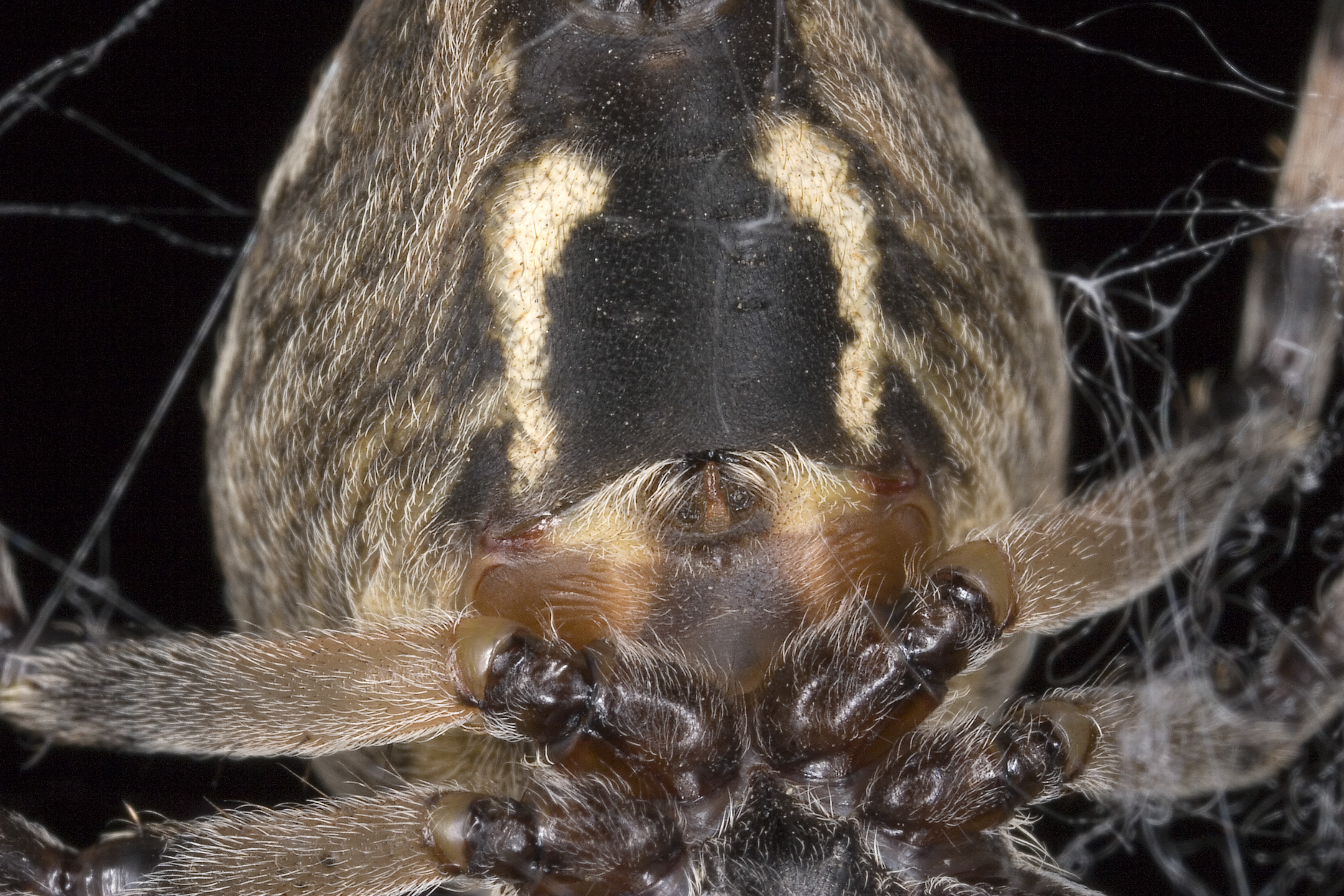
クモの生殖孔
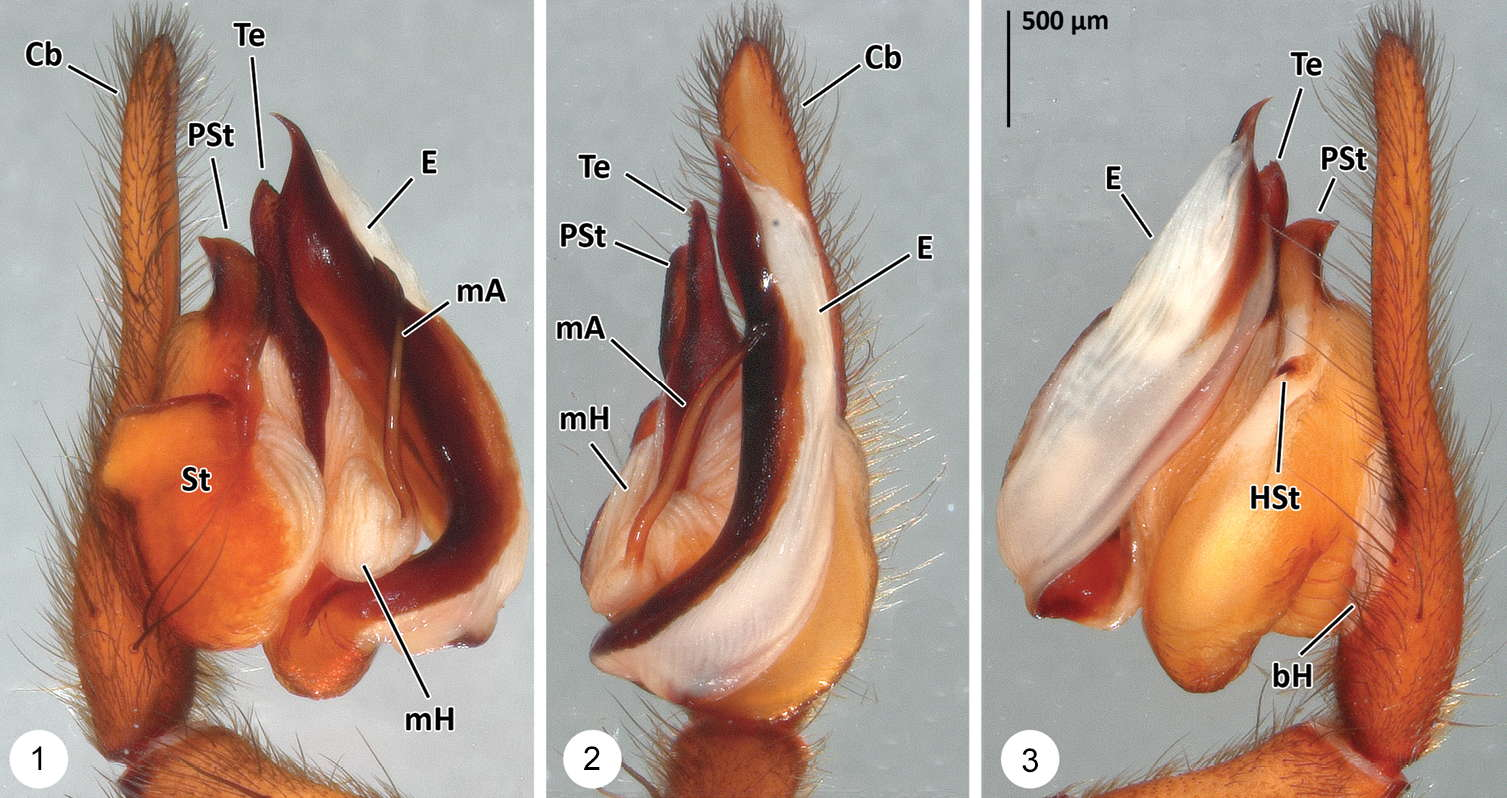
クモのオスの触肢器
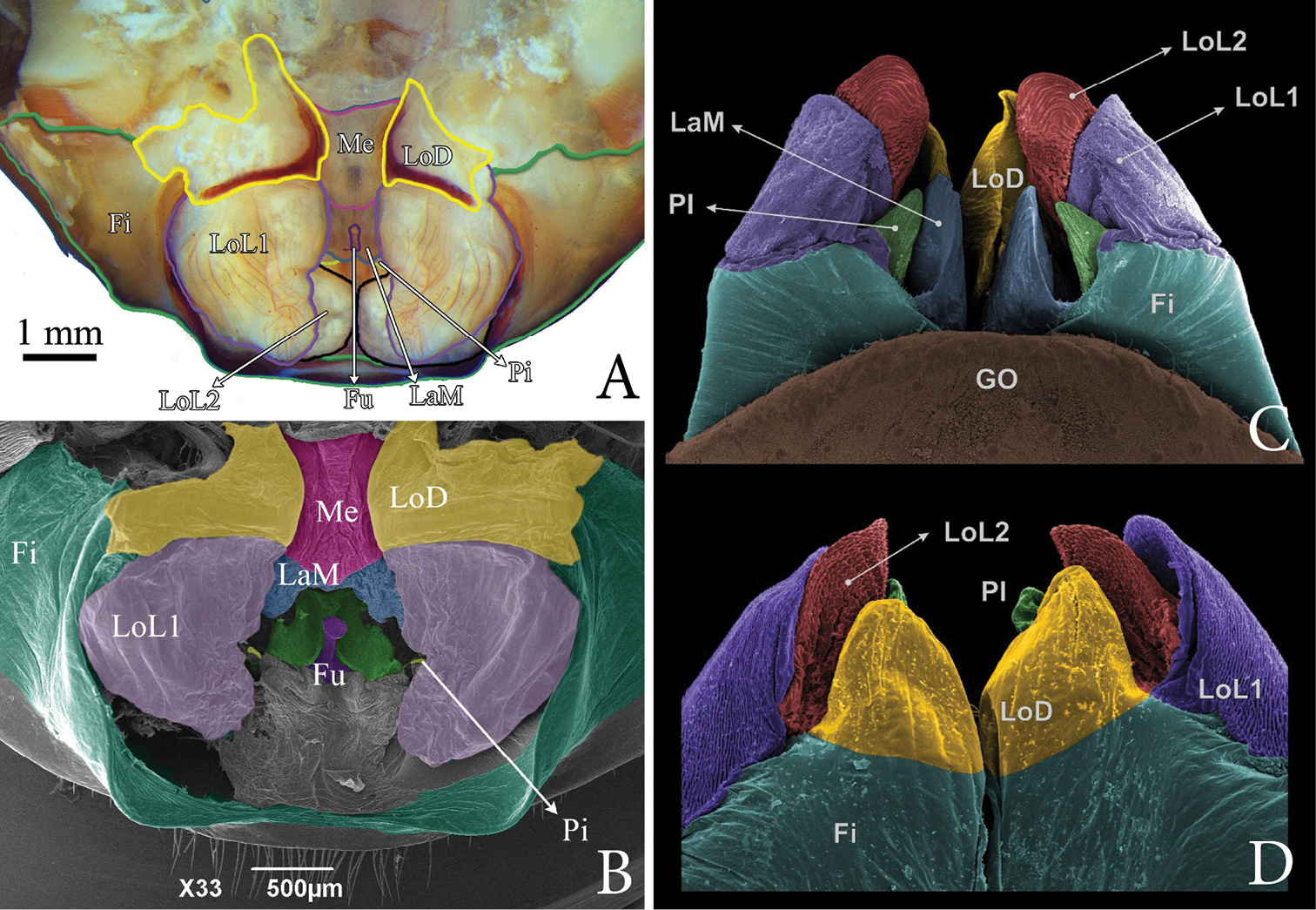
サソリモドキ（A, B）とウデムシ（C, D）の生殖肢

多くの場合、鋏角類はペニスや産卵管と言えるほど顕著な外性器はなく、生殖器の外部は生殖孔（gonopore）のみによって表れる。ウミグモ類の生殖孔は各脚の基部に開いているが、それ以外の鋏角類では知られる限り後体第2節（第8体節）の腹側のみに開口し、該当体節の蓋板もしくは腹板由来の生殖口蓋（genital operculum）に覆われる。生殖孔に当たる部分で外性器をもつ例として、ウデムシとサソリモドキは生殖口蓋の裏側に1対の小さな生殖肢（gonopod）、ウミサソリ類とカスマタスピス類は生殖口蓋の中央に「genital appendage」という棒状の生殖肢をもつ。ザトウムシは例外的に雌雄それぞれ発達したペニスと産卵管をもち、クツコムシのオスも生殖孔にペニスと呼ばれるほど突出した構造体がある。生殖孔でない部分にあるものの配偶行動に直結する器官は、クモの触肢にある触肢器（palpal organ, 移精器官）と、ヒヨケムシのオスの鋏角にある鞭毛（flagellum）が挙げられており、クツコムシのオスの第3脚にも「copulatory organs」という同じ機能をもつと思われる器官がある。

### 神経系

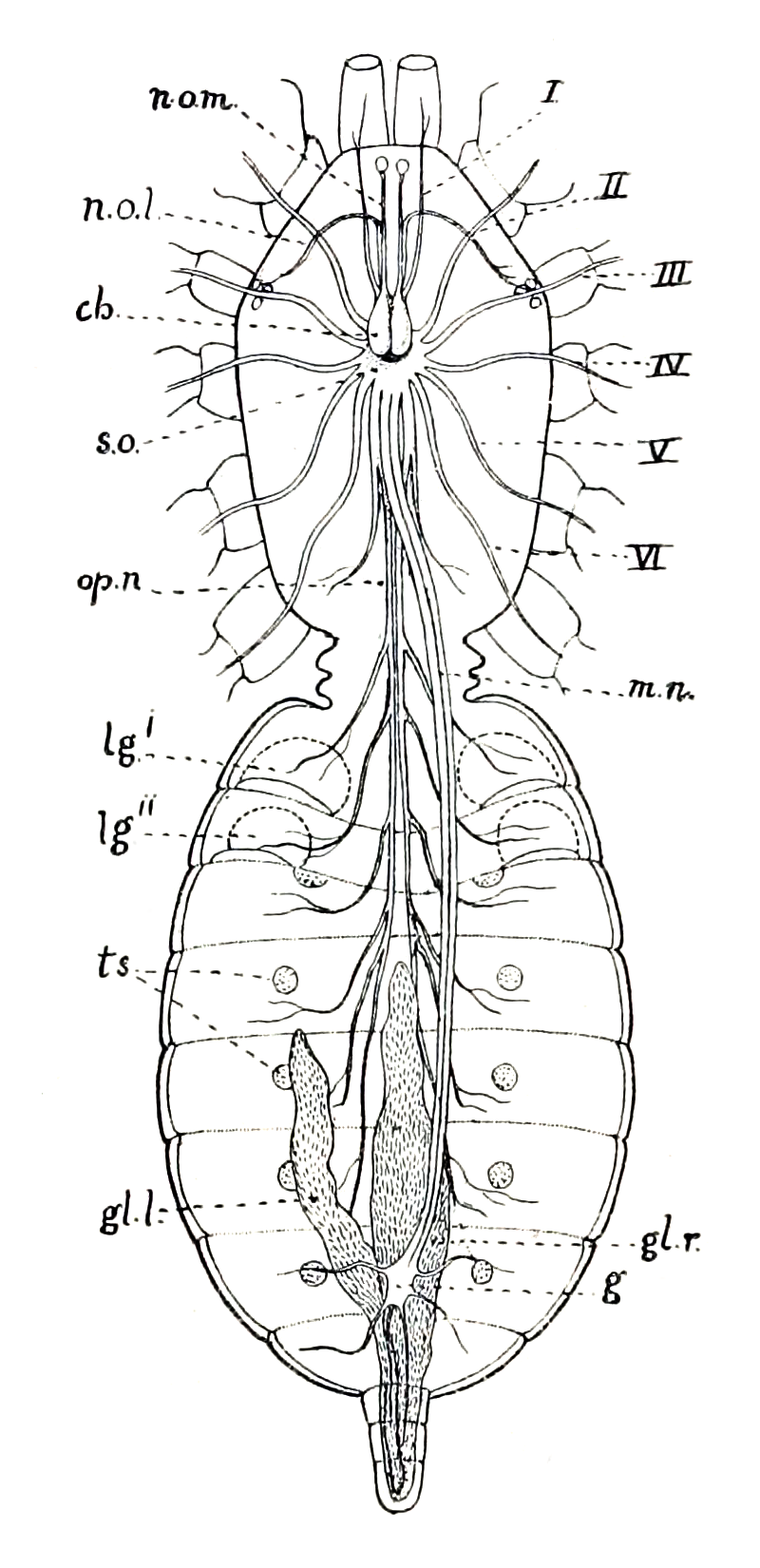
サソリモドキの神経系
各項説明：

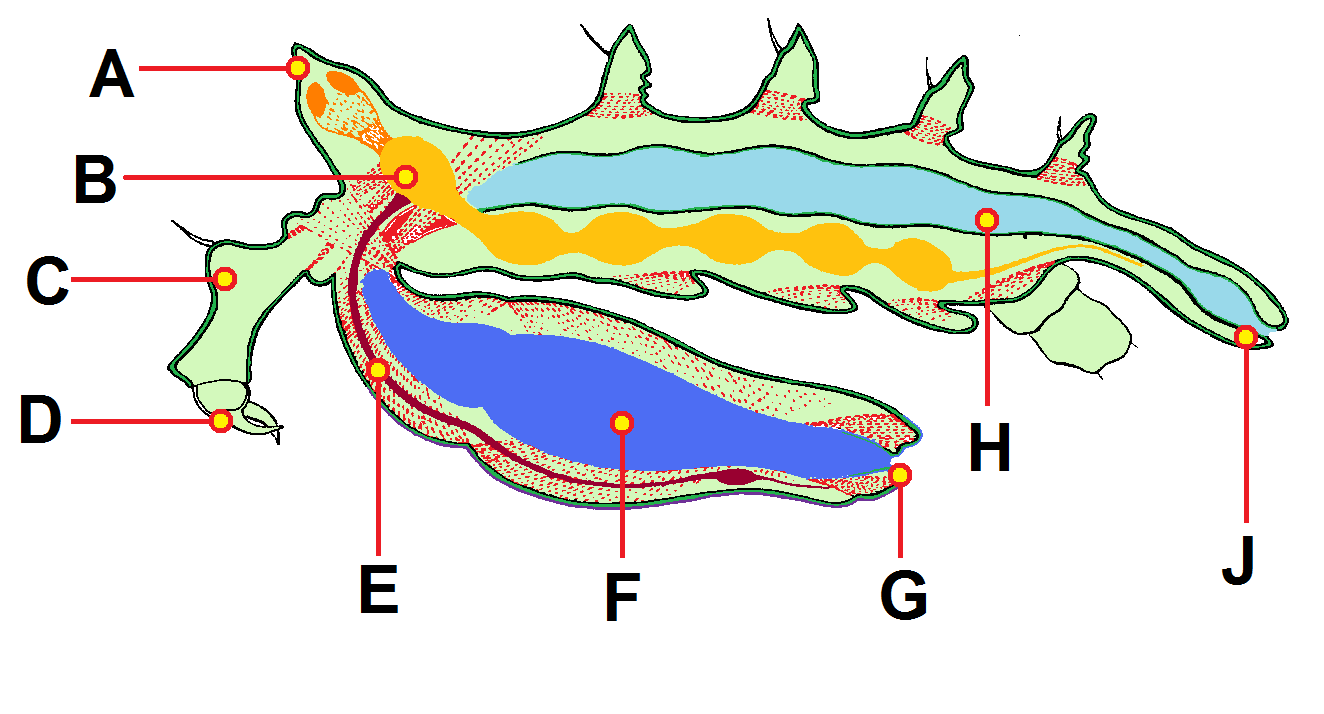
ウミグモ類の神経系（黄、B）
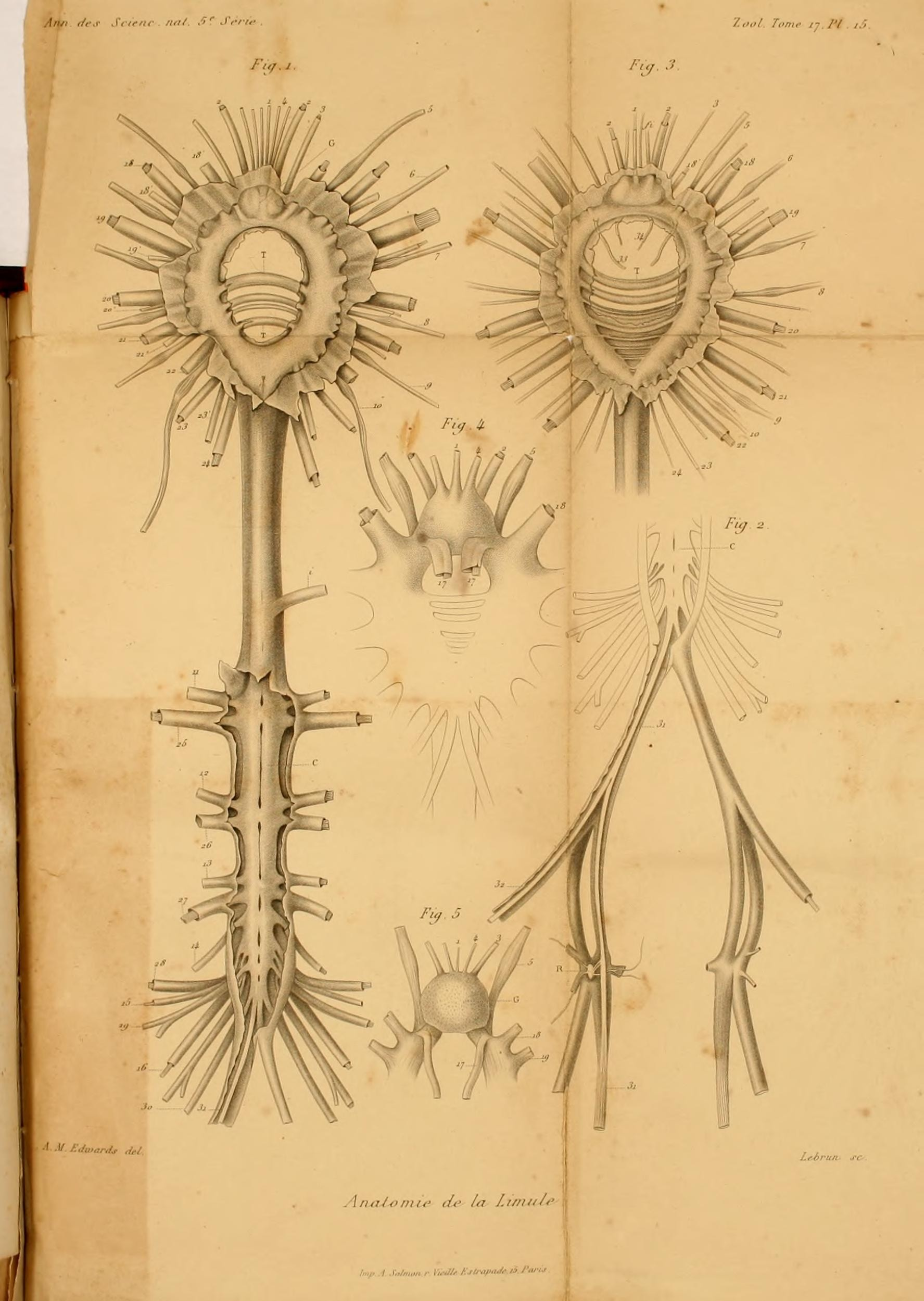
カブトガニ類の神経系
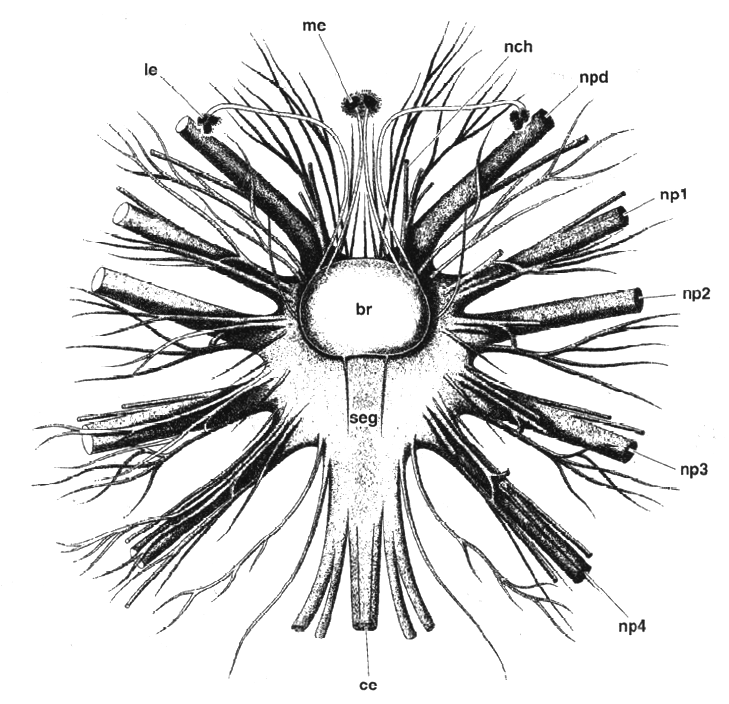
ウデムシの神経系
各項説明：[注釈 23]
クモの神経系（青）

他の節足動物と同様、鋏角類ははしご形神経系をもつ。脳（brain もしくは syncerebrum）に含まれる神経節の体節や付属肢との対応関係はかつて議論があったが（後述参照）、2010年代以降では先節の神経節は前大脳（protocerebrum）、第1体節/鋏角の神経節は中大脳（deutocerebrum）、第2体節/触肢の神経節は後大脳（tritocerebrum）という解釈が確定的で、それ以降の体節/付属肢の神経節は腹神経索（ventral nerve cord）と扱うのが一般的である。ウミグモ類の脚の神経節ははっきりとしたはしご形を残るが、カブトガニ類とクモガタ類の場合、脳神経節と脚の神経節は融合が進み、脳と腹神経索の区分がほぼなくなり、前体全ての神経節が「synganglion」という1つの集中部になっている。食道はその中央（神経解剖学的には中大脳の間）を貫通し、これに基づいて synganglion を前後で食道上神経塊（supraesophageal ganglion）と食道下神経塊（subesophageal ganglion）として区別される場合もある。後体の神経節の場合、カブトガニ類とサソリ類ははしご形のままであるが、他のクモガタ類は多くが前体に集約される。側眼の視神経が3つの神経網をもつ大顎類とは異なり、現生鋏角類の側眼の視神経は1つの神経網のみをもつ。

### 大きさ

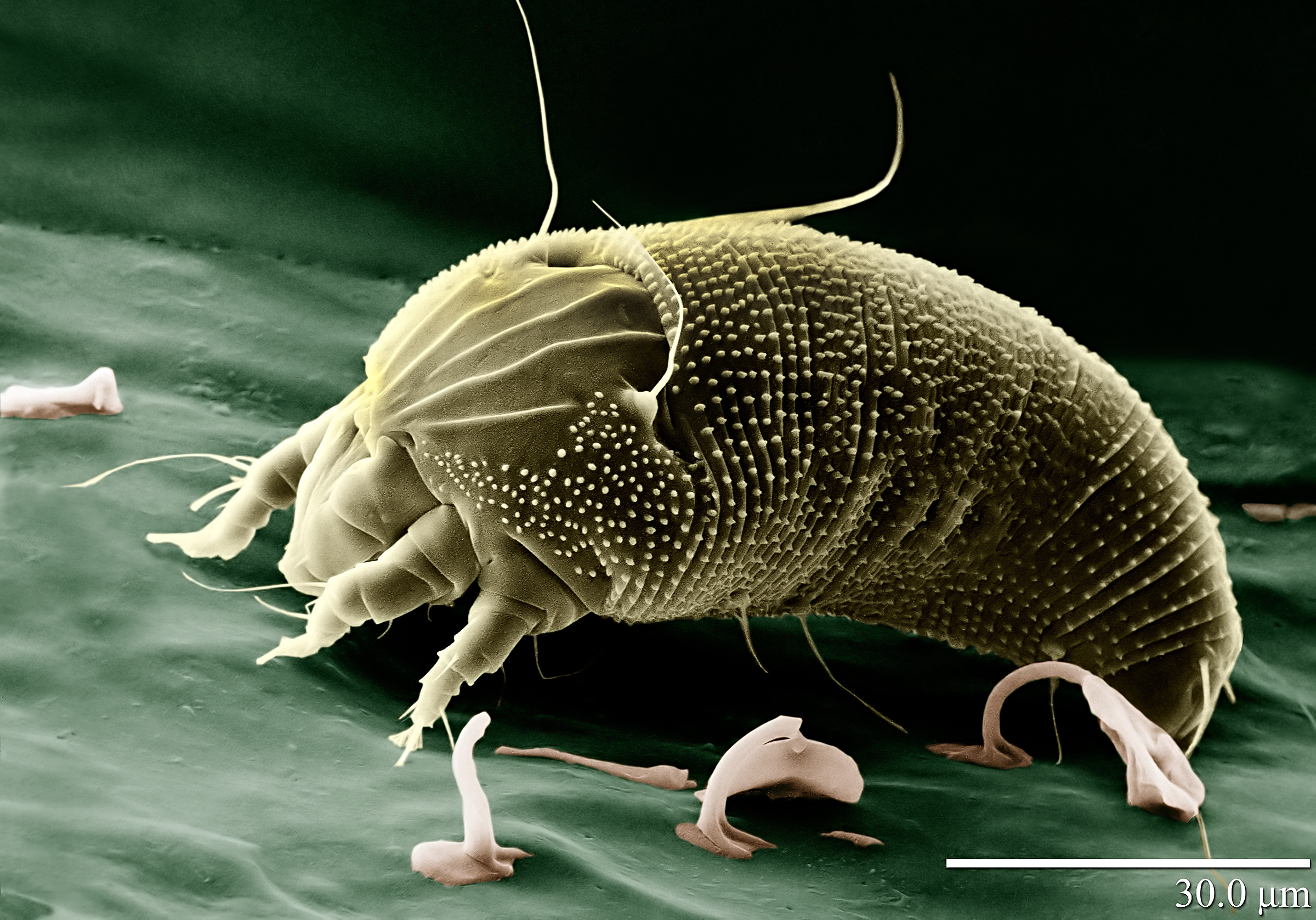
走査型電子顕微鏡で撮影されたダニの1種 Aceria anthocoptes。本種の体長は通常約170µmで、肉眼では観察できない。

最大級のウミサソリ類の比較図

鋏角類の大きさは多様で、現生群だけでも数十cm程度のカブトガニ類から、80–200μm程度の小型ダニ類まで挙げられる。様々な分類群（目）の中で、ダニは最も小型化が進み、体長が1mmも満たさない種類が多い。クモは体格差が最も極端で、知られる中で最大（約10cm）と最小（0.37mm）の種類は270倍の体長差にある。化石群まで範囲を広げると、ウミサソリ類は1m前後の大型種を数多く含み、中で2.5m程度の巨体をもつと推測され、知られる中で最大級の節足動物として知られるものもある。

## 生態

### 生息地

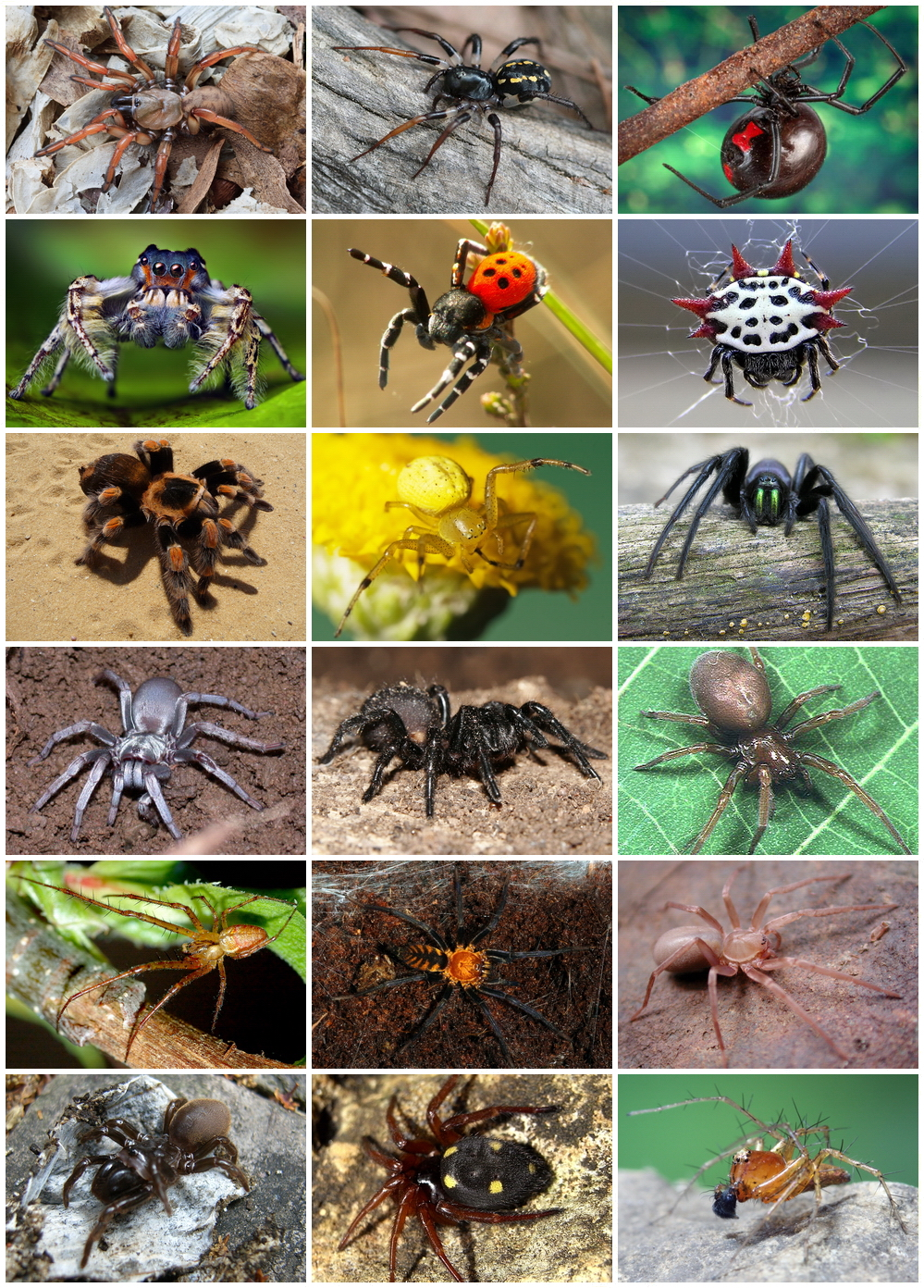
陸上で多様化したクモ。

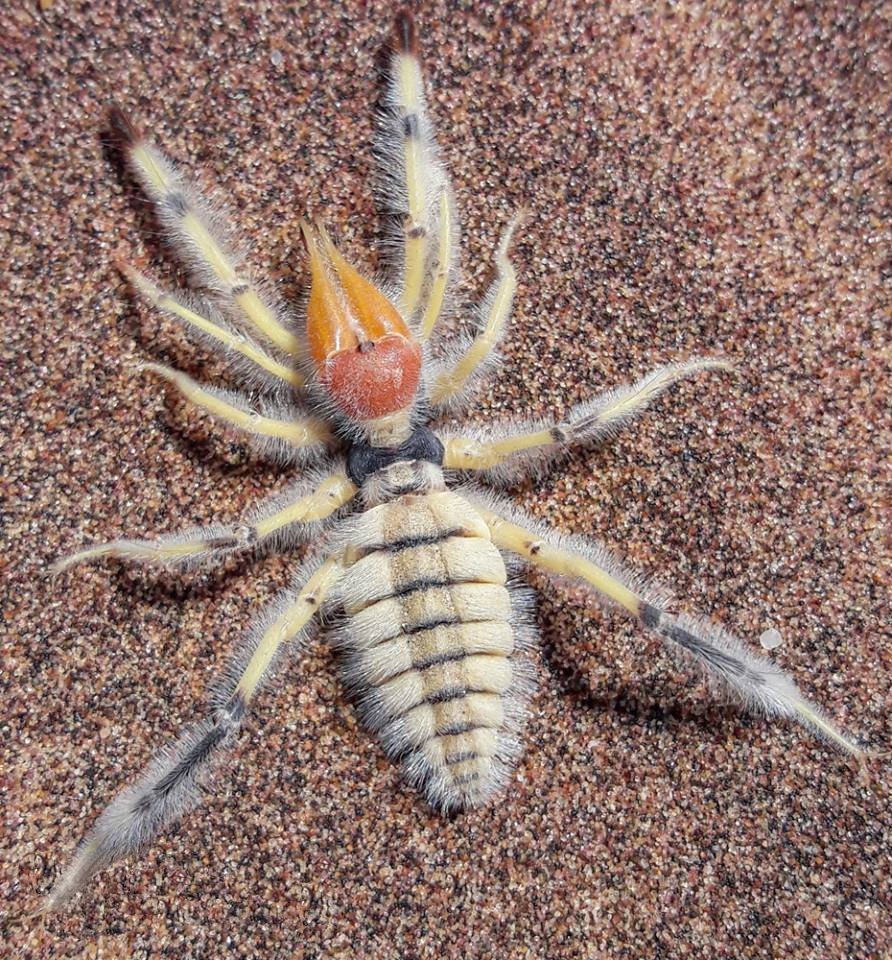
ヒヨケムシは主に砂漠に生息している。
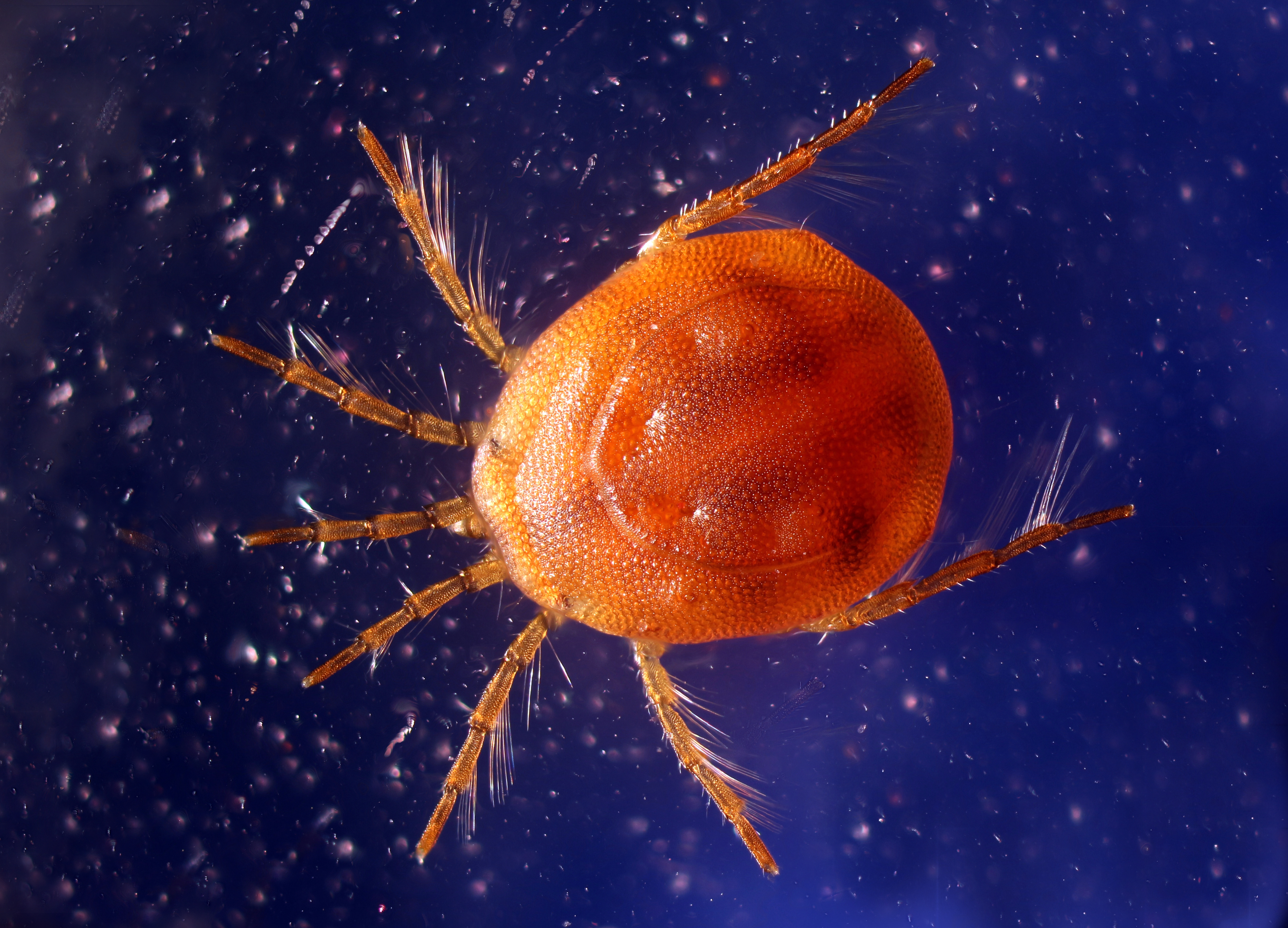
水生のクモガタ類であるミズダニ。
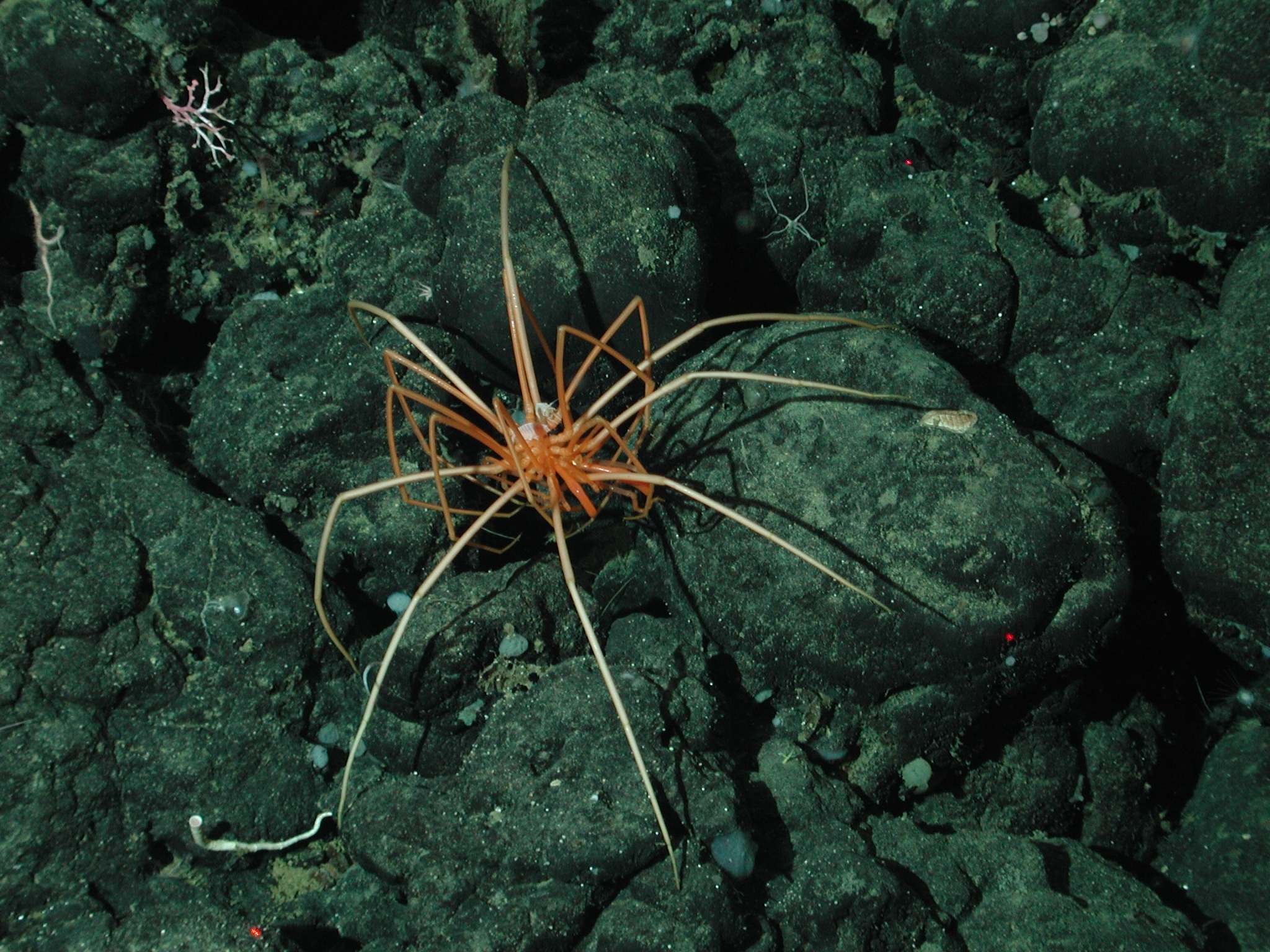
深さ1570mの深海から発見された2匹のオオウミグモ。
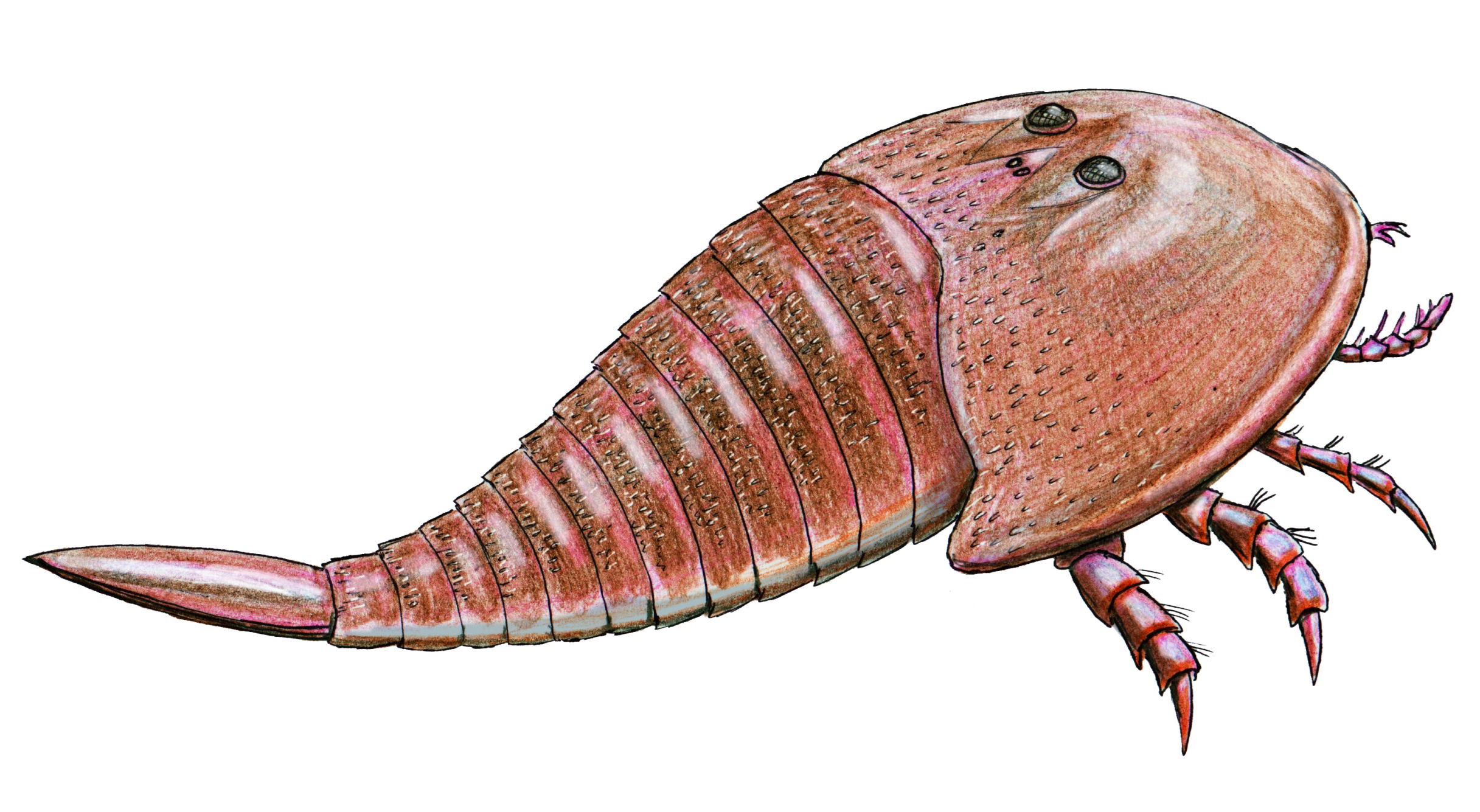
ヒベルトプテルスは陸上で活動できたと考えられるウミサソリの1つ。

鋏角類の中で、クモガタ類はほとんどが陸生で様々な陸上生態系に進出し、砂漠・極地・高山など極端な環境に生息する種類もある。水中生態系の場合、クモガタ類にはミズダニやミズグモなど陸から二次的に水生化したものが知られ、カブトガニ類とウミグモ類は現生群ではすべてが海棲である。しかし化石群まで範囲を広げると、カブトガニ類とウミサソリ類はいずれも海棲・陸水性と考えられる種類を数多く含み、特にウミサソリ類は、前述の特殊な呼吸器によって陸上でも呼吸でき、少なくともある程度の陸上活動をできたと思われる種類もある。

### 食性

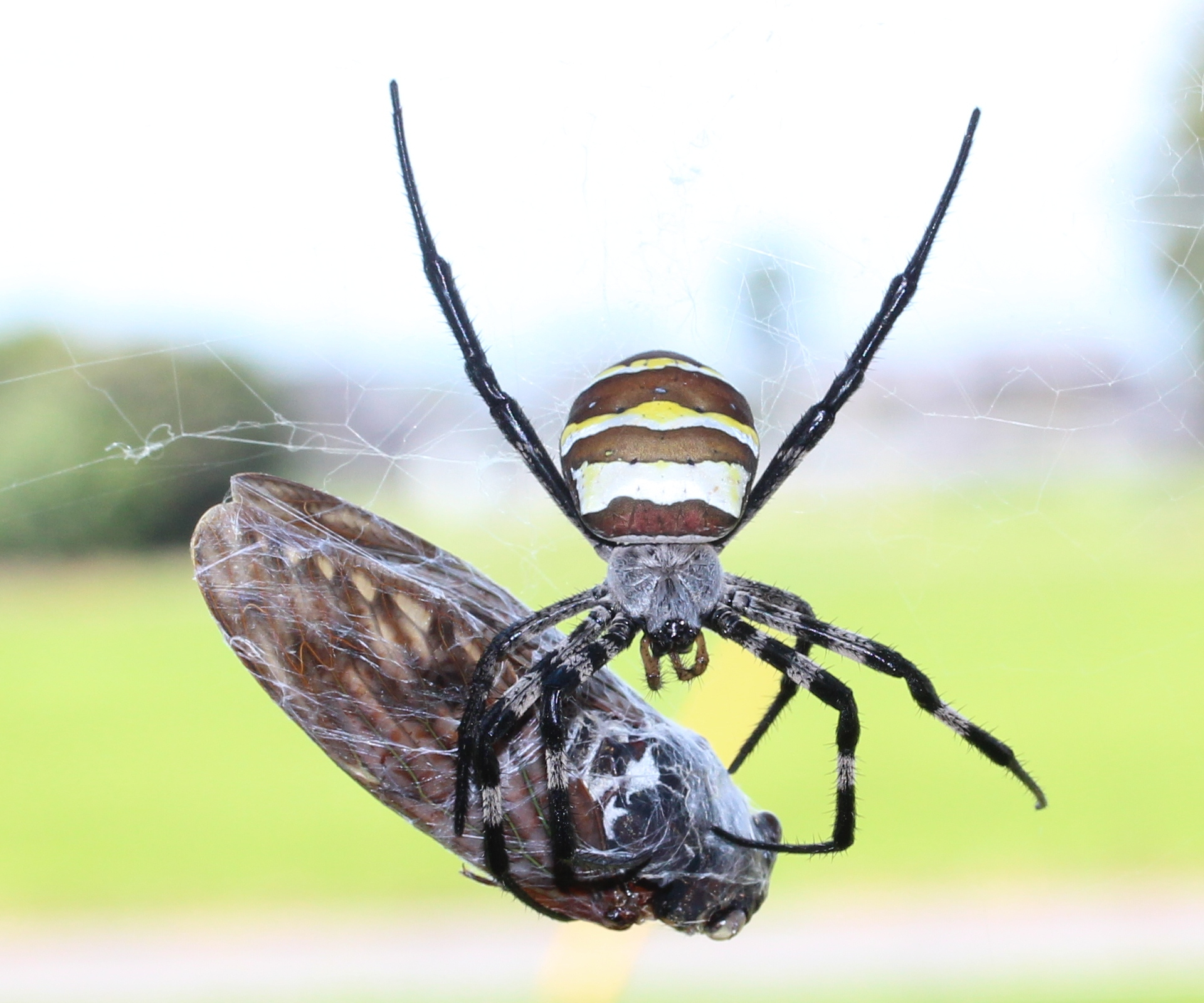
アブラゼミを捕食するコガネグモ。

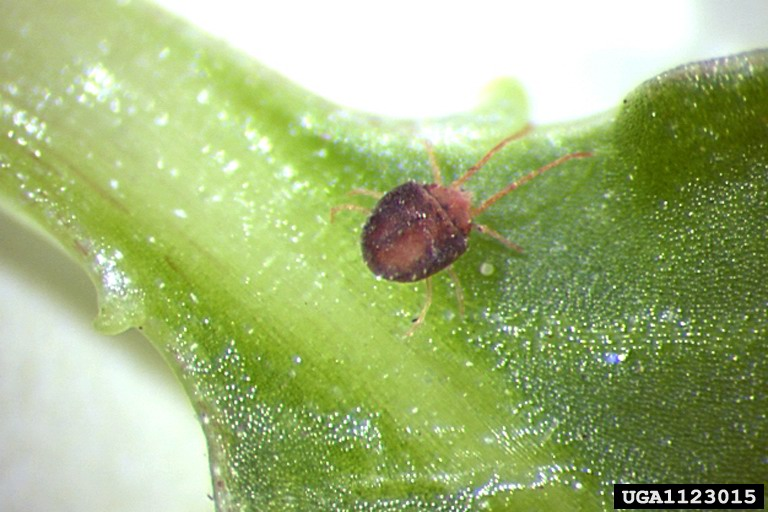
草食性のハダニ。
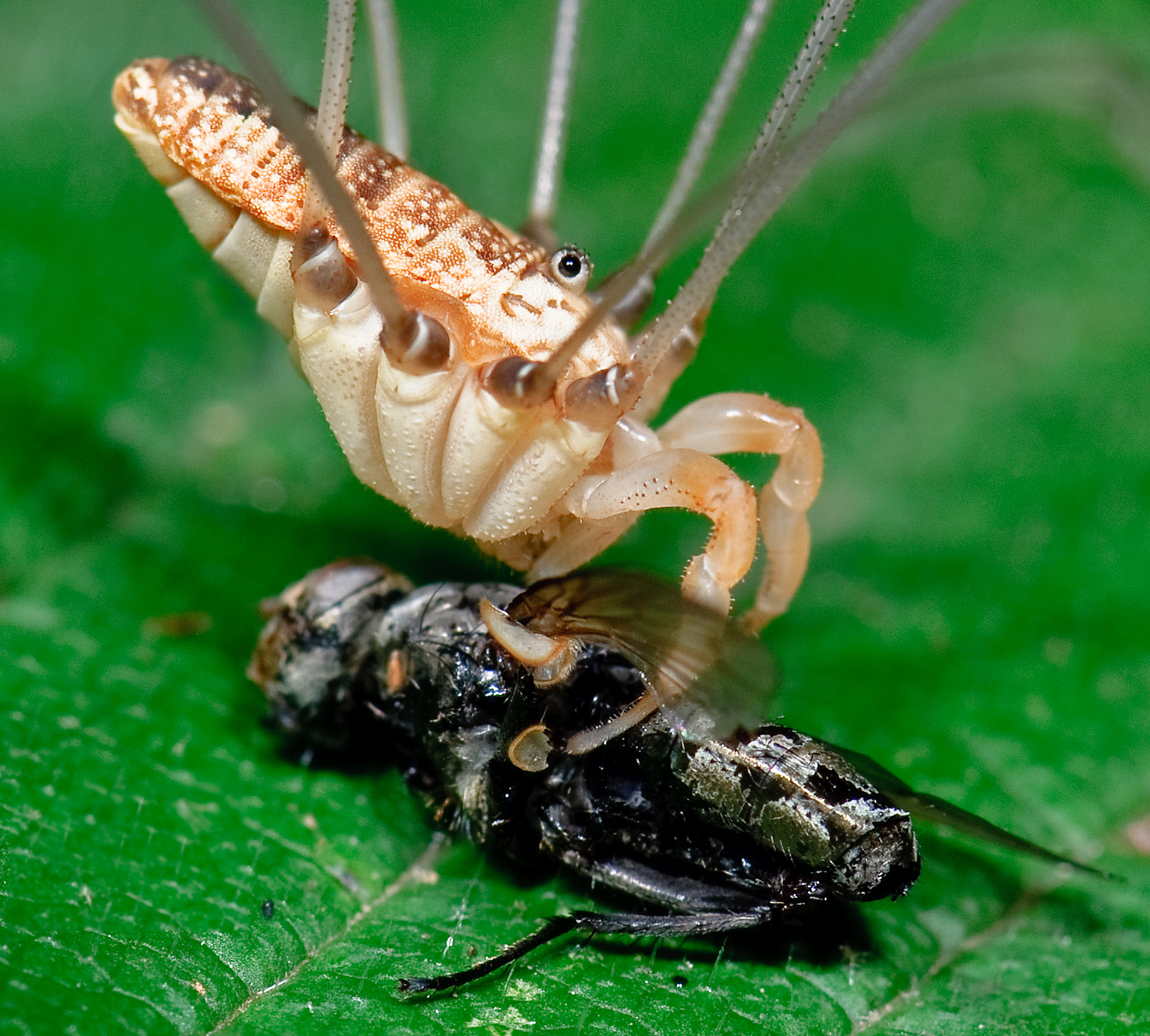
ハエを食べているザトウムシ。
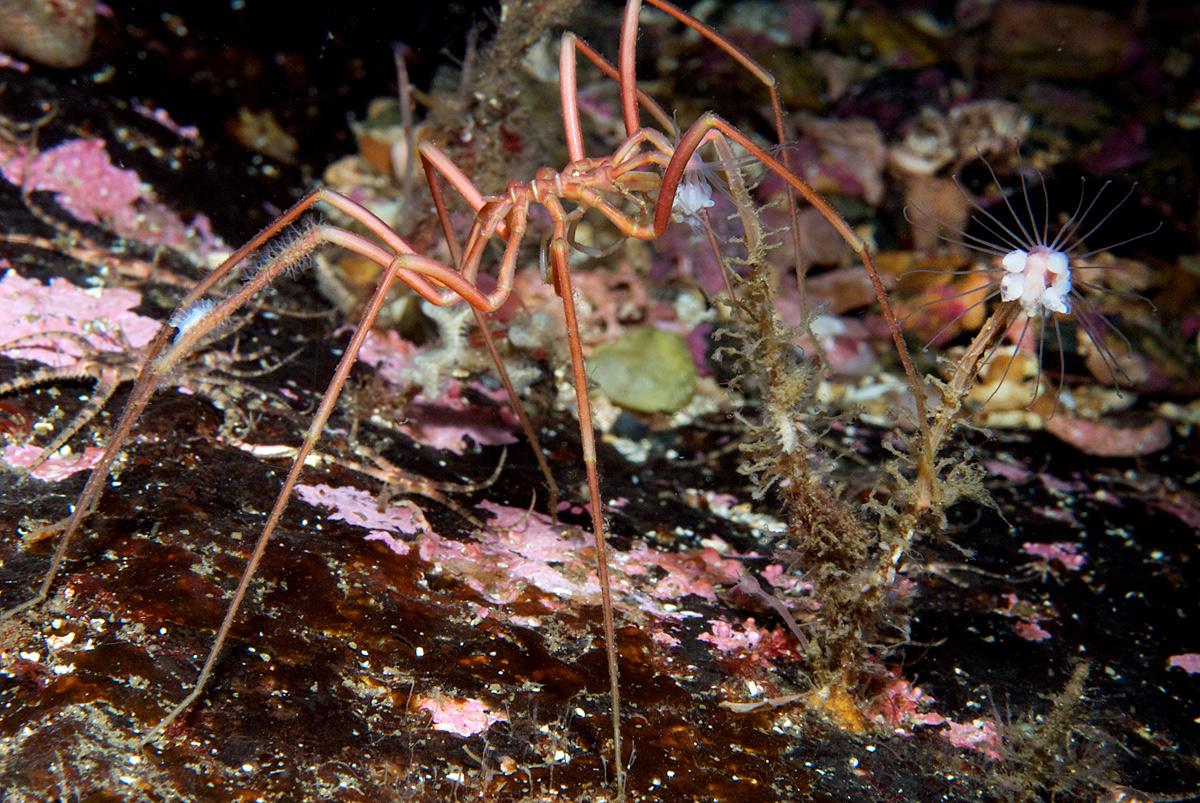
ヒドロ虫（刺胞動物）を摂食しているウミグモ。

鋏角類は一般に捕食者のニッチ（生態的地位）を占め、特にクモガタ類は多くが昆虫などの小型節足動物を捕食する肉食動物で、絶滅群のウミサソリ類も多くが獰猛な捕食者であったと考えられる。しかし、幾つかの例外も挙げられる。例えばクモガタ類の中でダニ類は例外的で肉食性・草食性・腐植食性・寄生性・吸血性まで多岐にわたり、ザトウムシ類は雑食性や腐肉食性の種類によって知られる。捕食者として代表的であるクモ類の中でも吸蜜行動が見られ、植物成分を主食とする1種も報告される。現生のカブトガニ類は肉食性に偏る雑食性である。ウミグモ類の食性については研究が進んでいないが、主に刺胞動物など柔らかい固着生物の体内組織を摂ることが知られ、これは文献によって捕食性もしくは寄生性と扱われる。

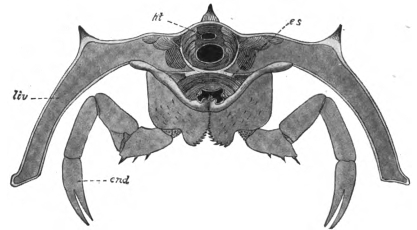
カブトガニ類の前体の横断面図。脚の基節に噛み合わせた顎基をもつ。

多くの場合、鋏角類の鋏角は口器として機能する主な部分であり、餌を把握・切断・粉砕するのに用いられる。クモ類の場合、牙のような鋏角は毒腺をもち、獲物を麻痺させる機能も兼ね備える。鋏角以外の前体付属肢（触肢や脚）の基部が摂食機能を担う構造をもつ例も多く、クモ類の下顎（maxilla、触肢の基部に備わる）・ザトウムシ類とサソリ類の顎葉（coxapophyses、ザトウムシの場合は触肢と第1脚の基部、サソリの場合は第1-2脚の基部に備わる）・カブトガニ類とウミサソリ類の顎基（gnathobase、触肢と全ての脚の基部に備わる）などが挙げられる。カブトガニ類とウミサソリ類のそれぞれの後脚の間にある唇様肢と下層板も、口器として機能する付属肢とされる。ウミグモ類は突き出した吻で直接に餌を摂るが、発達した鋏肢と触肢をもつ種類ではこれらの付属肢も摂食を補助する役割を果たしている。
多くのクモガタ類は固形物の餌を直接に摂食せず、代わりに消化液で餌を体外消化し、軟組織を液体状に分解してから口内に飲み込むが、ザトウムシ類は例外的に固形物を直接に摂食できる。現生のカブトガニ類は発達した前胃で固形物の餌を細かく砕き、食べられない物をここから噴き返すこともできる。

### 繁殖と発育

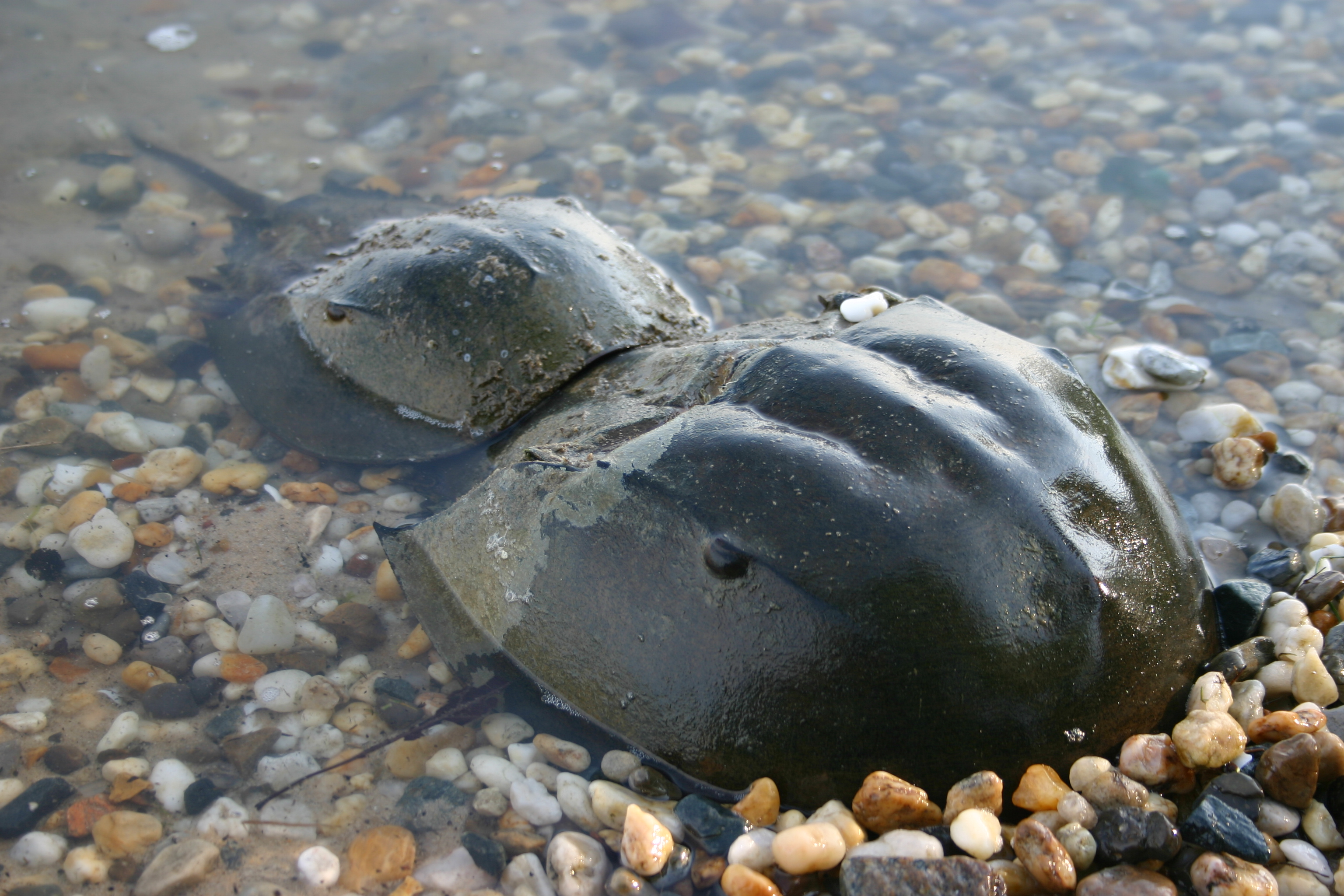
カブトガニはオス（奥）がメス（手前）を包接する習性をもつ。

- サラグモの交接。

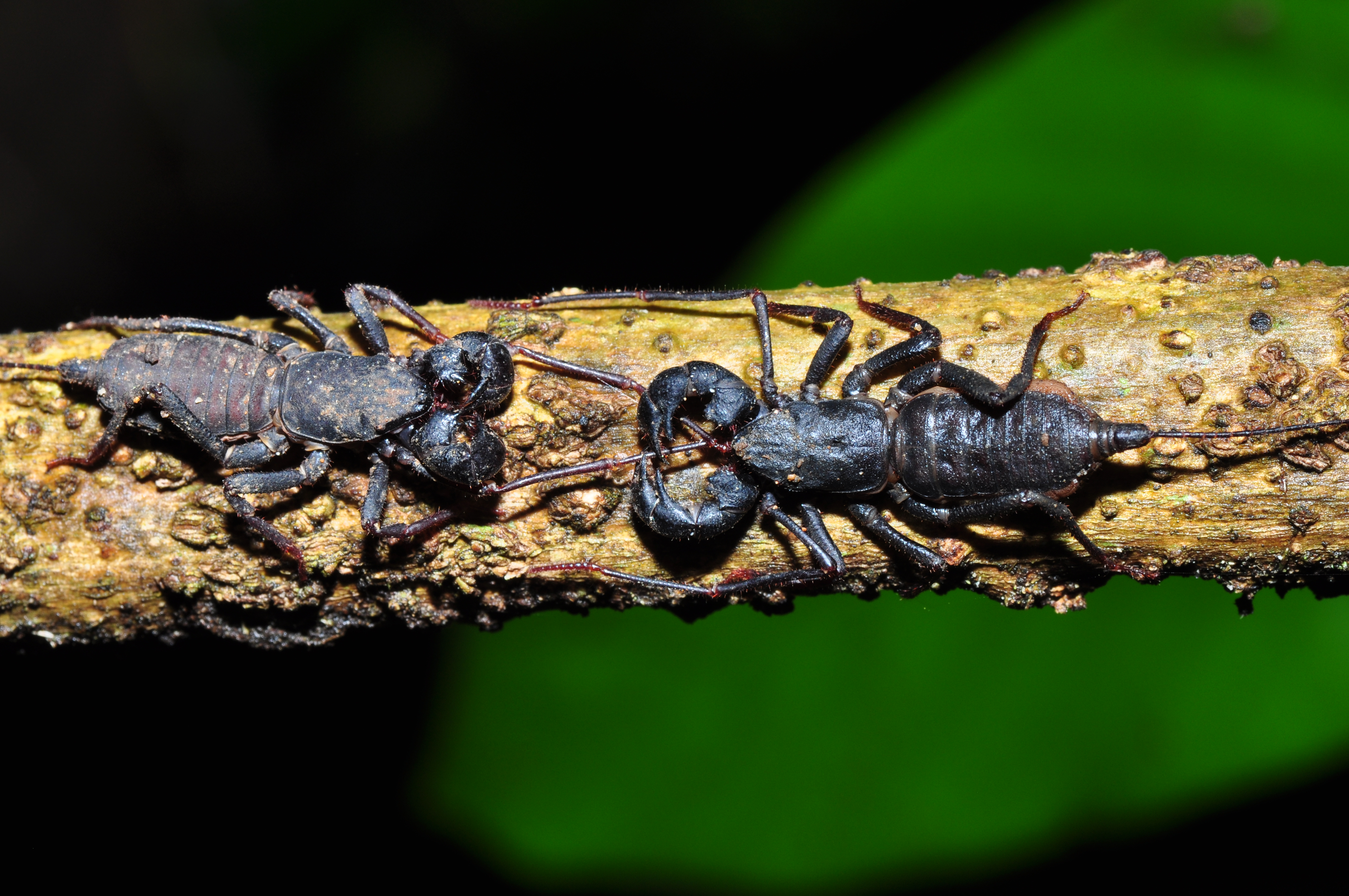
求愛中のサソリモドキ。
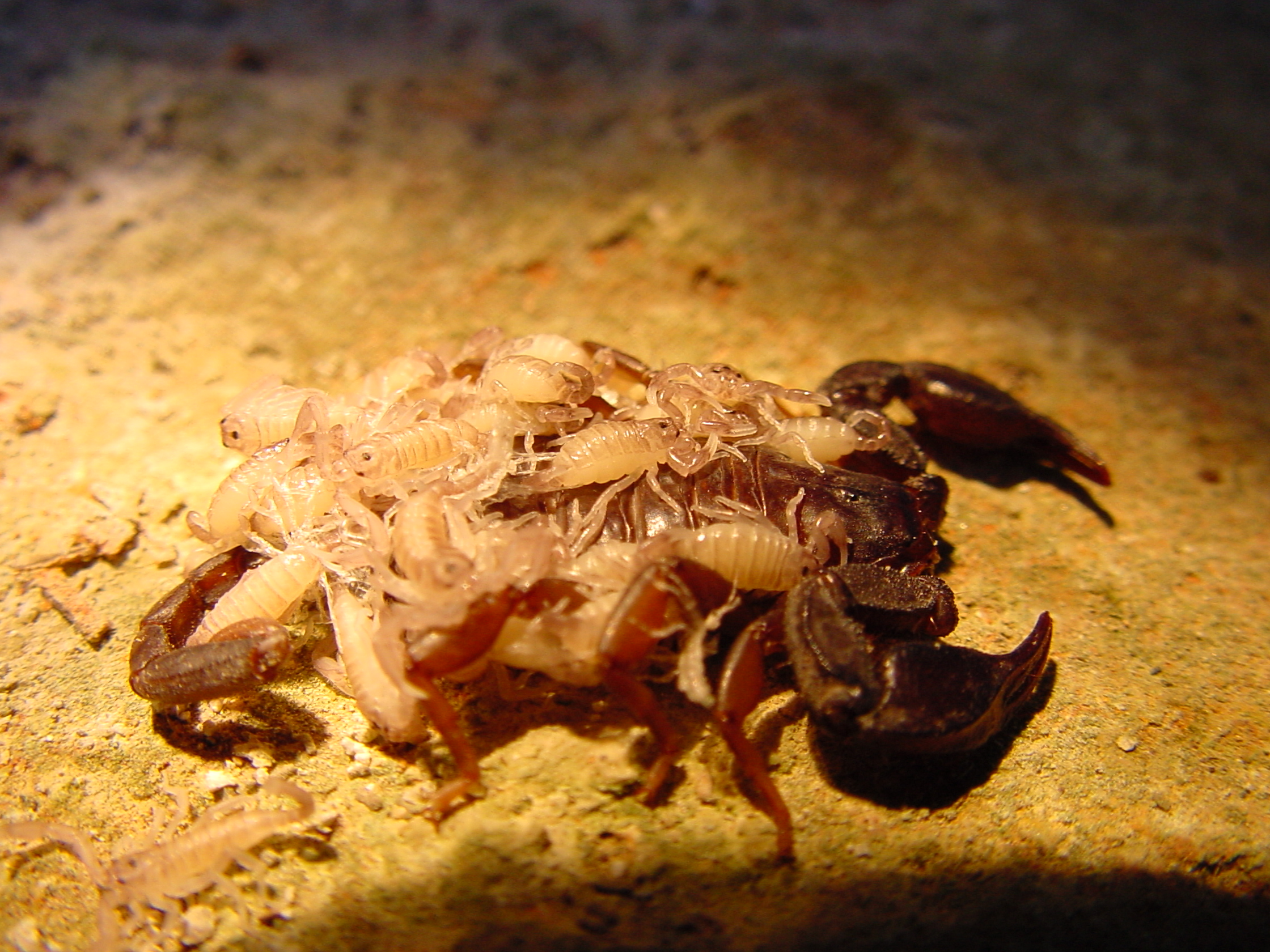
幼生を背負うサソリ。
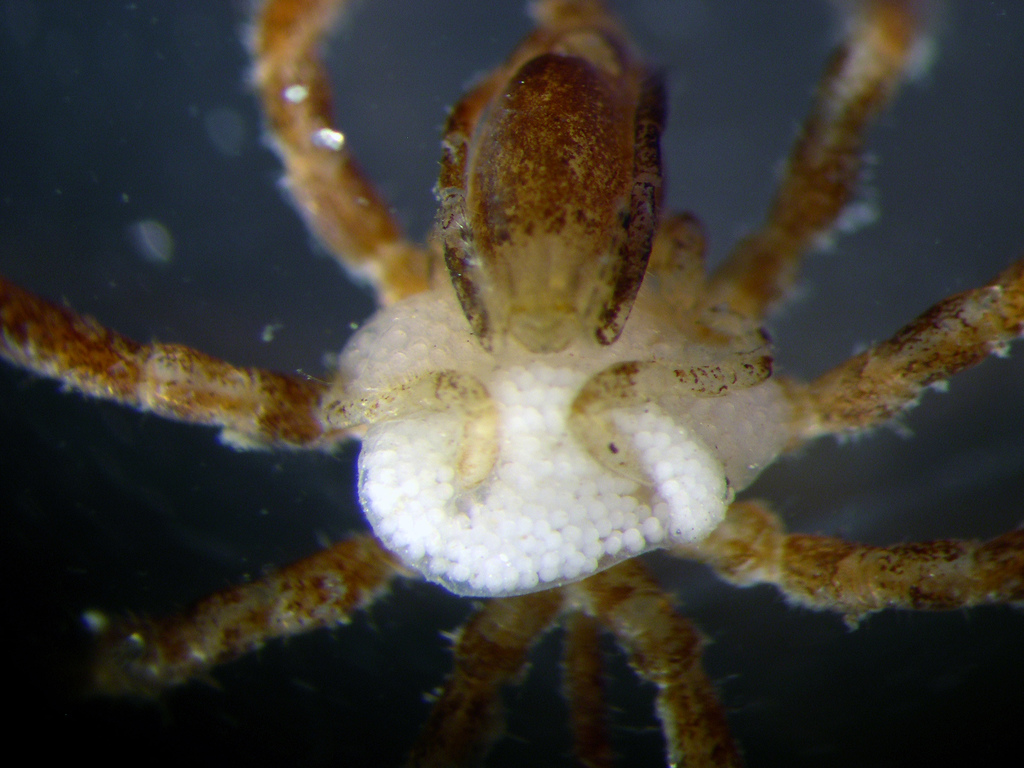
抱卵中のウミグモ。

鋏角類の中で様々な繁殖行動が見られ、クモガタ類の中では特殊な求愛行動をもつ分類群もいくつかある。配偶子のやりとりとして、ザトウムシ類は交尾（雌雄生殖器の連結を通じて行う）、他のクモガタ類は交接（精包の受け渡しなど、交尾以外のあらゆる方法で精子をメスの生殖孔に入り込む）、カブトガニ類とウミグモ類は体外受精を通じて行う。原則として卵生だが、サソリは卵胎生である。卵や幼生の世話をする保育行動は、クモガタ類とウミグモ類で普遍に見られる。
他の節足動物と同様、鋏角類は脱皮で成長し、幼生は多くの場合では成体と同じ体節数と付属肢数で生まれる。例外として、生まれたての多くのダニ類とクツコムシ類は6本の脚のみをもち、後に脱皮してから8本脚となる。ウミグモ類はプロトニンフォン幼生（protonymphon）という成体らしからぬ特殊な形態で生まれ、脱皮を通じて徐々に脚をもつ体節を増やして成体に近い姿に変態する。また、性成熟を迎えると成長が止まるもの（カブトガニ類、多くのクモガタ類など）と、性成熟になっても脱皮し続けられるものがある（オオツチグモのメス、ウデムシなど）。欠損した付属肢は通常では次の脱皮である程度まで再生できるが、付属肢の再生能力を欠く分類群もある（ザトウムシなど）。

## 体節と付属肢の対応関係
| 分類/体節（先節を除く）           | 1（中大脳） | 2（後大脳）      | 3     | 4       | 5            | 6     |
| --------------------------------- | ----------- | ---------------- | ----- | ------- | ------------ | ----- |
| Artiopoda類                       | 触角        | 第1脚            | 第2脚 | 第3脚   | 第4脚        | 第5脚 |
| 大顎類 （多足類・甲殻類・六脚類） | 第1触角     | 第2触角/（退化） | 大顎  | 第1小顎 | 第2小顎/下唇 | 第1脚 |
| 鋏角類 （鋏角-大顎相同説）        | （退化）    | （退化）         | 鋏角  | 触肢    | 第1脚        | 第2脚 |
| 鋏角類 （20世紀の主流な見解）     | （退化）    | 鋏角             | 触肢  | 第1脚   | 第2脚        | 第3脚 |
| 鋏角類 （21世紀以降の見解）       | 鋏角        | 触肢             | 第1脚 | 第2脚   | 第3脚        | 第4脚 |

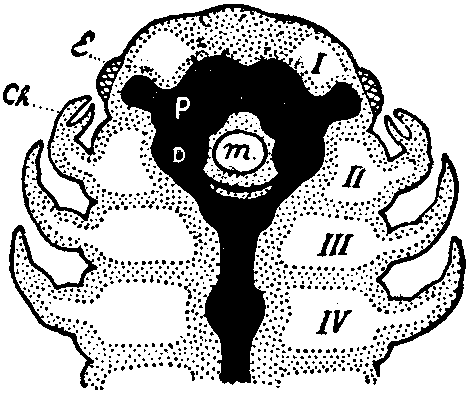
Lankester 1911 による、クモガタ類の前方の体制模式図。鋏角（Ch）に対応の神経節は中大脳（D）とされる。これは当時では主流の解釈ではなかったが、21世紀以降では確定的になった。

鋏角類の体制は他の節足動物と大きく異なるため、外見から他の節足動物との付属肢や体節の対応関係（相同性）は判断しにくく、特に触角を持たない原因や鋏角の由来が議論の的となった。研究史上では複数の相容れない対立仮説を提唱され、次の通りに挙げられる：
- 大顎類のどの付属肢にも相同でない[66]。
- 第3体節由来：大顎類の大顎に相同とされる[67]。
- 後大脳性/第2体節由来：甲殻類の第2触角に相同（多足類と六脚類の場合は付属肢をもたない間挿体節）とされる[68]。
- 中大脳性/第1体節由来：大顎類の触角（甲殻類の第1触角）に相同とされる[68][69]。

いずれも19世紀から既に提唱された説であるが、当時では「鋏角類」という分類群は未創設で（後述参照）、クモガタ類と節口類の鋏角は別々に大顎（クモガタ類）と触角（節口類）に相同ともされていた。クモガタ類と節口類をまとめる「鋏角類」が創設された20世紀では、鋏角の大顎との相同性は否定され、後大脳性/第2体節由来説が主流となり、同じ時期で主流になった鋏角類と三葉虫など（Artiopoda類）の類縁関係も、この説を踏まえて議論をなされていた（後述参照）。
しかし21世紀以降では、次のホメオボックス遺伝子発現・発生学・神経解剖学で得られる情報により、中大脳性/第1体節由来説と第3体節由来説は徐々に否定され、後大脳性/第2体節由来説が確定的になった。
- ホメオボックス遺伝子発現：鋏角をもつ体節は中大脳性（第1触角）の体節らしく、ホメオボックス遺伝子を発現されない[14][73][74][75][76]。

- 発生学：鋏角類の胚発生は始終を通じて、第1触角をもつ体節およびその痕跡は鋏角をもつ体節の直前に見当たらない[77]。

- 神経解剖学：鋏角に対応の脳神経節は、第2触角や間挿体節に対応の後大脳より、むしろ第1触角に対応の中大脳に近い構造をもつ[77][46]。

2000年代では、同じ鋏角類の中で、ウミグモ類と他の鋏角類の体節/付属肢の対応関係が疑問視されることも一時的にあったが、否定的とされる（詳細はウミグモ綱#頭部付属肢の対応関係を参照）。

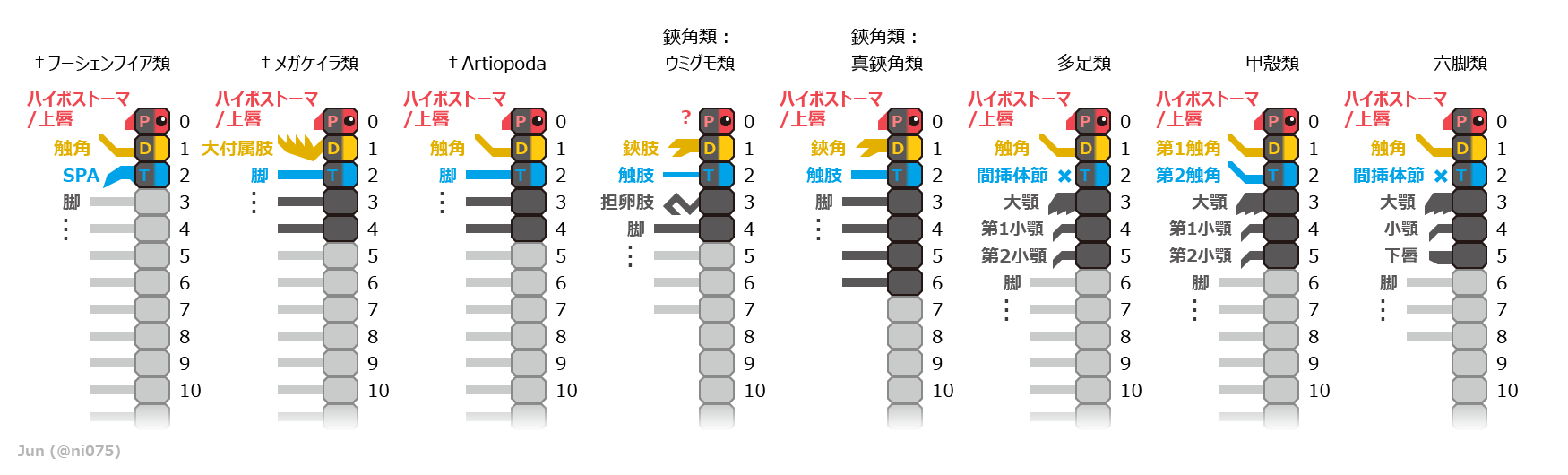
2017年時点で広く認められる、節足動物の主要な高次系統における付属肢と体節の対応関係。

## 系統関係

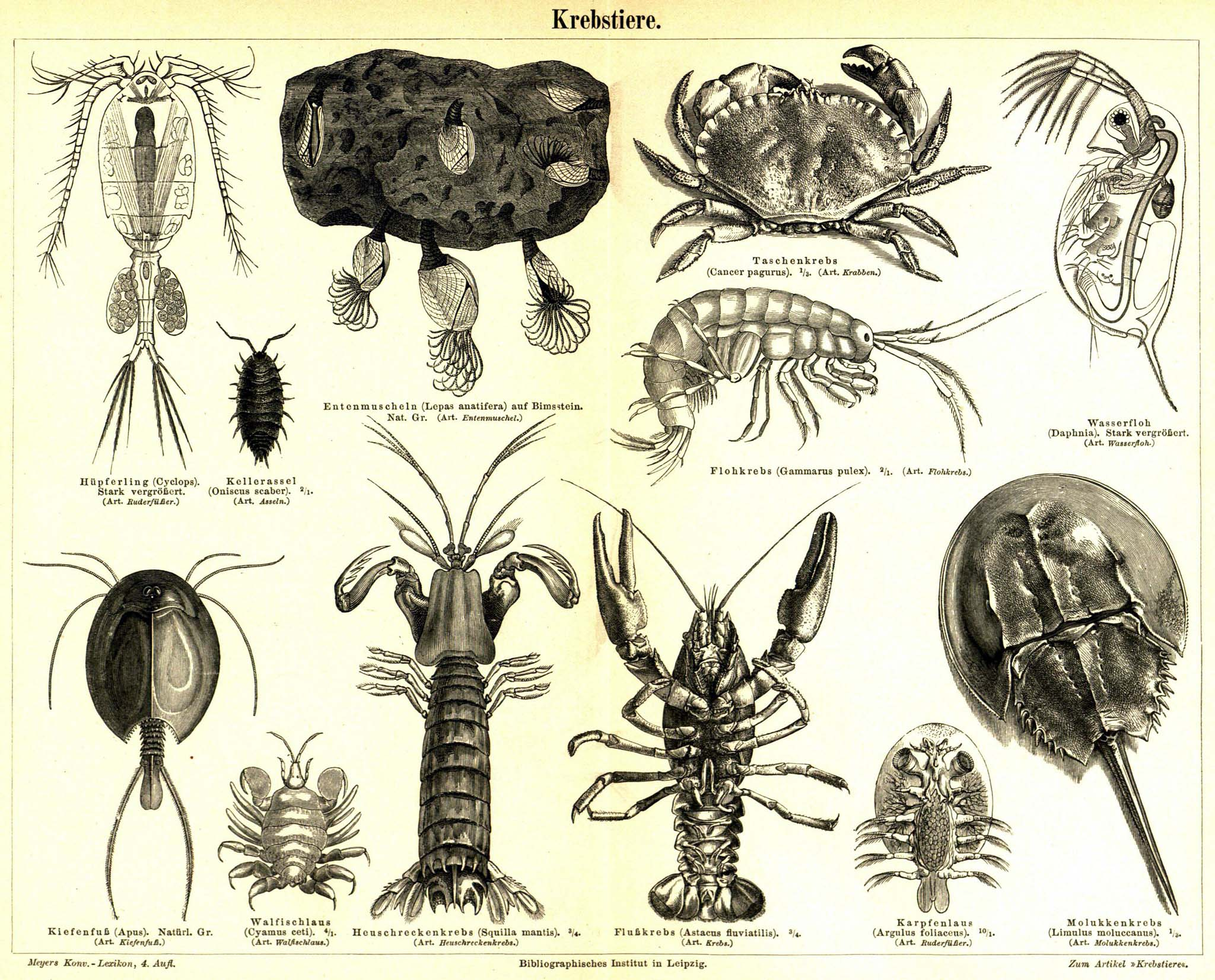
カブトガニ類（右下）を甲殻類と一斉に並んだ19世紀の「甲殻類」のイラスト。

| 多足亜門              | ムカデ、ヤスデなど |
|                       | ムカデ、ヤスデなど |
| 汎甲殻類              | \| 甲殻亜門 （側系統群） \| カニとエビ、フジツボ、ミジンコなど \| \| \| カニとエビ、フジツボ、ミジンコなど \| \| 六脚亜門 \| 内顎類、昆虫など \| \| \| 内顎類、昆虫など \| |
|                       | \| 甲殻亜門 （側系統群） \| カニとエビ、フジツボ、ミジンコなど \| \| \| カニとエビ、フジツボ、ミジンコなど \| \| 六脚亜門 \| 内顎類、昆虫など \| \| \| 内顎類、昆虫など \| |
| 甲殻亜門 （側系統群） | カニとエビ、フジツボ、ミジンコなど |
|                       | カニとエビ、フジツボ、ミジンコなど |
| 六脚亜門              | 内顎類、昆虫など |
|                       | 内顎類、昆虫など |

| 甲殻亜門 （側系統群） | カニとエビ、フジツボ、ミジンコなど |
|                       | カニとエビ、フジツボ、ミジンコなど |
| 六脚亜門              | 内顎類、昆虫など                   |
|                       | 内顎類、昆虫など                   |

| 多足亜門              | ムカデ、ヤスデなど |
|                       | ムカデ、ヤスデなど |
| 汎甲殻類              | \| 甲殻亜門 （側系統群） \| カニとエビ、フジツボ、ミジンコなど \| \| \| カニとエビ、フジツボ、ミジンコなど \| \| 六脚亜門 \| 内顎類、昆虫など \| \| \| 内顎類、昆虫など \| |
|                       | \| 甲殻亜門 （側系統群） \| カニとエビ、フジツボ、ミジンコなど \| \| \| カニとエビ、フジツボ、ミジンコなど \| \| 六脚亜門 \| 内顎類、昆虫など \| \| \| 内顎類、昆虫など \| |
| 甲殻亜門 （側系統群） | カニとエビ、フジツボ、ミジンコなど |
|                       | カニとエビ、フジツボ、ミジンコなど |
| 六脚亜門              | 内顎類、昆虫など |
|                       | 内顎類、昆虫など |

| 甲殻亜門 （側系統群） | カニとエビ、フジツボ、ミジンコなど |
|                       | カニとエビ、フジツボ、ミジンコなど |
| 六脚亜門              | 内顎類、昆虫など                   |
|                       | 内顎類、昆虫など                   |

20世紀以前では、節足動物の中で「鋏角類」という分類群はなく、クモガタ類は昆虫と何らかの繋がりをもつとされ、節口類は甲殻類に分類されていた。しかし20世紀初期の再検討をはじめとして、クモガタ類と節口類の体制は昆虫や甲殻類に似ておらず、むしろお互いに独自の体制を共有することが徐々に明らかになった。こうして1901年、ウミグモ類・節口類・クモガタ類をまとめた節足動物の分類群「鋏角類」（Chelicerata）が創設された。
現生節足動物の4つの亜門の中で、鋏角類は最初に分岐した単系統群で、残り全ての現生節足動物（大顎類 Mandibulata）の姉妹群になるという系統位置は、ホメオティック遺伝子発現、および多くの形態学と分子系統学的見解に強く支持される。他にも甲殻類などと姉妹群になる（Schizoramia をなす）、多足類と単系統群になる（多足鋏角類 Myriochelata /矛盾脚類 Paradoxopoda をなす）、もしくは鋏角類は多系統群（幹性類 (Cormogonida) 説、後述参照）などの異説はかつてあったが、いずれも後に否定的とされる。
上述の現生群以外にも、鋏角類と化石節足動物の分類群の類縁関係は多くの議論が繰り広げられ、次の通りに挙げられる。

### 化石節足動物との関係性
鋏角類はおよそ5億年前の古生代カンブリア紀に起源と考えられ、基盤的な鋏角類とされるカンブリア紀の化石節足動物は、主にメガケイラ類（Megacheira, 大付属肢節足動物）、ハベリア類（ハベリア目 Habeliida）、およびモリソニア類（モリソニア目 Mollisoniida）が挙げられる。メガケイラ類は鋏角類に似た中枢神経系、退化的な上唇、および鋏角を彷彿とさせる構造の大付属肢があり、後述の群ほど確定的ではないが、これらの性質で類縁関係を示唆される。サンクタカリスやハベリアなどを含んだハベリア類は、再検討により鋏角類の体制をもつことが判明し、前体の付属肢には基盤的な真鋏角類であるオファコルスやダイバステリウムに似た外肢もある。しかし、これらの節足動物は鋏角に相同と思われる付属肢をもつものの、そのいずれも確実に鋏角といえるほどの構造ではなかった。モリソニア類のモリソニアは、真の鋏角をもつことが認められる初のカンブリア紀節足動物で、真鋏角類的な中枢神経系と書鰓を彷彿とさせる構造も兼ね備えていた。

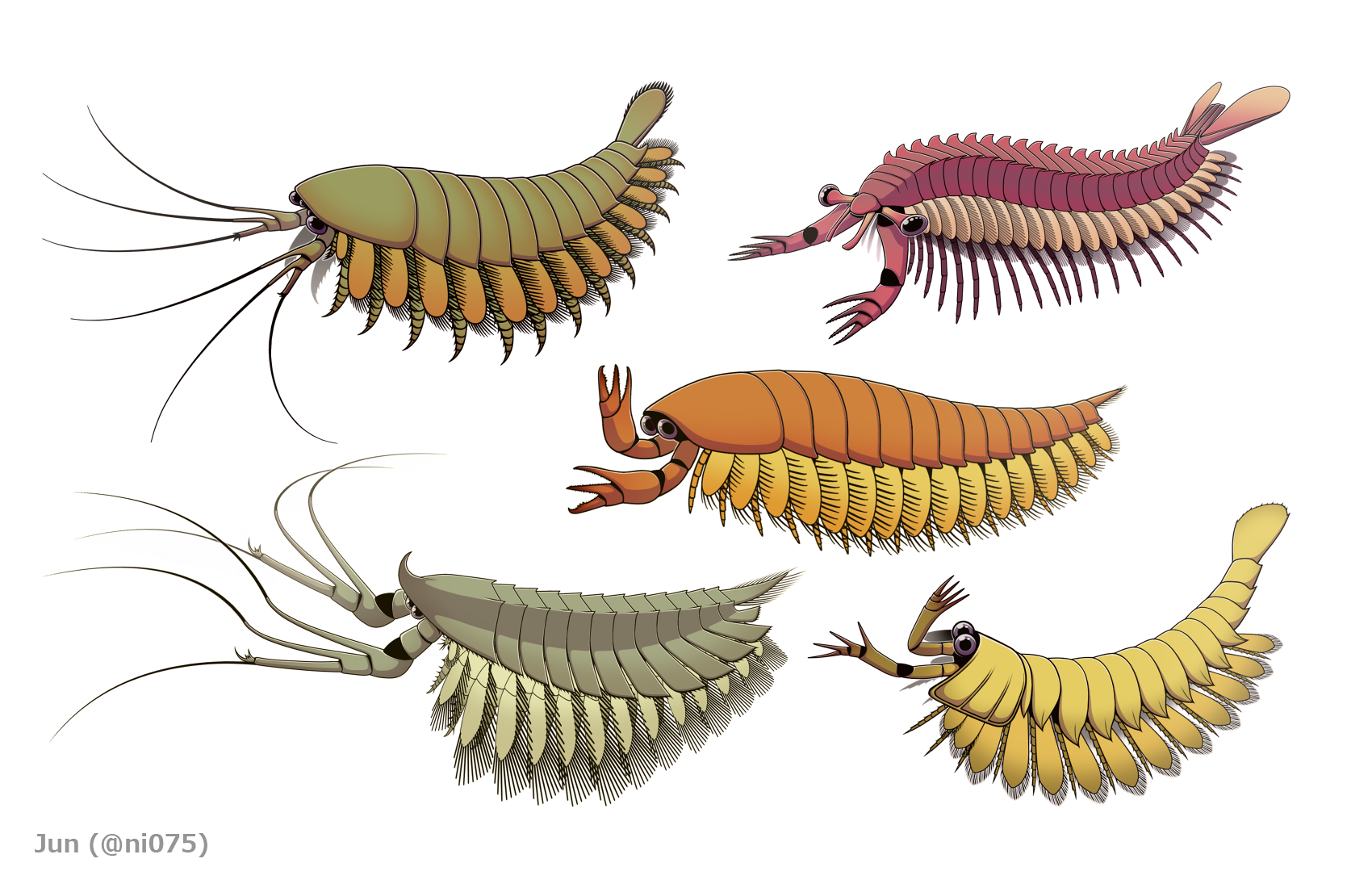
様々なメガケイラ類
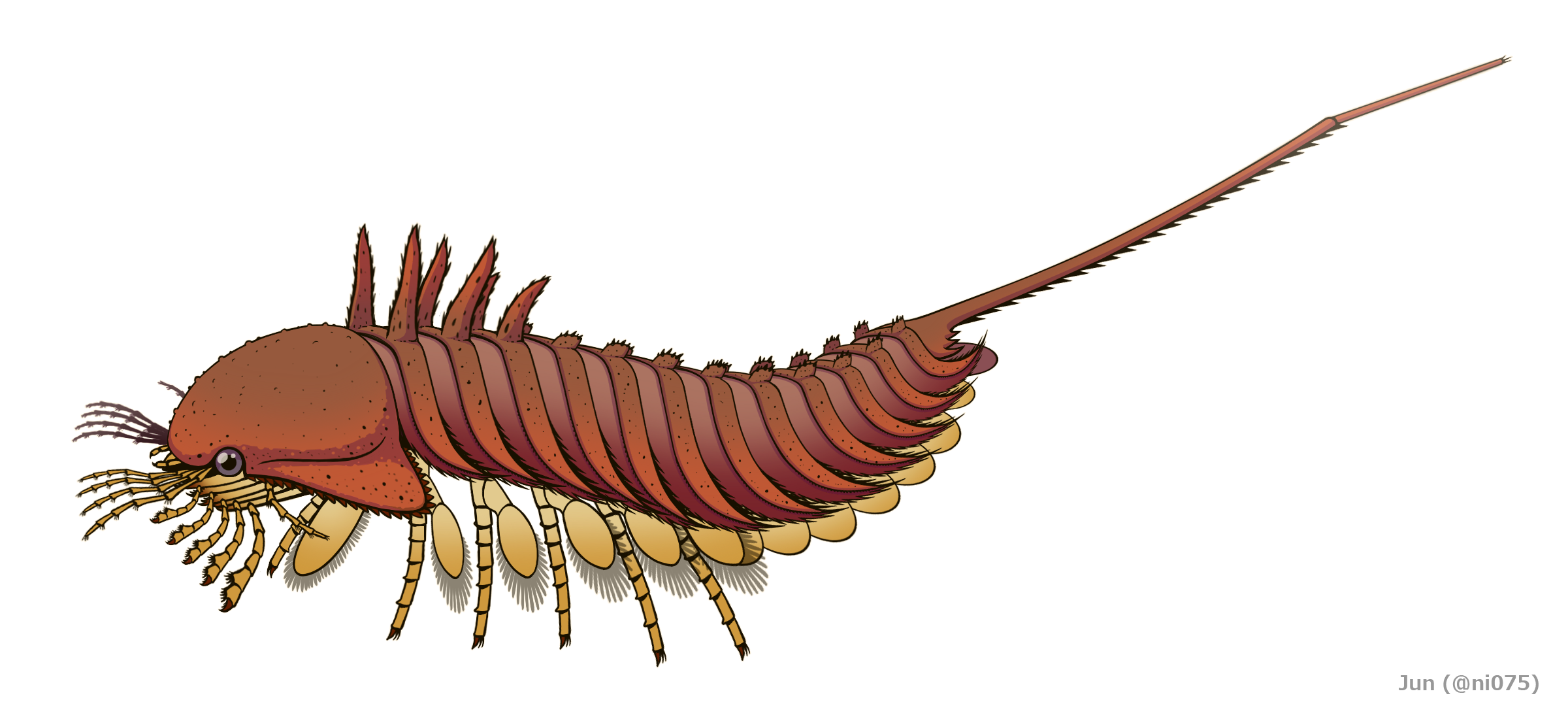
ハベリア
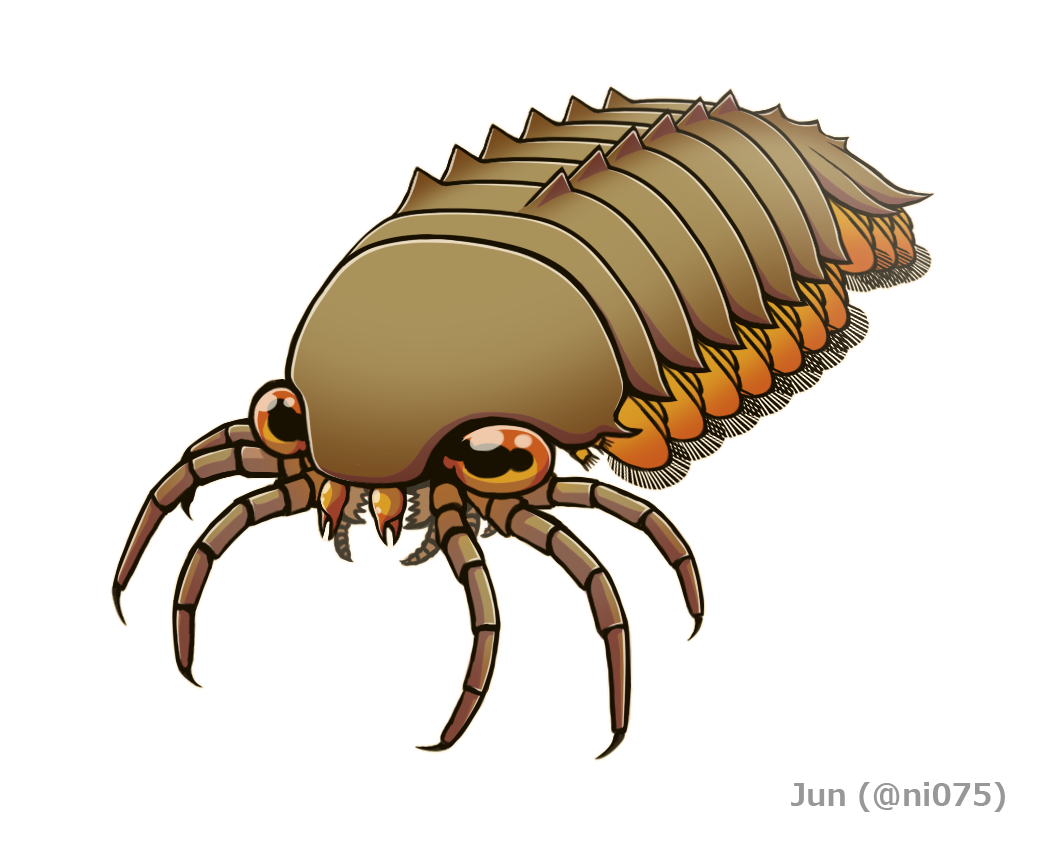
モリソニア

それ以外の化石節足動物との系統関係については、三葉虫類（Trilobita）などの節足動物を含んた分類群三葉形類（Trilobitomorpha）に類縁で、Arachnomorphaを構成する説は、20世紀においては主流であった、これは主にカブトガニ類と三葉形類の類似点（幅広い背甲・後体/胸部の三葉構造・平板状の蓋板/外肢・顎基をもつ前体/頭部付属肢など）が根拠とされ、その中で鋏角類は三葉形類から派生するという考えもあった。同時に光楯類（Aglaspidida）は、鋏角類のように頭部（前体）に鋏角を含めて6対の付属肢をもつと解釈され、節口類の鋏角類と考えられた。また、三葉形類は触角をもつため、鋏角類は三葉形類らしき共通祖先から派生する過程で、触角（およびそれをもつ第1体節）を二次的に退化したと考えられ、ケロニエロンなど一部の化石節足動物が、その中間型生物ともされてきた。
しかし、20世紀後期の研究を始めとして、光楯類は鋏角類でない（頭部の付属肢は4-5対しかなく、最初の付属肢は鋏角ではなく触角である）ことが徐々に判明し（光楯類#分類を参照）、90年代以降では鋏角類の鋏角は第1体節由来で、他の節足動物の第1触角に相同であることも分かり（前述参照）、三葉形類との類似点もカブトガニ類以外の鋏角類に対応できず、類縁関係を示唆する根拠として疑わしく見受けられるようになった。これにより、前述の一連の系統仮説はほぼ無効化され、新たな基準で見直さなければならない。
21世紀以降では、三葉形類と光楯類はまとめてArtiopoda類に分類されるようになり、その中で根拠は20世紀と多少異なりながら、Arachnomorpha説（鋏角類+Artiopoda類）を支持する研究はいくつかある。しかしこれは確実でなく、代わりにArtiopoda類と大顎類の類縁関係（Antennulata説）を支持する研究も少なからぬ挙げられる。
| 大顎類        | 多足類、甲殻類、六脚類など                                                                      |
|               | 多足類、甲殻類、六脚類など                                                                      |
| Arachnomorpha | \| †Artiopoda \| 三葉虫類、光楯類など \| \| \| 三葉虫類、光楯類など \| \| \| 鋏角類 \| \| \| \| |
|               | \| †Artiopoda \| 三葉虫類、光楯類など \| \| \| 三葉虫類、光楯類など \| \| \| 鋏角類 \| \| \| \| |
| †Artiopoda    | 三葉虫類、光楯類など                                                                            |
|               | 三葉虫類、光楯類など                                                                            |
|               | 鋏角類                                                                                          |
|               |                                                                                                 |

| †Artiopoda | 三葉虫類、光楯類など |
|            | 三葉虫類、光楯類など |
|            | 鋏角類               |
|            |                      |

| Antennulata | \| 大顎類 \| 多足類、甲殻類、六脚類など \| \| \| 多足類、甲殻類、六脚類など \| \| †Artiopoda \| 三葉虫類、光楯類など \| \| \| 三葉虫類、光楯類など \| |
|             | \| 大顎類 \| 多足類、甲殻類、六脚類など \| \| \| 多足類、甲殻類、六脚類など \| \| †Artiopoda \| 三葉虫類、光楯類など \| \| \| 三葉虫類、光楯類など \| |
|             | 鋏角類 |
|             | |
| 大顎類      | 多足類、甲殻類、六脚類など |
|             | 多足類、甲殻類、六脚類など |
| †Artiopoda  | 三葉虫類、光楯類など |
|             | 三葉虫類、光楯類など |

| 大顎類     | 多足類、甲殻類、六脚類など |
|            | 多足類、甲殻類、六脚類など |
| †Artiopoda | 三葉虫類、光楯類など       |
|            | 三葉虫類、光楯類など       |

節足動物と考えられるラディオドンタ類（Radiodonta、アノマロカリスなどを含む群）は、メガケイラ類と鋏角類のように、口の前に第1触角の代わりに捕獲用の附属肢（前部付属肢）があるため、両者に類縁と考えられることもあった。そこで、初期の節足動物の中で鋏角類に至る系統群はまず前端の付属肢を捕獲用に特化し、ラディオドンタ類の前部付属肢はメガケイラ類の大付属肢に、大付属肢は鋏角類の鋏角に進化するという説が提唱された。しかし、ラディオドンタ類の多くの祖先形質や神経解剖学的証拠はこのような系統仮説を支持しなかった。メガケイラ類と鋏角類は真節足動物であり、それぞれの大付属肢と鋏角は、他の節足動物の第1触角と同様に中大脳性（第1体節由来）であるのに対して、ラディオドンタ類は真節足動物より早期に分岐した基盤的な節足動物として広く認められ、その前部付属肢も前大脳性（先節由来）で、別起源の可能性が示される。

### 下位分類

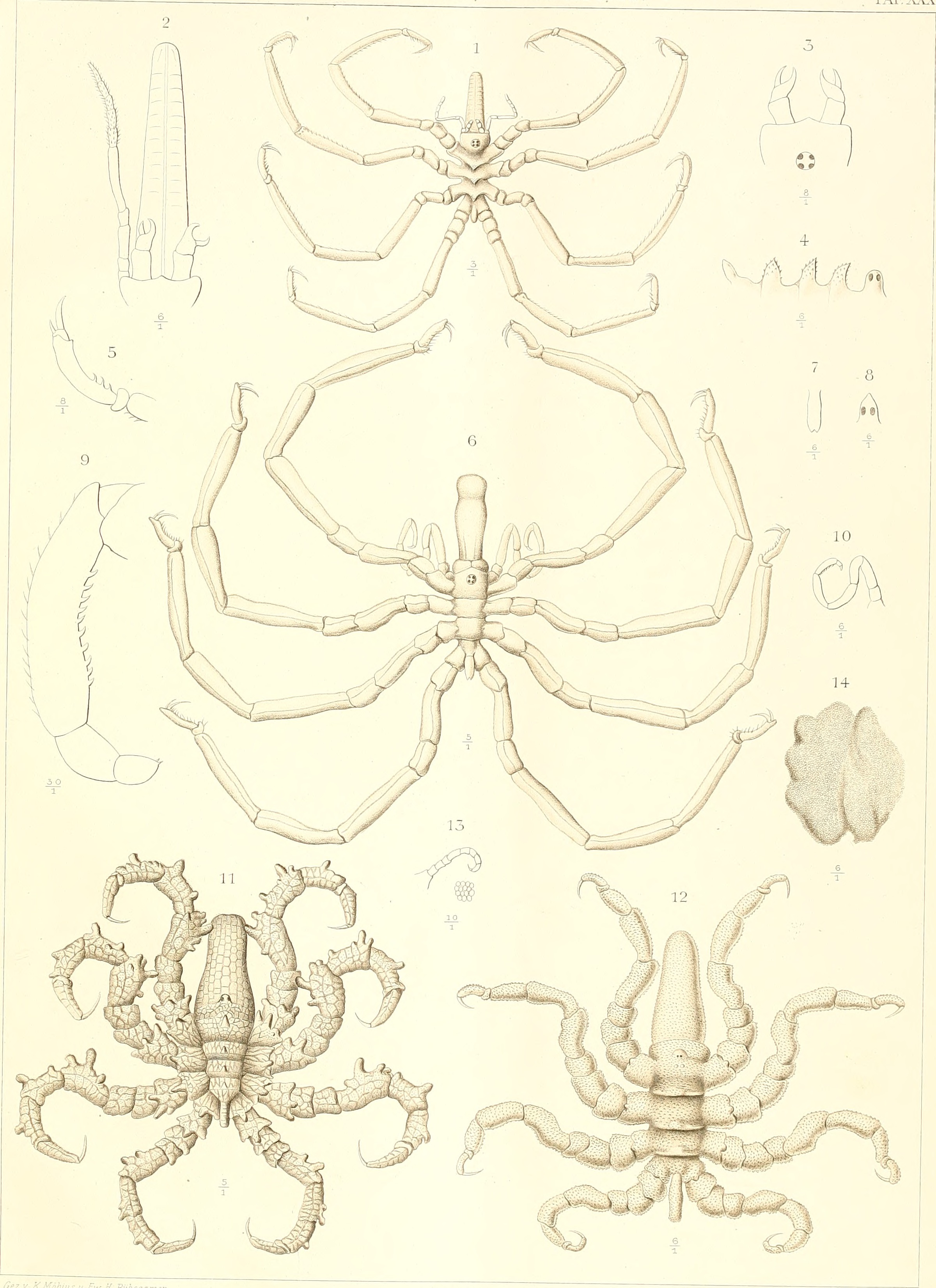
ウミグモ類
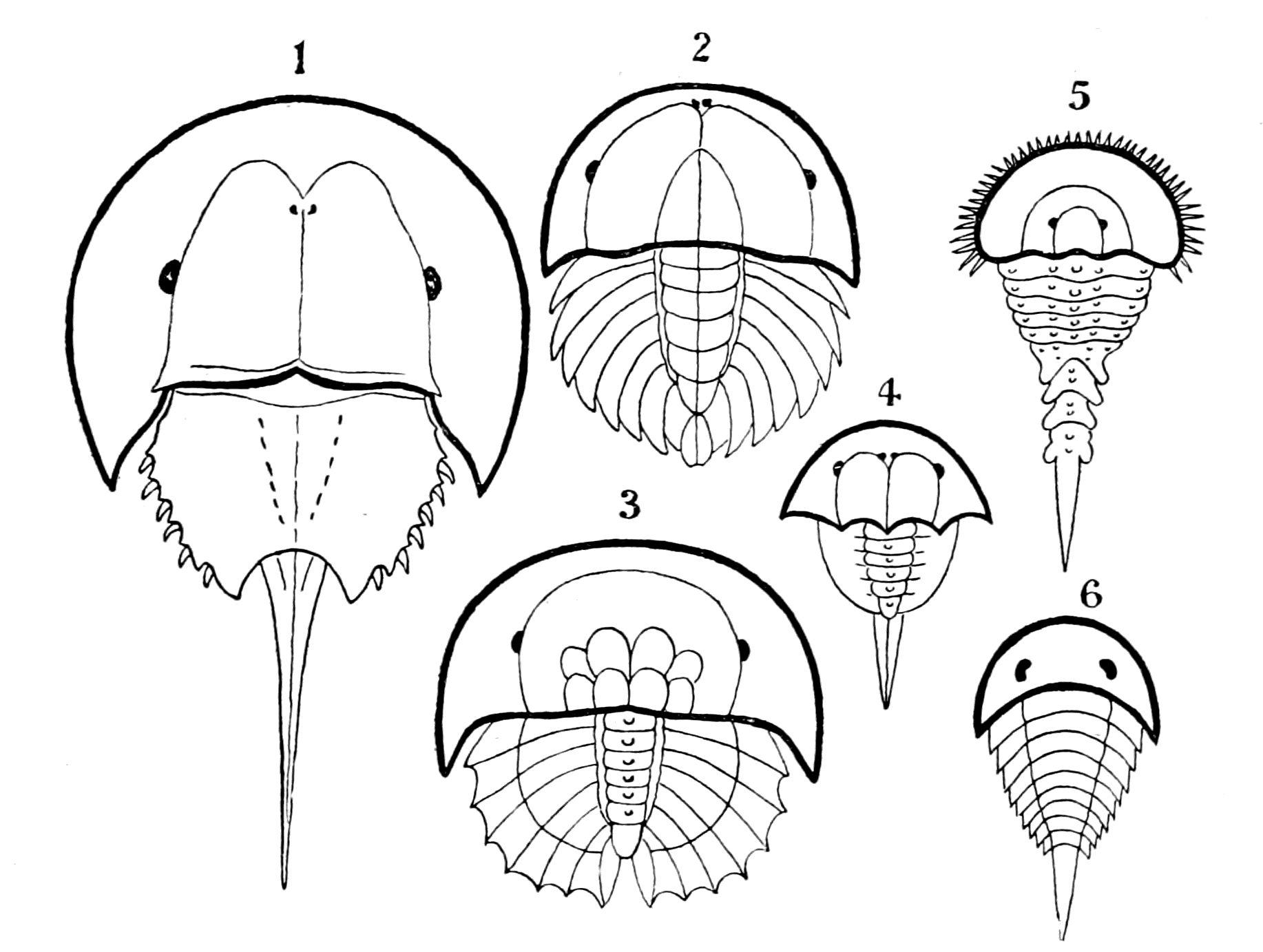
広義のカブトガニ類（1-4：狭義のカブトガニ類、5-6：ハラフシカブトガニ類）
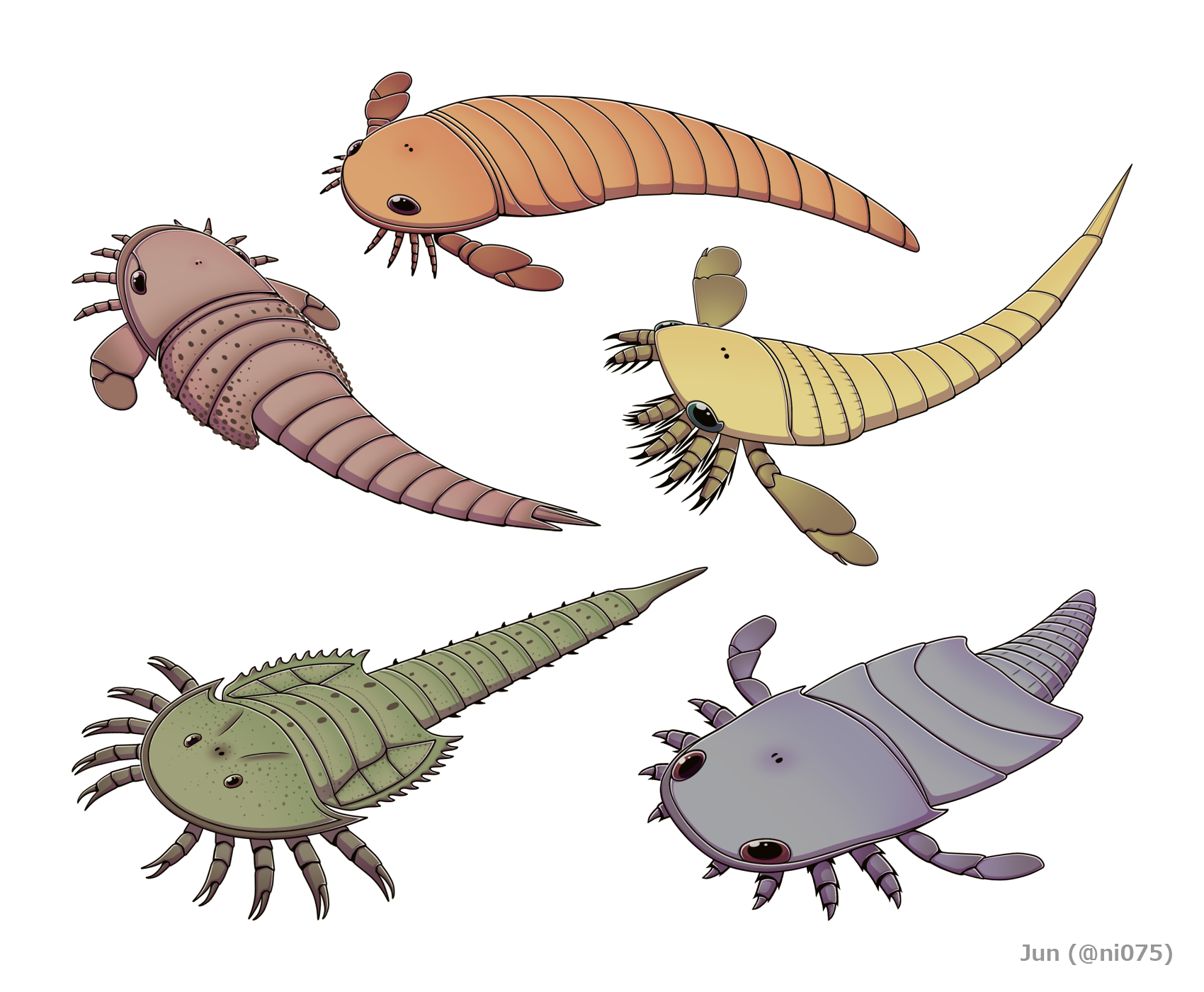
カスマタスピス類
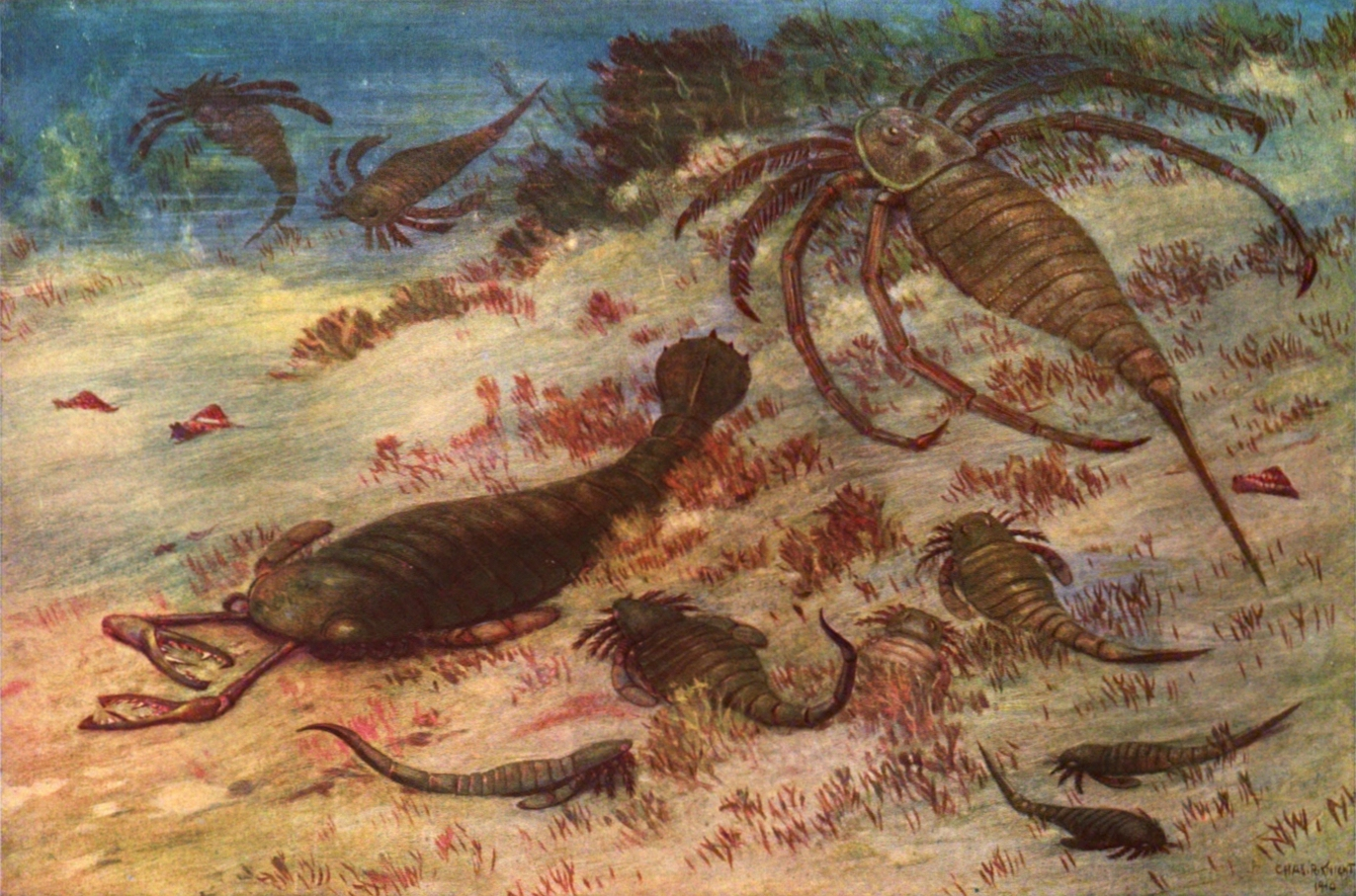
ウミサソリ類
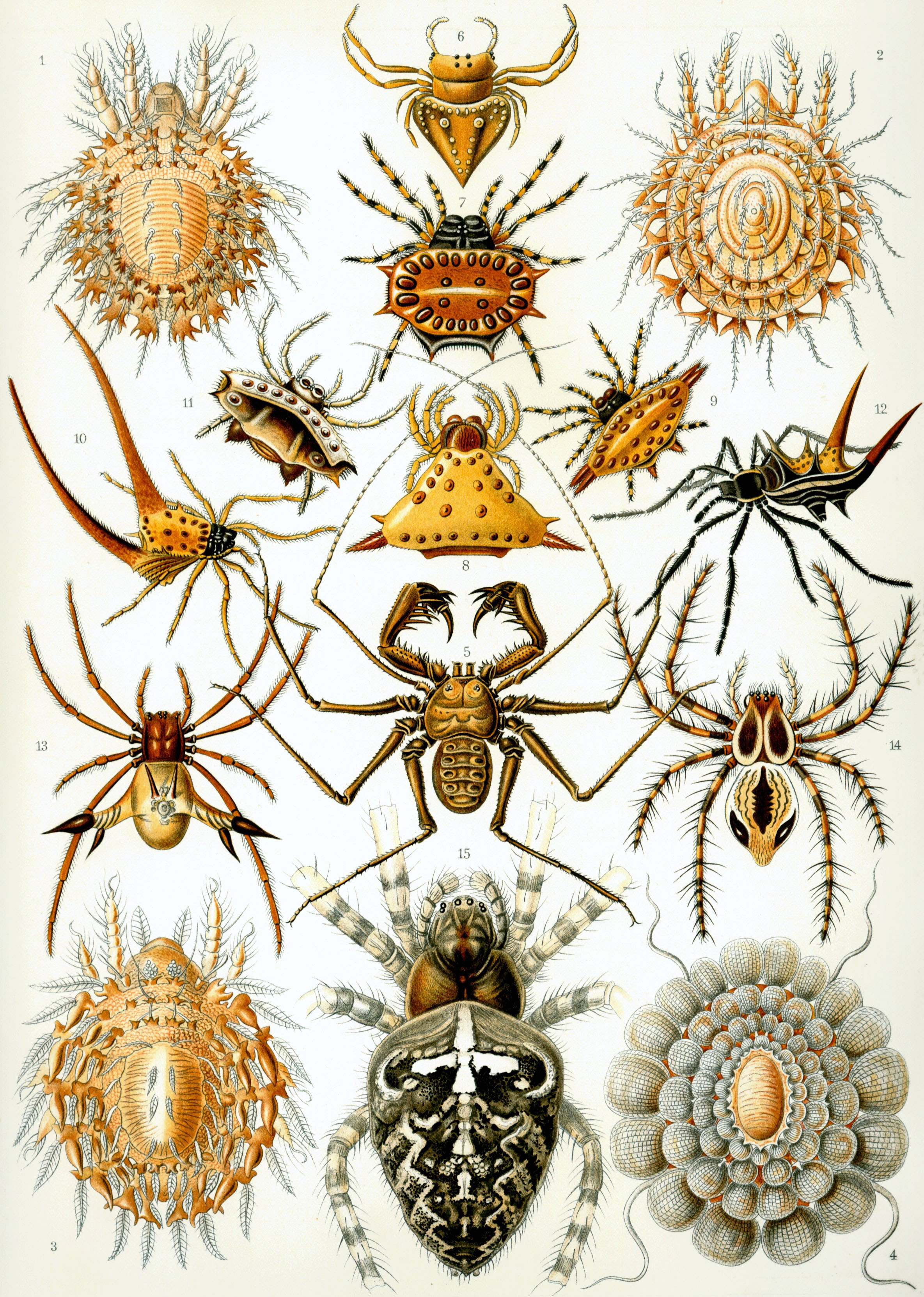
クモガタ類

基盤的な鋏角類とされる前述の古生物を除き、通常、鋏角類は大きくウミグモ類（Pycnogonida、ウミグモ綱、皆脚綱）と真鋏角類（Euchelicerata）の2群に分かれ、後者はさらにカブトガニ類・ウミサソリ類などを含んだ節口類（Merostomata、節口綱、腿口綱）、およびクモ・サソリ・ダニなどの陸生群を含んだクモガタ類（Arachnida、クモガタ綱、蛛形綱、クモ綱）として細分される。
しかしこのような分類体系の一部は単系統性を反映していないと疑問視され、以下の議論が繰り広げられる。
クモガタ類：
四肺類（クモ・ウデムシ・サソリモドキ・ヤイトムシなどを含んだ群）の単系統性は昔今を通じて広く認められ、かつて別系統と考えられたサソリとの姉妹群関係（蛛肺類）も後に様々な情報（分子系統学・遺伝子重複・書肺の連続相同性）で支持が得られる。しかしそれ以外の群の類縁関係は、主に分子系統解析によって不確定の状態に至った。ダニの単系統性は賛否両論で、またクモガタ類自体が他の鋏角類（ウミグモ類・ウミサソリ類・カブトガニ類のそのいずれ）に対して非単系統ではないかと思われることもしばしばある。
節口類：
節口類は一般にクモガタ類より早期に分岐した群とされるが、前述のクモガタ類非単系統説により、特定のクモガタ類（特に蛛肺類）に近縁とされる場合もある。化石群であるウミサソリ類は、主に生殖器官の形質に基づいてカブトガニ類よりもクモガタ類に近縁であるとされる。こうして節口類はクモガタ類に対して側系統群である説が一般的になり、「節口類」を廃止させる見方もある。また、従来ではカブトガニ類の一部としてまとめられた化石群ハラフシカブトガニ類（Synziphosurina）は、他のカブトガニ類（狭義のカブトガニ類）に類縁せず、むしろ他の真鋏角類全般に対して非単系統である説が後に有力視される。ウミサソリ類によく似たカスマタスピス類に関しては、カブトガニ類とウミサソリ類に対して多系統群、もしくはそのいずれに内包されるなどの説はあったが、単系統群で、ウミサソリとクモガタ類に近縁である説の方が後に広く認められる。
ウミグモ類：
鋏角類の中でウミグモ類は真鋏角類より早期に分岐した説は形態学・分子系統学の両方に最も広く認められる。しかし、基盤的な鋏角類とされるハベリア類などとの系統関係（どっちの方が基盤的なのか）ははっきりしておらず、2000年代の分子系統解析ではウミグモ類はクモガタ類に含まれ、もしくは残り全ての現生節足動物より早期に分岐した群とされる。特に後者の場合、真鋏角類は大顎類と幹性類 Cormogonida をなし、鋏角類（鋏角亜門）は多系統群として解体され、代わりにウミグモ類と真鋏角類を亜門（ウミグモ亜門、真鋏角亜門）へと昇格させる見方もある。ウミグモ類自体の単系統性は確実であるが、その内部系統は分子系統解析によって再編成されつつある。
2010-2020年代にかけて、真鋏角類の単系統性は確実であり、ウミグモ類と単系統群の鋏角類になる通説も再び広い支持を得られている。真鋏角類の中でカブトガニ類は基盤的で、ウミサソリ類は一般にクモガタ類の近縁と見なされる。蛛肺類以外のクモガタ類の系統関係は、未だに議論の余地がある。
2010年代時点では、11万種以上の鋏角類が記載される。百万種に及ぶ六脚類ほどではないが、節足動物の中で鋏角類は2番目に種数の多い亜門である。ウミグモ類は約1300種以上、カブトガニ類は80種以上（現生種は4種のみ）、カスマタスピス類は10種以上、ウミサソリ類は250種以上が知られる。10万種以上を含んだクモガタ類の中でダニとクモは大半を占め、それぞれ5万5000種以上と4万3000種以上が知られる。それに次いて多様なクモガタ類はザトウムシ（約6500種）・カニムシ（約3400種）・サソリ（約2000種）・ヒヨケムシ（約1100種）が挙げられており、残りのクモガタ類は種数が少なく、多くても数百種程度である。
綱階級以上の分類群は太字、絶滅群は「†」で示される。
- 鋏角亜門 Chelicerata - 鋏角類。第1体節の付属肢は祖先形質としてはさみ型の鋏角/鋏肢[5][3]。
  - †ハベリア目 Habeliida - ハベリア類。基盤的な鋏角類/真鋏角類。前述参照[38]。
  - †モリソニア目 Mollisoniida - モリソニア類。基盤的な鋏角類/真鋏角類。前述参照[1]。
  - ウミグモ綱（皆脚綱） Pycnogonida - ウミグモ類。体節は円筒状、吻と担卵肢をもつ[3]。
    - †パレオイソプス目 Palaeoisopoda
    - †ムカシウミグモ目 Palaeopantopoda
    - †（目和訳なし）Nectopantopoda
    - 皆脚目 Pantopoda

  - 真鋏角類 Euchelicerata - 第8-13体節（後体第2-7節）の付属肢は祖先形質として蓋板状[31][5][3]。
    - 節口綱（腿口綱） Merostomata（クモガタ類を除いた側系統群とされる）- 節口類。背甲は付属肢の基部以降を覆うほど発達し、脚の基節に顎基をもつ。
      - カブトガニ目（剣尾目） Xiphosura - †ハラフシカブトガニ類 Synziphosurina を含む場合、次の全ての分類群を除いた側系統群とされる[31][114][115][116][117][118]）
      - †カスマタスピス目 Chasmataspidida
      - †ウミサソリ目（広翼目） Eurypterida

    - クモガタ綱 （蛛形綱、クモ綱） Arachnida - クモガタ類。背甲は付属肢を覆わず、発達した顎基と前胃を欠き、口は前腹側方向に開く[112][3]。
      - ダニ亜綱 Acari - ダニ類。上唇、鋏角と触肢は顎体部（gnathosoma）をなす[3][12]。
        - 胸穴ダニ上目 Parasitiformes
          - アシナガダニ目 Opilioacarida
          - マダニ目 Ixodida
          - カタダニ目 Holothyrida
          - トゲダニ目 Gamasida

        - 胸板ダニ上目 Acariformes
          - ササラダニ目 Oribatida
          - ケダニ目 Prostigmata

      - コヨリムシ目 Palpigradi
      - †ムカシザトウムシ目 Phalangiotarbi
      - ザトウムシ目 Opiliones
      - クツコムシ目 Ricinulei
      - ヒヨケムシ目 Solifugae
      - カニムシ目 Pseudoscorpiones
      - 蛛肺類 Arachnopulmonata - 後体第2-7節の範囲に書肺をもつ。
        - サソリ目 Scorpiones
        - Pantetrapulmonata - 後体第2-3節（第8-9体節）のみに書肺をもち、生殖口蓋は幅広く、鋏角は折りたたみナイフ状[123][119]。
          - †ワレイタムシ目 Trigonotarbida
          - 四肺類 Tetrapulmonata
            - Serikodiastida - 後体第4-5体節に出糸器官をもち、鋏角の牙は剛毛を欠く[119]。
              - †ウララネイダ目 Uraraneida
              - クモ目（真正クモ目） Araneae

            - Schizotarsata - 脚の跗節は3節以上の跗小節に分かれる[112][119] 。
              - †コスリイムシ目 Haptopoda
              - 脚鬚類 Pedipalpi - 触肢と第1脚はそれぞれ捕獲器と感覚器に特化[112][119]。
                - ウデムシ目（無鞭目） Amblypygi
                - 有鞭類 Uropygi - 触肢基節は左右融合し、体の末端に防御用の分泌腺をもつ[112]。
                  - サソリモドキ目 Thelyphonida
                  - ヤイトムシ目 Schizomida

## 進化史

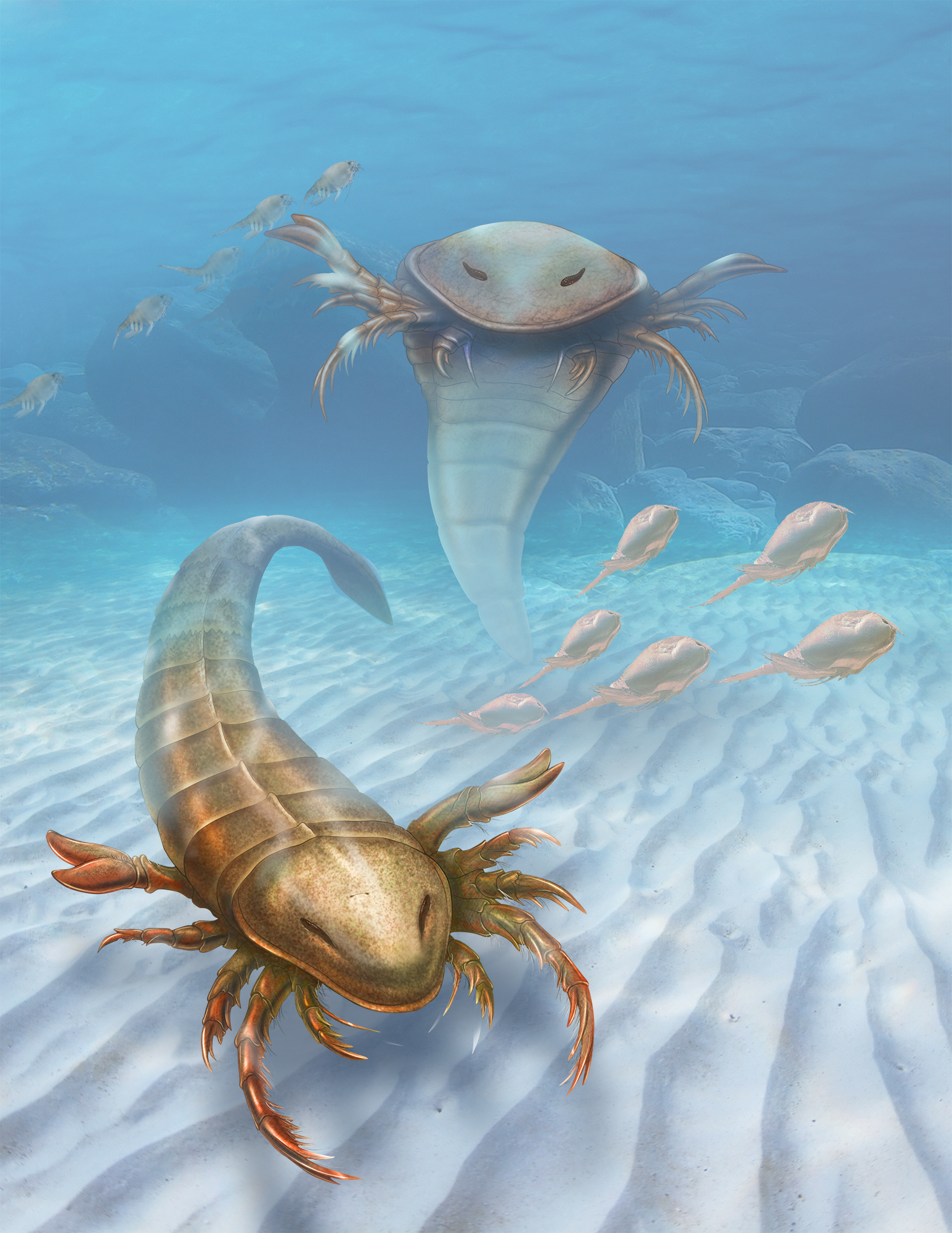
オルドビス紀の海を泳ぐ既知最古のウミサソリ類ペンテコプテルスの想像図。

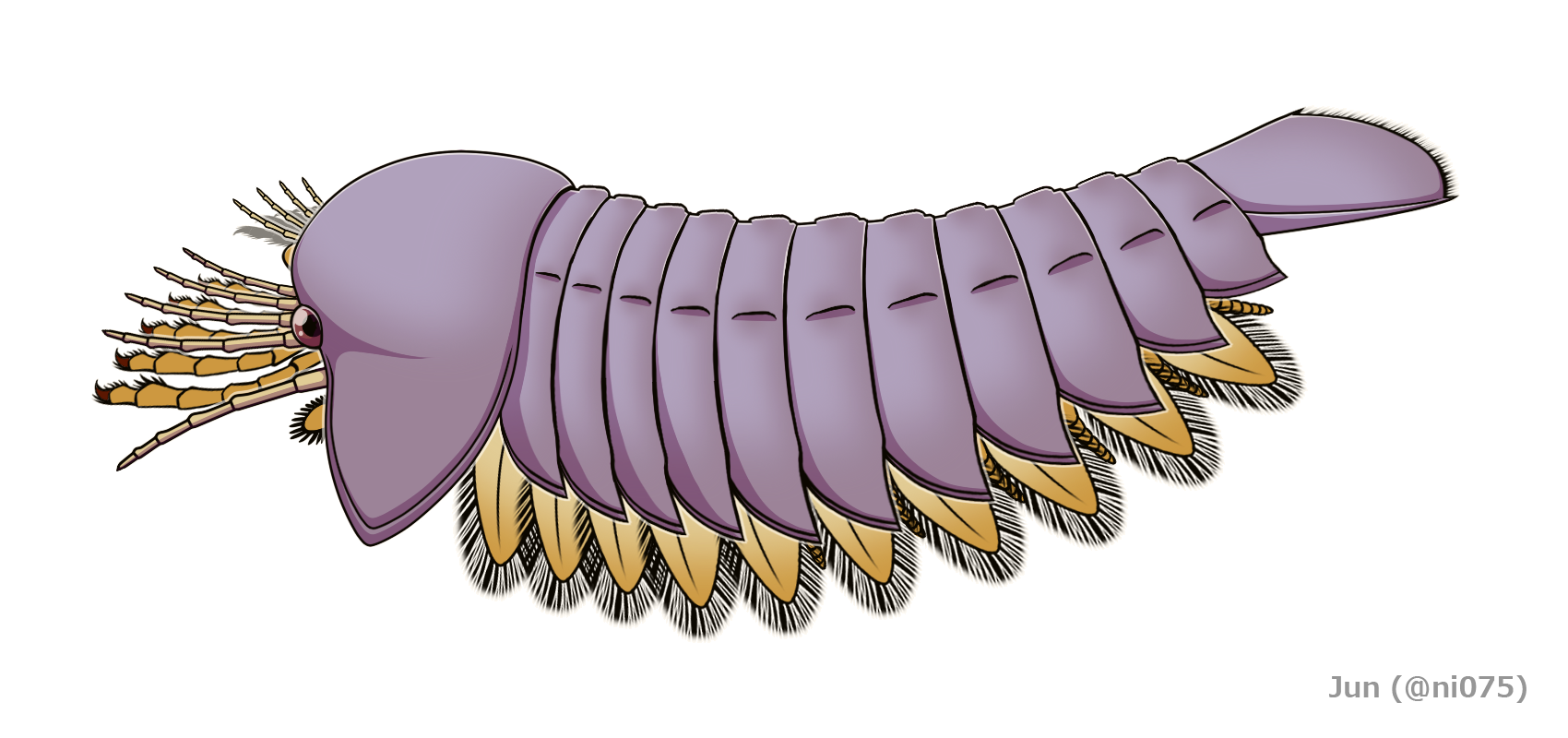
カンブリア紀のハベリア類サンクタカリスは基盤的な鋏角類として広く知られる。
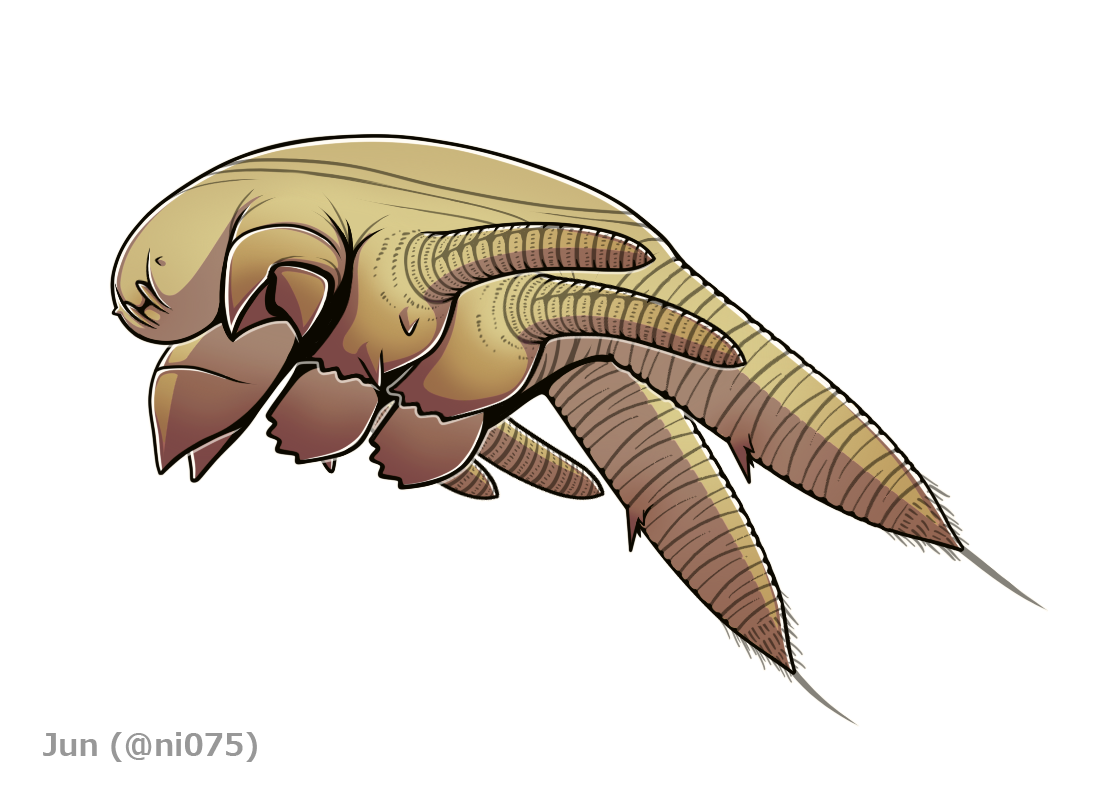
カンブリア紀のウミグモ Cambropycnogon は既知最古の鋏角類の1つである。

鋏角類は大顎類の節足動物と同様に古生代カンブリア紀（約5億年前）に起源していると思われ、それを直接的に示唆する化石証拠としてカンブリア紀の化石ウミグモ類、および基盤的な鋏角類と思われるカンブリア紀の絶滅群ハベリア類とモリソニア類の存在が挙げられる（前述参照）。節口類のウミサソリ類・カスマタスピス類・カブトガニ類はいずれも最古の化石記録はオルドビス紀（約4億8830万-4億4370万年前）まで遡れる。既知最古のクモガタ類はシルル紀（約4億4370万-4億1600万年前）のものだが、前述の系統仮説と分子時計的証拠にあわせると、クモガタ類の起源はオルドビス紀に当たると考えられる。鋏角類は水棲性を祖先形質とし、その中でクモガタ類が陸棲化した説は広く認められるが、これはクモガタ類と節口類の系統仮説の違い（特にクモガタ類の単系統性の賛否）によって解釈が変わる。
鋏角類は古生代の初期に出現し、常に節足動物相の一翼を担ってきた。特に古生代前期には非常に繁栄し、ウミサソリ類はシルル紀にほぼ食物連鎖の頂点に位置し、史上最大の節足動物の一つになっている。また生物の陸上進出が始まったときにも早い時期に陸生種を出し、肉食者としての地位を築いた。しかし、多くは次第に衰退し、現在ではクモ類・ダニ類以外は種数もごく少なく、生きている化石的なものが多い。
この理由として、一つには鋏角類の前体にある付属肢はほとんどが歩脚となり、口器として独立した付属肢は1対の鋏角しかなく、大顎類のように複雑で多様な口器を発達させる余地がなかったことが挙げられる。このため、その歴史の早期には強力な肉食者として存在したが、それ以降に食性についての幅広い適応を行うことができなかった。また、陸上種に関しては呼吸器としての書肺をもっていたが、そのために気管の発達が遅れ、そのために運動能力において後れを取ったとの説もある。
しかしクモ類とダニ類は例外的で、多様化して大きな発展を遂げた。前者は糸と、それによる網の活用で広範囲な昆虫を捕食する能力を発達させたこと、後者では小さな体を利してニッチを拡大し、食性の幅を広げたことによると思われる。

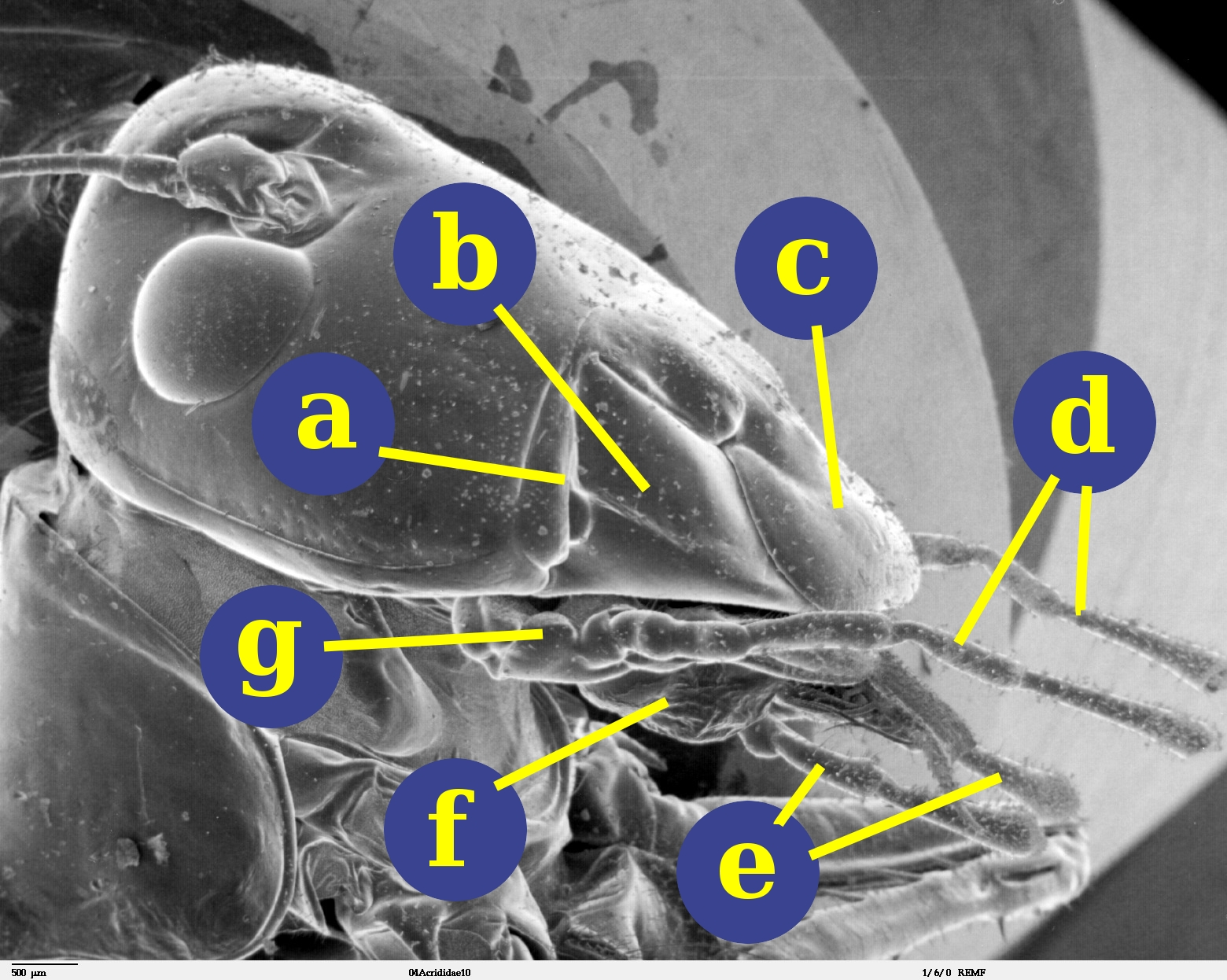
大顎類である昆虫の口器。鋏角類とは異なり、複数対の顎（b：大顎、g：小顎、f：下唇）によって構成される。
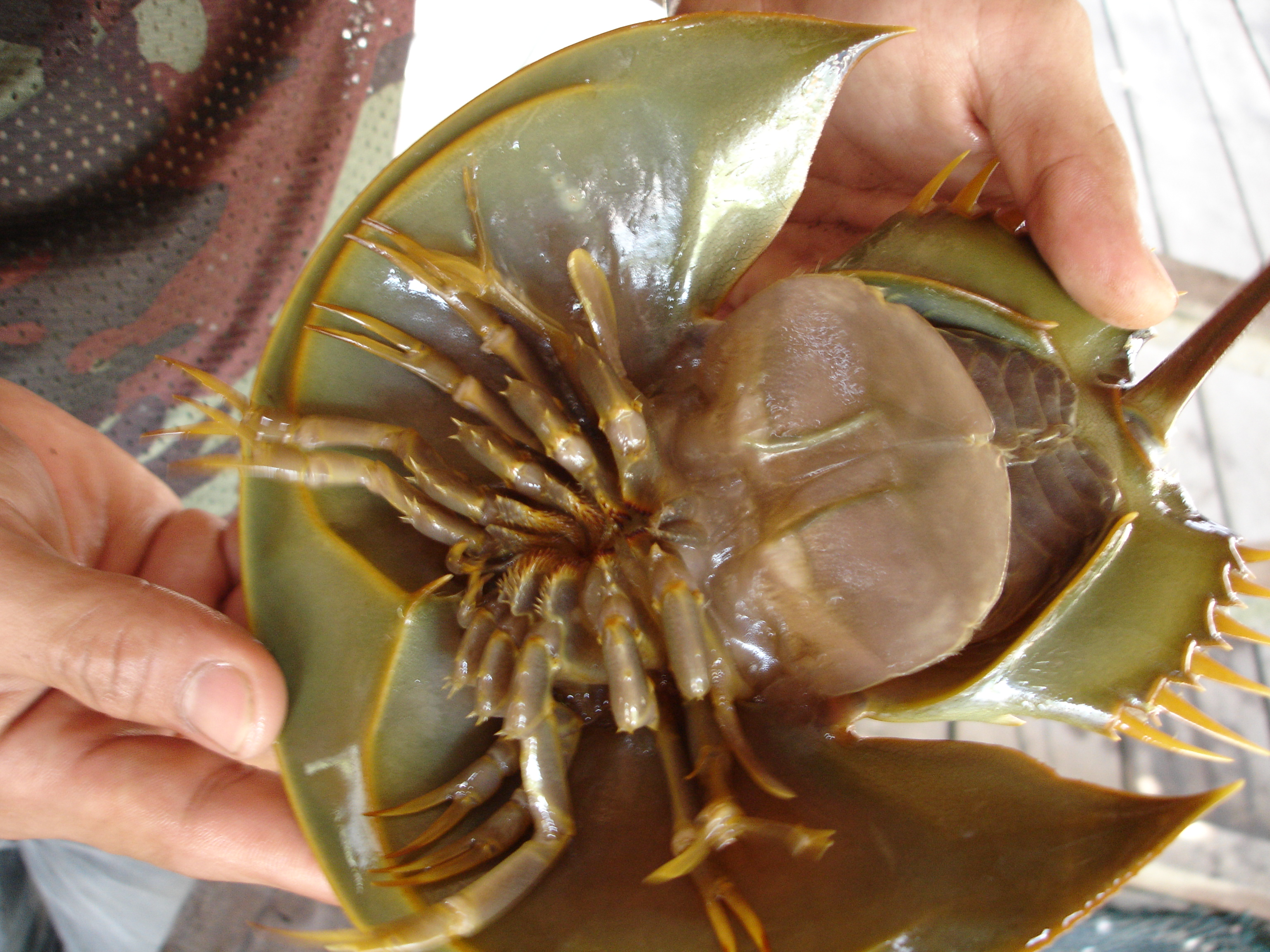
カブトガニ類の腹側。全ての脚の基節に咀嚼用の顎基をもち、これは真鋏角類の共通祖先から受け継いだ祖先形質と考えられる。
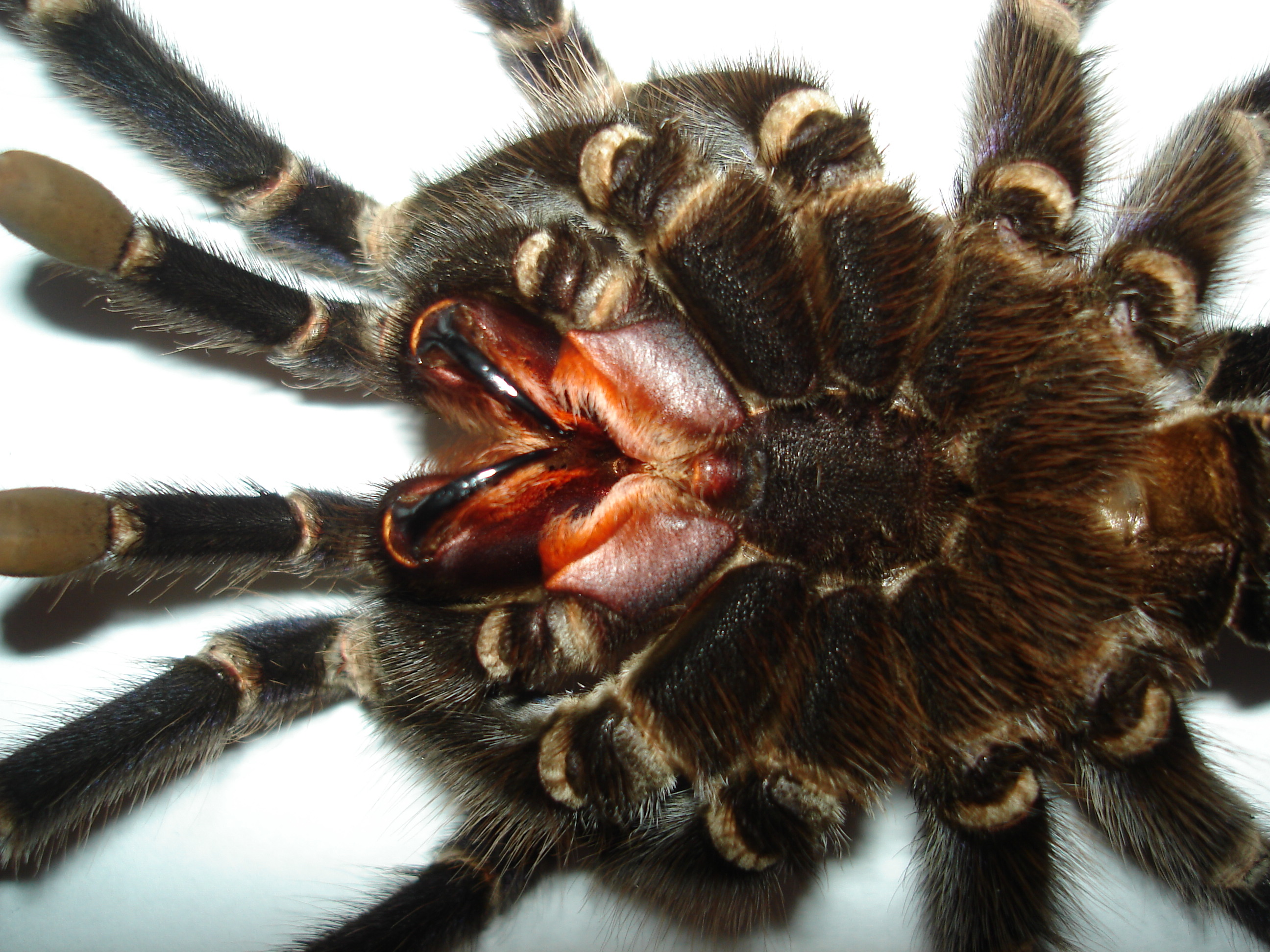
クモの前体の腹側。6対の附属肢の中で口器として機能するのは鋏角と触肢の基節のみで、歩脚に顎基らしき突起物はない。

なお、鋏角類の口器は上述のように言われるほど単純で非効率的でなく、特に基盤的な真鋏角類である節口類（カブトガニ類とウミサソリ類）においては7対（鋏角+5対の脚の顎基+唇様肢/下層板）ほど多くの付属肢構造が口器に参加し、大顎類に劣らないほど複雑な咀嚼機構をなしていた。クモガタ類に見られる単調な口器は祖先的でなく、むしろ陸上生活に向かって節口類の複雑な口器から高度に特化した結果と言うべきことも指摘される。クモガタ類における顎基と複眼の退化は、それぞれ陸上環境への適応（顎基は水棲性の節足動物のみに見られる）と各系統群における視力以外の感覚器（例えばクモの聴毛・サソリの櫛状器・ヒヨケムシのラケット器官など）への依存に大きく関与していると考えられる。